# Economía de Bolivia

Evolución histórica del PIB per cápita del Bolivia

La economía de Bolivia tiene su base principal en la extracción y en la exportación de sus recursos naturales, principalmente gasíferos y mineros (en menor medida también petroleros, manufactureros y alimenticios), pero a la vez, en la actualidad Bolivia se encuentra desarrollando un proyecto estatal para la generación y exportación de energía (electricidad) mediante un programa gubernamental de construcción de diferentes plantas hidroeléctricas, termoeléctricas, geotérmicas, fotovoltaicas y eólicas. Actualmente la economía boliviana es la décima cuarta economía de América Latina en términos de producto interno bruto (PIB) nominal, y la décima tercera en cuanto al PIB a precios de paridad de poder adquisitivo (PPA).
Según estudios internacionales, en 2019 la economía total de Bolivia ascendió a los 43.087 millones de dólares (producto interno bruto). Dividiendo este producto interno bruto por la cantidad de población que tiene Bolivia (más de 11 millones de habitantes) el país posee un PIB per cápita de más de 3 mil dólares (en nominal) y un PIB per cápita de más de 8 mil dólares (en PPA), esto mencionando también que desde el año 2010, Bolivia dejó el grupo de países de ingresos bajos, y pasó a pertenecer a la categoría de países de ingresos medios según estudios del Banco Mundial.
La Década de 2010 se convierte para Bolivia en la «década de oro», al crecer casi al mismo ritmo que la economía panameña y pese a la caída del precio mundial del barril del petróleo, como así también a la rebaja a nivel internacional de las materias primas y a los desastres naturales internos como las inundaciones y sequías. Este crecimiento del PIB se debió también en buena medida, a que desde el 2 de noviembre de 2011, Bolivia ha logrado mantener una cotización fija y estable de la moneda boliviana frente al dólar (llegando inclusive a devaluar a la moneda norteamericana en un 15 % durante el periodo 2006-2011 pasando de 8,06 Bs a solo 6,86 Bs por cada dólar).
Bolivia posee las segundas mayores reservas más importantes de gas natural en América del Sur aunque estas todavía no alcanzan aún al 1% del total de las reservas mundiales. Dichas reservas se constituyen hoy por hoy en fuente de un amplio debate nacional respecto a su utilización futura. En 2012 fue el principal exportador de gas en Sudamérica, y se ubicó entre los seis productores de gas natural en el continente; también es el octavo mayor productor de petróleo en América Latina. 
En el ámbito de la minería, Bolivia es el cuarto productor mundial de estaño después de China, Indonesia y Perú y a la vez el tercer mayor productor mundial de antimonio después de China y Sudáfrica. En producción de plomo, Bolivia ocupa el octavo lugar a nivel mundial. En el marco de la producción de plata Bolivia ocupa el noveno lugar (a pesar de que durante la colonia ocupaba el primer lugar) y en la producción de zinc Bolivia es el décimo productor a nivel mundial. En la producción mundial de oro Bolivia también ocupa el vigésimo cuarto lugar.
En el sector agroindustrial ha tenido un impacto importante en la economía boliviana, debido a la tecnificación y optimización de productos agropecuarios como ser: La ganadería, la producción de soya, la producción de azúcar, producción de arroz, etc. Durante los años 2012, 2013 y 2014, Bolivia logró convertirse en el primer país productor y exportador mundial de Quínua, siendo desplazado poco tiempo después a segundo lugar por el Perú. Pero actualmente Bolivia ocupa el segundo lugar de producción y exportación de este alimento a nivel mundial de 93 países. Cabe destacar también que Bolivia se encuentra en el décimo puesto a nivel mundial en la producción de Soya.
Desde 1995 hasta la actualidad (2020), Bolivia introdujo a la castaña como “uno de los principales productos no tradicionales de exportación”.
La industria del turismo en Bolivia fue creciendo rápidamente en los últimos años, convirtiéndose en un símbolo de turismo internacional en América Latina, con más de 880 mil viajeros entrantes, según la Organización Mundial de Turismo, esto debido también a que Bolivia es un país de contrastes profundos ubicado entre las altas cumbres de los Andes y las selvas tropicales del Amazonas.
En 2014, según la fundación Getulio Vargas, Bolivia ocupa el cuarto lugar (después de Paraguay, Colombia y Perú) en el clima favorable para emprendimiento de negocios, llegando a obtener 124 puntos.
Según la CEPAL, el Fondo Monetario Internacional y el Banco Mundial, durante los años 2009, 2014, 2015, 2016 y 2018 Bolivia (en Sudamérica) junto a Panamá (en Centroamérica), lideró en el crecimiento económico de América Latina, creciendo a un ritmo mayor de 3,4 %, 5,5 %, 4,8 %, 4,3% y 4,5% anual y respectivamente en relación con el tamaño de su producto interno bruto, pese también a la rebaja y caída del precio mundial del barril de petróleo al cual esta indexado el precio del gas natural. Aunque la crisis mundial azotó muy fuertemente a la economía Sudamericana, Bolivia aún sigue manteniéndose como un país atractivo para la inversión pública como también privada.
Los sectores más favorables para la inversión externa e interna en Bolivia se encuentran en el rubro de la construcción, en la agroindustria, en el turismo, en el comercio y en la industria liviana.

## Historia económica
Según herbert Klein:
"Bolivia constituye una paradoja dentro del contexto de la evolución americana".
Para entender el desarrollo económico del Estado Plurinacional de Bolivia, los historiadores identifican diferentes periodos, en el artículo se utiliza la siguiente división: Periodo Prehispánico, Periodo colonial, Los primeros años de la República, Periodo 1879-1932, Periodo 1932-1952, La Revolución Nacional, Las dictaduras, El retorno de la Democracia, Acontecimientos Recientes.

### Época Prehispánica
El desarrollo de las culturas prehispánicas en Bolivia esta claramente influenciado por la geografía, mientras que las culturas andinas llegaron a practicar la agricultura y desarrollaron artes como la orfebrería, la arquitectura, etc. la mayor parte de los pueblos orientales se mantuvieron nómadas y/o seminómadas.

#### Zona Andina
La región andina, principalmente la circundante al Lago Titicaca mostraban un entorno propicio pues permitían el desarrollo de la agricultura, ganadería, pesca y minería.
Los primeros asentamientos en el área andina datan de aproximadamente 20 000 años a. C., los vestigios de pueblos nómadas como los Viscachani que eran cazadores y nómadas se remontan hasta aproximadamente el 10 000 a. C. También existieron otros pueblos nómadas como los Huaca, Chilca, entre otros.[cita requerida]
A partir del 4000 a. C. diferentes culturas empiezan a desarrollar la ganadería y la agricultura, asimismo la cerámica, textilería y arquitectura fueron creadas entre el 2500 y 1500 a. C. con lo cual se forman aldeas de las cuales posteriormente se formarían las principales culturas andinas como Wankarani, Tiahuanaco, Mochicas, estas se caracterizaron por el uso de camellones para la producción agrícola,técnica que consiste  en excavar canales conectados, usando la tierra obtenida para formar camas de cultivo elevadas, sin embargo pueblos como los Urus se mantuvieron como pescadores y recolectores hasta la conquista incaica.[cita requerida]
La cultura Tiahuanaco fue la más importante,[cita requerida] se logran ver tres periodos de desarrollo, que son los siguientes:
1. Periodo Aldeano. Su economía se basa en la papa, que se conserva deshidratada (chuño), se cultiva también oca, se practica la ganadería y se comercia con otros pueblos para conseguir principalmente armas y herramientas.
2. Periodo urbano. Inicia en el siglo I d. C. con la construcción de templos importantes el excedente agrícola le permitió lograr este desarrollo puesto que se pudo mantener sacerdotes y constructores.
3. Periodo Imperial. Inicio el siglo VIII d. C. Tiahuanaco se expandió hasta el norte de Chile y a los Valles de Cochabamba sentando la base para el control de los pisos ecológicos que sería desarrollado por los aimaras.

Los señoríos aimaras iniciaron el control vertical de pisos ecológicos, que consiste en el establecimiento de un centro fortificado en la zona andina y una serie de colonias en los valles encargadas de abastecer el centro andino estos colonos llevaban el nombre de mitmaqkuna. Con este sistema de integración vertical se generó el trueque entre productos andinos y otros provenientes de las costas del pacífico y de los Yungas, de esta forma la dieta de los aimaras se diversificó.
Los aimaras a pesar de contar cada señorío con un ejército fuerte fueron conquistados por los incas a finales del siglo XV debido a que no lograron aliarse y unificar sus ejércitos. Con la conquista de los incas se estableció una nueva administración económica y política en la región andina de Bolivia.

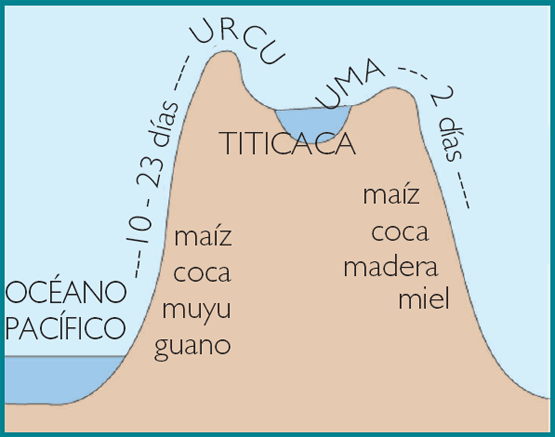
Control de pisos ecológicos

El imperio incaico inicia su expansión en el siglo XV con el inca Pachacutec, llegando a la región andina boliviana y fue conquistando diferentes pueblos aimaras ya sea pacíficamente o por la fuerza y en algunos casos permitió que dichos pueblos mantengan su forma de administración y en los casos que se anexaron pacíficamente se distribuyó a la clase dominantes tierras y trabajadores. en lo que se refiere a la producción agrícola fue característica la construcción de andenes, los camellones y las kochas.
El «ayllu» fue la base y el núcleo de la organización social del imperio. Los ayllus creían que descendían de un antepasado común, por lo cual los unían lazos de parentesco. Un ayllu poseía ganado, tierras y agua al que todos sus miembros tenían derecho siempre y cuando cumplieran obligaciones establecidas, los miembros del ayllu eran los siguientes:
- Hatun Runa: tributarios (campesinos).
- Mitmaqkuna: Grupos trasladados para colonizar nuevas regiones enseñando a los pueblos nuevas costumbres.
- Yanaconas: Servidores del Inca y del imperio.
- Pinas: Prisioneros de guerra dependientes del Inca que no eran escogidos como Yanaconas.

Esta era la base económica del Imperio Incaico pues parte de la producción agrícola y ganadera era entregada al estado como si fuera un tributo, este era usado para mantener al ejército, la nobleza y la realeza incaica, los Mitmaqkuna eran designados por el Estado para cumplir labores de colonización por un tiempo determinado obteniendo a cambio una retribución justa, los Yanaconas se ponían al servicio del estado como orfebres o servidumbre y lo debían hacer de por vida.
Para las obras comunales del ayllu, construcciones del Estado, andenes, etc. se estableció la minka que consistía en el trabajo comunitario asignado principalmente a varones, y en especial en labores de construcción

#### Pueblos Orientales
Cuando los españoles llegaron denominaron a todos los pueblos orientales chiriguanos, sin realizar ninguna distinción y existían varias culturas en diferentes estadios de evolución desde nómadas hasta aldeanos, en la actual región de Beni tenemos entre los principales pueblos los Mojo, Baure, Itinama, Canichanas, Movima y Cayuvava, en Santa Cruz tenemos a los chane que previo a la llegada de los españoles fueron conquistados por los guaraníes.

### Época Colonial
La dominación de la Corona española va desde el siglo XV hasta el XIX, siendo su principal sustento la explotación minera, en torno a la cual giraron los centros de producción agrícola, la fundación de ciudades, las rebeliones y el desarrollo de la región del alto Perú.

#### La Conquista
El proceso de la conquista del Imperio incaico tiene su base en la ambición de riquezas principalmente minerales por parte de los españoles. El libro de la familia Mesa - Gisbert identifica el periodo de conquista de América entre 1510 y 1541.
Los siguientes factores fueron determinantes en la conquista del imperio incaico.
- El mayor desarrollo armamentístico de los españoles.
- La preparación militar.
- La guerra civil que atravesaba el imperio Incaico entre los dos hijos de Huayna Capac que eran Atahuallpa y Huascar.

Francisco Pizarro y Diego de Almagro  iniciaron la expedición de Sudamérica en 1531, a la llegada de Pizarro a la costa de Túmbez en la región de Ecuador en ese momento el imperio Incaico se encontraba en plena guerra civil librada entre Atahuallpa al norte y Huascar en el Sur, mientras un ejército de Atahualpa se dirigía al sur a enfrentarse a Huascar, Atahualpa decidió reunirse con Pizarro, los españoles prepararon una emboscada para el inca en Cajamarca lugar donde fue capturado Atahualpa y se dio muerte a unos 2000 indígenas.
Con la captura de Atahualpa, Pizarro se quedó en Cajamarca reuniendo información, durante el encierro de Atahualpa su ejército derrotó y asesino a Huascar, Atahualpa negoció su libertad indicando que podía llenar su prisión hasta la altura de su brazo con piezas de oro, lo cual fue cumplido pero de todas formas fue estrangulado después de ser convertido al cristianismo, con el retorno de Almagro en 1533 con refuerzos se inició la conquista del sur del imperio Inka, nombrando a Manco II como nuevo Inca, Pizarro y Almagro parten al sur, llegando a Cuzco en 1534. 
En 1533 Hernando Pizarro fue enviado por su hermano Franciso a España a pagar el quinto al Rey, a su retorno en 1534 traía importantes noticias de la Metrópoli, 1) el nombramiento de Márquez para su hermano Francisco, 2) el nombramiento de adelantado para Diego de Almagro y 3) los límites fijados para los territorios de los dos conquistadores antes citados estableciendo dos territorios, Nueva Castilla a cargo de Francisco Pizarro y al sur Nueva Toledo.
Pedro de Almagro partió hacia el sur en 1535 llegando a lo que es el norte de Chile sin encontrar las riquezas que buscaba, por lo que decidió arrebatar el Cuzco de las manos de los hermanos de Francisco Pizarro, los cuales debilitados por la reciente sublevación de Manco II. fueron derrotados por las fuerzas de Almagro pero lograron escapar, y Francisco Pizarro retomó Cuzco y juzgó y degolló a Almagro en 1538. Ese mismo año, los dos hermanos de Francisco Pizarro se adentraron al sur del altiplano fundando dos asentamientos a su paso el primero fue un puesto minero que posteriormente daría nacimiento a la ciudad de Potosí, mientras que el segundo ocupaba la región de la actual Sucre.
A la muerte de Francisco Pizarro se formó el Virreinato del Perú con la primera Audiencia en Lima a la par de que se proclamaron las ordenanzas de Barcelona estableciendo un mejor trato para los indígenas conquistados lo cual provocó el levantamiento de Gonzalo Pizarro la cual tuvo tanta aceptación que obligó a la corona a enviar refuerzos a sus colonias al mando de Pedro de la Gasca.
Con la fundación de las ciudades de La Plata (actual Sucre) en 1538, Potosí  en 1545, La Paz en 1548, Santa Cruz de la Sierra en 1561 y Cochabamba en 1571, se consolida la presencia en el actual territorio Boliviano.

#### Conformación de la economía colonial
| Década                                                       | Producción Anual Promedio | Rendimiento Máximo Anual | Rendimiento Mínimo Anual |
| ------------------------------------------------------------ | ------------------------- | ------------------------ | ------------------------ |
| 1550-1559                                                    | 278.055                   | 379.244                  | 207.776                  |
| 1560-1569                                                    | 241.348                   | 284.443                  | 216.516                  |
| 1570-1579                                                    | 278.093                   | 613.344                  | 114.878                  |
| 1580-1589                                                    | 750.073                   | 865.185                  | 668.517                  |
| 1590-1599                                                    | 803.272                   | 887.447                  | 723.591                  |
| 1600-1609                                                    | 762.391                   | 844.153                  | 624.666                  |
| 1610-1619                                                    | 666.082                   | 746.947                  | 620.477                  |
| 1620-1629                                                    | 590.900                   | 646.543                  | 536.473                  |
| 1630-1639                                                    | 598.287                   | 793.596                  | 530.674                  |
| 1640-1649                                                    | 520.859                   | 619.543                  | 463.799                  |
| 1650-1659                                                    | 461.437                   | 523.604                  | 424.745                  |
| 1660-1669                                                    | 362.425                   | 398.459                  | 321.889                  |
| 1670-1679                                                    | 343.478                   | 380.434                  | 289.216                  |
| 1680-1689                                                    | 370.646                   | 409.338                  | 326.904                  |
| 1690-1699                                                    | 290.526                   | 375.459                  | 236.935                  |
| 1700-1709                                                    | 198.404                   | 226.186                  | 178.087                  |
| 1710-1719                                                    | 152.696                   | 198.682                  | 114.310                  |
| 1720-1729                                                    | 145.555                   | 200.693                  | 119.576                  |
| 1730-1739*                                                   | 140.186                   | 169.707                  | 82.811                   |
| 1740-1749*                                                   | 92.119                    | 111.947                  | 81.081                   |
| 1750-1759*                                                   | 123.864                   | 126.957                  | 115.373                  |
| 1760-1769                                                    | 142.114                   | 158.883                  | 117.323                  |
| 1770-1779                                                    | 170.381                   | 242.067                  | 150.746                  |
| 1780-1789                                                    | 378.170                   | 416.676                  | 335.848                  |
| 1790-1799                                                    | 385.283                   | 404.025                  | 369.371                  |
| 1800-1809                                                    | 297.472                   | 371.416                  | 194.535                  |
| 1810-1819                                                    | 208.032                   | 338.034                  | 67.347                   |
| 1820-1829                                                    | 156.110                   | 177.727                  | 132.433                  |
| *Datos estimados Fuente: Klein, Herbert; Historia de Bolivia |                           |                          |                          |

Es evidente que los colonizadores españoles no buscaron el desarrollo agropecuario de la región, ellos buscaron la riqueza mineral de la región es por ello que en gran medida el control de los pisos ecológicos descrito en la etapa precolonial se mantuvo con la diferencia que los españoles agruparon a los indígenas en encomiendas, las cuales en su mayoría destinaban sus productos a cumplir con las demandas de los centros mineros, principalmente Potosí. Los encomenderos tomaron cierto poder lo cual no era visto con buenos ojos desde España.
La explotación en el Cerro Rico de Potosí en una primera fase fue tradicional se siguieron las vetas de plata hasta agotarlas y solo se explotó el mineral con alto grado de pureza, una vez se agotaron estas fue evidente que se requería una reforma que permitierá abaratar costos y hacer más lucrativa la extracción. 
Estos dos puntos desembocaron en las medidas planteadas por el Virrey Toledo.

##### El problema de la perpetuidad de las encomiendas
Los indígenas invadidos fueron distribuidos en distritos y estos a su vez en encomiendas, las cuales estaban a cargo de un español que recibía la concesión de usar la fuerza de trabajo de los indígenas a cambio de que se diera a estos instrucción religiosa y busque formas de asimilarlos a las normas españolas. Estas concesiones se realizaron de forma perpetua.
La Corona se mostró siempre reacia a dar encomiendas a perpetuidad, pues temía que el encomendero obtuviera un poder local que amenazara a la metrópoli, como sucedió años antes. El Virrey Toledo fracturó el poder de los encomenderos al limitar las concesiones a tres generaciones debiendo luego volver a manos de la Corona.

##### Las reducciones de los indígenas
Las reducciones habían sido ya recomendadas por la Real Audiencia de Lima en octubre de 1549 y dispuestas por real cédula del 21 de marzo de 1551. Ya el anterior gobernador Lope García de Castro había reducido 563 poblados antiguos a solo 40.
Como se había mencionado las comunidades indígenas continuaban migrando y trataron de mantener el control de los diferentes pisos ecológicos, esto dificultaba el cobro de impuestos sobre los indígenas y el establecimiento de la mita, entonces Toledo estableció la creación de poblaciones que constaban de una plaza mayor, iglesia, cabildo y solares propios. Toledo trató de aglutinar 129,000 indígenas que vivían en 900 comunidades en 44 pueblos de 2,900 indígenas cada uno. 
Sin embargo las comunidades nunca perdieron sus vínculos con otras de diferentes pisos ecológicos.

##### Reglamentación del tributo indígena
Reglamentó la recolección del tributo indígena, exigiendo que el pago fuera hecho en moneda, pese a lo cual los indios siguieron pagando en especie. Estaban obligados a pagarlo los individuos de 18 hasta los 50 años, pero ambos extremos fueron arbitrariamente ampliados por los encomenderos, corregidores y caciques a quienes correspondía efectuar la cobranza, a fin de mantener así el rendimiento de la renta.

##### Reglamentación de la mita
Reglamentó la mita, antiguo sistema de trabajo obligatorio por turnos que los incas implementaron para la construcción de obras públicas y que los españoles reimplantaron transformando su sentido original. Bajo los incas, el mitayo o trabajador indígena recibía la manutención del Estado y la retribución en bienes; en cambio, los españoles fijaron para cada mitayo un salario irrisorio, sumándose esta pesada carga laboral al tributo que el indio debía pagar al encomendero. De acuerdo a lo dispuesto por las ordenanzas, los pueblos indígenas debían proveer un número de trabajadores para la construcción de puentes, caminos y edificios administrativos y religiosos; para el mantenimiento de tambos o posadas; y para industrias tales como la extracción de minerales, las fábricas de paños (obrajes) y las estancias. Las más odiadas por los indios fueron la mita minera y la obrajera.

##### Azogue
"Azogue" es el nombre tradicional del metal mercurio. Este proceso fue introducido en 1572 como una medida destinada  a contrarrestar la disminución de la producción de plata. Las minas de azogue de Huancavélica fueron tomadas por la Corona y se convirtieron en las principales proveedoras de mercurio a Potosí.
El acaparamiento del azogue por parte de la Corona le permitió tener otro mecanismo de control sobre la minería puesto que la refinación de plata requería una proporción fija entre minerales y mercurio.
Uno de los obstáculos más difíciles de sobrellevar fue el transporte puesto que el transporte de mercurio requería de envases especiales puesto que si se derramaba infectaba a las llamas o mulas que lo transportaba y estas morían, el mercurio era llevado a Lima de ahí pasaba a Arica, pasaba por Oruro y finalmente llegaba a Potosí.

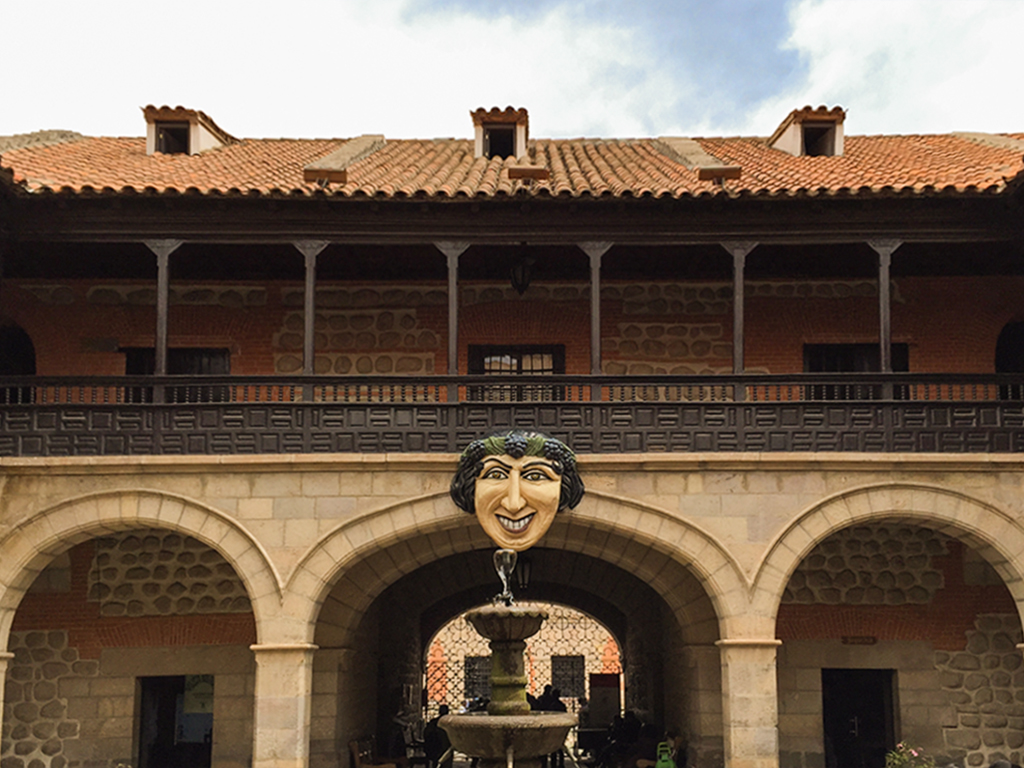
Fachada principal de la Casa de la Moneda en Potosí, fundada en 1572

##### Creación de la Casa Real de Moneda de Potosí
El antiguo Virrey Conde de Nieva ya había conseguido el permiso del Rey para establecer una Casa de Moneda, la cual fue organizada y fundada en Lima sin embargo dado su bajo rendimiento el virrey Tolaba estableció su traslado a Potosí y exigió que toda la plata producida en las minas del Cerro Rico, se convierta en lingotes o barras en esta Casa de Moneda. Con esto el Virrey también facilitó el cobro de impuestos a los mineros.
La construcción de la Casa de Moneda de Potosí comenzó en 1572 –en ocasión de la visita de inspección que el virrey efectuara a aquella ciudad altoperuana– y que finalizó en 1575.

#### Época Republicana
La perspectiva del desarrollo desde la década de 1950 muestra que la renta per cápita de Bolivia ha tenido un crecimiento muy lento desde entonces. El PIB ha tenido un crecimiento medio de un 3% anual, mientras que la tasa de incremento de la población ha sido del 2,6% anual, de lo que se desprende que la renta percápita ha permanecido casi igual y su población se viene a encontrar en similares condiciones económicas a las de los años cincuenta, sin que se haya producido casi ningún aumento de productividad. A nivel comparativo, dentro del continente americano, sólo Argentina y Perú, han tenido una trayectoria similar.
En tiempos coloniales, Bolivia era un gran productor mundial de oro y plata, con cuantiosas reservas. Además, hacia mediados del Siglo XX, en la época republicana, Bolivia se constituía en uno de los más grandes productores de estaño, llegando a ser el primer productor mundial de este metal. No obstante, la economía boliviana dependió mucho de la monoextracción de minerales, con una baja diversificación, lo que la expuso a grandes riesgos por las fluctuaciones del precio internacional. De modo, que en la década de 1980 la economía boliviana se declaró en quiebra por la caída del precio internacional del estaño, trayendo como consecuencia masivos despidos por parte de las múltiples empresas que salieron del negocio. Hoy en día, la economía boliviana continúa siendo muy dependiente de la producción primaria; aunque se ha producido una leve diversificación de la producción minera como el zinc o el estaño, gas natural y soja.

### Periodo Republicano (1920-1932)
| Año  | PIB (PPA) (Economía Total) | PIB per cápita (PPA) | Población Total de Bolivia |
| ---- | -------------------------- | -------------------- | -------------------------- |
| 1920 | US$ 2.229 millones         | US$ 1.044 dólares    | 2.136.000 habitantes       |
| 1921 | US$ 2.158 millones         | US$ 999 dólares      | 2.161.000 habitantes       |
| 1922 | US$ 2.365 millones         | US$ 1.082 dólares    | 2.186.000 habitantes       |
| 1923 | US$ 2.400 millones         | US$ 1.085 dólares    | 2.212.000 habitantes       |
| 1924 | US$ 2.509 millones         | US$ 1.122 dólares    | 2.237.000 habitantes       |
| 1925 | US$ 2.620 millones         | US$ 1.158 dólares    | 2.263.000 habitantes       |
| 1926 | US$ 2.667 millones         | US$ 1.165 dólares    | 2.289.000 habitantes       |
| 1927 | US$ 2.864 millones         | US$ 1.237 dólares    | 2.316.000 habitantes       |
| 1928 | US$ 2.982 millones         | US$ 1.273 dólares    | 2.343.000 habitantes       |
| 1929 | US$ 3.107 millones         | US$ 1.311 dólares    | 2.370.000 habitantes       |
| 1930 | US$ 2.953 millones         | US$ 1.232 dólares    | 2.397.000 habitantes       |
| 1931 | US$ 2.672 millones         | US$ 1.102 dólares    | 2.425.000 habitantes       |
| 1932 | US$ 2.489 millones         | US$ 1.015 dólares    | 2.453.000 habitantes       |

### Periodo de la Guerra del Chaco Bolivia y Paraguay (1932-1935)
| Año  | PIB (PPA) (Economía Total) | PIB per cápita (PPA) | Población Total de Bolivia |
| ---- | -------------------------- | -------------------- | -------------------------- |
| 1931 | US$ 2.672 millones         | US$ 1.102 dólares    | 2.425.000 habitantes       |
| 1932 | US$ 2.489 millones         | US$ 1.015 dólares    | 2.453.000 habitantes       |
| 1933 | US$ 2.620 millones         | US$ 1.056 dólares    | 2.482.000 habitantes       |
| 1934 | US$ 2.847 millones         | US$ 1.134 dólares    | 2.511.000 habitantes       |
| 1935 | US$ 2.981 millones         | US$ 1.174 dólares    | 2.540.000 habitantes       |

### Periodo de posguerra y prerrevolución (1935-1952)
| Año  | PIB (PPA) (Economía Total) | PIB per cápita (PPA) | Población Total de Bolivia |
| ---- | -------------------------- | -------------------- | -------------------------- |
| 1935 | US$ 2.981 millones         | US$ 1.174 dólares    | 2.540.000 habitantes       |
| 1936 | US$ 3.095 millones         | US$ 1.205 dólares    | 2.569.000 habitantes       |
| 1937 | US$ 3.344 millones         | US$ 1.287 dólares    | 2.599.000 habitantes       |
| 1938 | US$ 3.451 millones         | US$ 1.313 dólares    | 2.629.000 habitantes       |
| 1939 | US$ 3.573 millones         | US$ 1.344 dólares    | 2.659.000 habitantes       |
| 1940 | US$ 3.876 millones         | US$ 1.441 dólares    | 2.690.000 habitantes       |
| 1941 | US$ 4.149 millones         | US$ 1.525 dólares    | 2.721.000 habitantes       |
| 1942 | US$ 4.253 millones         | US$ 1.545 dólares    | 2.753.000 habitantes       |
| 1943 | US$ 4.397 millones         | US$ 1.579 dólares    | 2.785.000 habitantes       |
| 1944 | US$ 4.395 millones         | US$ 1.561 dólares    | 2.817.000 habitantes       |
| 1945 | US$ 4.568 millones         | US$ 1.603 dólares    | 2.850.000 habitantes       |
| 1946 | US$ 4.503 millones         | US$ 1.562 dólares    | 2.883.000 habitantes       |
| 1947 | US$ 4.406 millones         | US$ 1.511 dólares    | 2.916.000 habitantes       |
| 1948 | US$ 4.761 millones         | US$ 1.614 dólares    | 2.950.000 habitantes       |
| 1949 | US$ 4.968 millones         | US$ 1.665 dólares    | 2.984.000 habitantes       |
| 1950 | US$ 4.500 millones         | US$ 1.627 dólares    | 2.766.000 habitantes       |
| 1951 | US$ 4.944 millones         | US$ 1.751 dólares    | 2.824.000 habitantes       |

### Periodo del Nacionalismo Revolucionario (1952-1964)
Con la revolución nacional de 1952, trajo consigo la nacionalización de las principales grandes empresas mineras de Bolivia que en ese entonces pertenecían a solo 3 grandes empresarios mineros Simón Iturri Patiño, Carlos Víctor Aramayo y Mauricio Hochschild. A partir de 1952, el principal sustento económico del país (minería) pasó a ser administrado por el estado boliviano. Para poder administrar la minas nacionalizadas el estado creó la empresa pública Corporación Minera de Bolivia quien sería por muchas décadas la principal empresa productora de divisas y la mayor empleadora del país.

#### Primer gobierno de Víctor Paz Estenssoro (1952-1956)
| Año  | PIB (PPA) (Economía Total) | PIB per cápita (PPA) | Población Total de Bolivia |
| ---- | -------------------------- | -------------------- | -------------------------- |
| 1951 | US$ 4.944 millones         | US$ 1.751 dólares    | 2.824.000 habitantes       |
| 1952 | US$ 5.019 millones         | US$ 1.741 dólares    | 2.883.000 habitantes       |
| 1953 | US$ 4.438 millones         | US$ 1.507 dólares    | 2.945.000 habitantes       |
| 1954 | US$ 4.576 millones         | US$ 1.521 dólares    | 3.009.000 habitantes       |
| 1955 | US$ 4.672 millones         | US$ 1.520 dólares    | 3.074.000 habitantes       |
| 1956 | US$ 4.310 millones         | US$ 1.372 dólares    | 3.142.000 habitantes       |
| 1957 | US$ 4.066 millones         | US$ 1.266 dólares    | 3.212.000 habitantes       |
| 1958 | US$ 4.049 millones         | US$ 1.233 dólares    | 3.284.000 habitantes       |
| 1959 | US$ 4.180 millones         | US$ 1.245 dólares    | 3.358.000 habitantes       |
| 1960 | US$ 4.247 millones         | US$ 1.237 dólares    | 3.434.000 habitantes       |
| 1961 | US$ 4.391 millones         | US$ 1.250 dólares    | 3.513.000 habitantes       |
| 1962 | US$ 4.481 millones         | US$ 1.247 dólares    | 3.594.000 habitantes       |
| 1963 | US$ 4.814 millones         | US$ 1.309 dólares    | 3.678.000 habitantes       |
| 1964 | US$ 5.111 millones         | US$ 1.358 dólares    | 3.764.000 habitantes       |

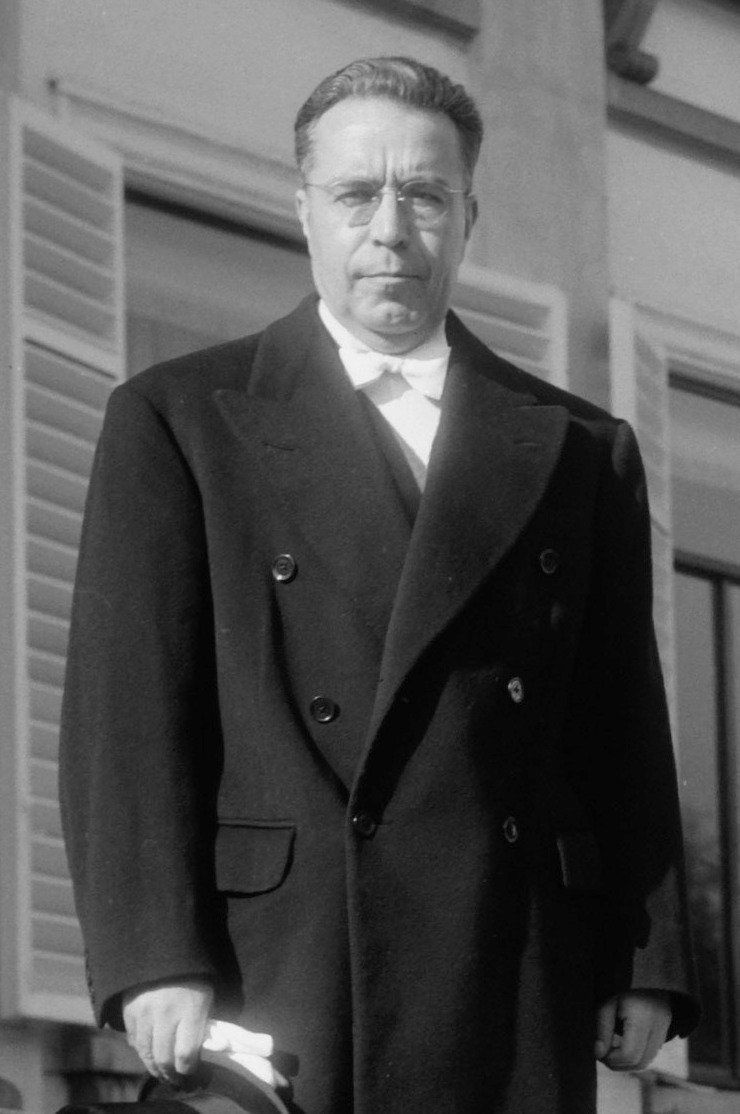
Víctor Paz Estenssoro (1907-2001), Presidente de Bolivia desde 1952 hasta 1956 (primer gobierno).

El primer impacto económico de la Revolución Nacional sobre la economía fue la inflación. Por una parte, el incremento en la emisión de moneda del Banco Central de Bolivia para proveer de capital de trabajo a la Corporación Minera de Bolivia (COMIBOL) y el creciente incentivo a reexportar las importaciones (porque para ellas había una tasa de cambio preferencial que cada vez distaba más de la tasa de cambio en el mercado negro) iniciaron la inflación. Por otra, la caída del 13 % en la producción agrícola entre 1952-54 y la desorganización de los sistemas de distribución de bienes agrícolas, resultó en un incremento en los costos de artículos alimenticios importados, entre otros, aumentaban aún más la inflación. El costo de vida en La Paz incrementó a una tasa promedio anual del 146,6 % entre 1952 y 1956. Por tanto, el primer gobierno del MNR estuvo signado por la inflación y la caída del producto debido al decremento en la producción de minerales y de productos agrícolas y ésta solo fue parcialmente contrapuesta por la expansión de la industria petrolífera. El segundo gobierno del MNR, con Hernán Siles Zuazo en la presidencia, tuvo que afrontar esta crisis con un programa de estabilización.
A diferencia de la Revolución mexicana, la Revolución Nacional paradójicamente contó con el apoyo de los Estados Unidos. Una vez que Bolivia acordó indemnizar a Patiño, Hoschild y Aramayo por la nacionalización de las minas y el gobierno estadounidense se convenció de que el MNR no era comunista, sino nacionalista, la ayuda de EE. UU. se incrementó. Primero llegó en forma de alimentos y fue clave para sobrellevar la escasez de alimentos producto de la desorganización de los primeros efectos de la reforma agraria.
La ayuda de Estados Unidos a Bolivia creció desde un 1.5 millones de dólares en 1952 a 79 millones de dólares para 1964. De este monto total, la ayuda militar ascendía a 0.1 millones de dólares en 1952 y a 3.2 millones de dólares en 1964. Se estima que el monto total de la ayuda recibida entre 1952 y 1964 fue de 368 millones de dólares o aproximadamente 35 millones anuales. En dólares del año 2007, esto equivaldría a más de 2000 millones de dólares o 187 millones anuales.
Sobre el gradual proceso y los efectos de la ayuda estadounidense a Bolivia, Sergio Almaraz anotaba:

En 1953 llegaron los primeros alimentos norteamericanos. En 1957 se impuso el plan de estabilización monetaria. Más tarde se reorganizó el ejército boliviano. Se aceptaron asesores norteamericanos en los organismos más importantes del Estado. Se votó el Código de Petróleo. Una cosa predisponía a la otra.

Según el historiador Klein esta ayuda fue "decisiva para la seguridad y el crecimiento económico de Bolivia."  La ayuda previno la carestía de alimentos en los centros urbanos y, por tanto, proveyó serenidad al gobierno del MNR a los inicios de la revolución. También contribuyó al desarrollo de infraestructura vial, la expansión e integración del oriente boliviano y el fortalecimiento de los servicios de educación y salud. Al mismo tiempo, fue un "freno" para la revolución en la medida que hacía a Bolivia dependiente de estos recursos al punto que, por ejemplo, en 1964 recursos provenientes de la Alianza para el Progreso representaban alrededor del 20% del producto bruto y 40 % del gasto público.

#### Primer gobierno de Hernán Siles Zuazo (1956-1960)

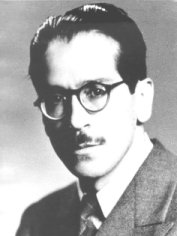
Hernán Siles Zuazo (1913-1996), Presidente de Bolivia desde 1956 hasta 1960 (primer gobierno).

Durante su primer gobierno (1956-1960) Hernán Siles Zuazo se enfrentó a una crisis económica producida en parte por los desajustes generados por la revolución nacional de 1952. El 20 de noviembre de 1956 dictó el llamado Plan Eder a fin de combatir la inflación y recortar el déficit. Los primeros en resistir el plan fueron los trabajadores mineros, quienes en 1957 se declararon en huelga. Seguidor de Gandhi, Siles tomó la decisión de ingresar a una huelga de hambre como forma de persuadir a los obreros para que suspendan sus acciones. A partir de entonces delineó con claridad su filosofía política que su biógrafo, Alberto Crespo, recupera en la siguiente cita del entonces Presidente hueguista: "Soy un jefe de Estado que no recurría jamás a la violencia para sostenerse. No puedo apoyarme en otras fuerzas que las que el pueblo me ha otorgado y a las que he servido toda mi vida". Los trabajadores aceptan el pedido de Siles, aunque seguirán sosteniendo sus críticas, provenientes del ala izquierda del MNR, que consideraba que el presidente traicionaba los principios revolucionarios.
|                        | 1951-56 | 1956-61 | 1961-64 |
| ---------------------- | ------- | ------- | ------- |
| Producto interno bruto | -1,3 %  | 1,5 %   | 5,7 %   |
| Agricultura            | -2,4    | 4,8     | 2,1     |
| Minería                | -4,3    | -3,9    | 8,6     |
| Petróleo               | 44,2    | 0,2     | 7,5     |
| Manufactura            | 0,6     | -2,5    | 7,4     |
| Construcción           | 7,6     | 20,0    | 15,5    |
| Transporte             | 8,1     | 2,4     | 5,9     |
| Comercio               | 0,4     | -1,3    | 5,4     |
| Gobierno               | 1,5     | 4,6     | 7,1     |

#### Segundo gobierno de Víctor Paz Estenssoro (1960-1964)
Víctor Paz Estenssoro que triunfo nuevamente en las elecciones de 1960, volvió a ser nominado presidente, asumiendo el cargo el 6 de agosto de ese año. En su segundo mandato institucionalizó las medidas revolucionarias, aprobó la Constitución de 1961 que consagró las transformaciones de 1952, mantuvo un crecimiento del producto interno bruto (PIB) próximo al 6%. Diseñó el Plan Decenal de Desarrollo (1962–1971), aplicó un plan de reforma de COMIBOL, conocido como el Plan Triangular.
Dedicó sus esfuerzos y los recursos económicos del país a impulsar un polo de desarrollo en Santa Cruz, al que dio rápido crecimiento y progreso; creó un ingenio azucarero en Bermejo (Tarija) y realizó una serie de obras para impulsar el desarrollo y, especialmente, la agricultura y la industria.
Durante este gobierno Paz Estenssoro desarrolló una buena relación con el presidente estadounidense, John F. Kennedy, al que visitó en 1963. Para el gobierno de EE. UU., Paz Estenssoro era un reformista autoritario, necesario para el progreso de Bolivia. A su vez, Paz Estenssoro era un "sincero nacionalista que buscaba tomar ventaja de las tensiones globales [de la Guerra Fría] para incrementar la asistencia extranjera para el desarrollo de Bolivia."

### Periodo de gobiernos de las dictaduras  militares (1964-1982)

#### Rene Barrientos Ortuño (1964-1969)
René Barrientos Ortuño ingresó a la Presidencia de Bolivia el 4 de noviembre de 1964 mediante un golpe de Estado al presidente constitucional de ese entonces Víctor Paz Estenssoro.
| Año  | PIB (PPA) (Economía Total) | PIB per cápita (PPA) | Población Total de Bolivia |
| ---- | -------------------------- | -------------------- | -------------------------- |
| 1964 | US$ 5.111 millones         | US$ 1.358 dólares    | 3.764.000 habitantes       |
| 1965 | US$ 5.382 millones         | US$ 1.397 dólares    | 3.853.000 habitantes       |
| 1966 | US$ 5.870 millones         | US$ 1.488 dólares    | 3.945.000 habitantes       |
| 1967 | US$ 6.247 millones         | US$ 1.546 dólares    | 4.041.000 habitantes       |
| 1968 | US$ 6.965 millones         | US$ 1.683 dólares    | 4.139.000 habitantes       |
| 1969 | US$ 7.264 millones         | US$ 1.713 dólares    | 4.241.000 habitantes       |
| 1970 | US$ 7.644 millones         | US$ 1.759 dólares    | 4.346.000 habitantes       |
| 1971 | US$ 8.059 millones         | US$ 1.809 dólares    | 4.455.000 habitantes       |
| 1972 | US$ 8.022 millones         | US$ 1.757 dólares    | 4.566.000 habitantes       |
| 1973 | US$ 8.877 millones         | US$ 1.897 dólares    | 4.680.000 habitantes       |
| 1974 | US$ 10.148 millones        | US$ 2.116 dólares    | 4.796.000 habitantes       |
| 1975 | US$ 10.624 millones        | US$ 2.162 dólares    | 4.914.000 habitantes       |
| 1976 | US$ 11.101 millones        | US$ 2.240 dólares    | 4.956.000 habitantes       |
| 1977 | US$ 11.516 millones        | US$ 2.267 dólares    | 5.080.000 habitantes       |
| 1978 | US$ 11.456 millones        | US$ 2.201 dólares    | 5.205.000 habitantes       |
| 1979 | US$ 11.879 millones        | US$ 2.230 dólares    | 5.327.000 habitantes       |
| 1980 | US$ 12.127 millones        | US$ 2.229 dólares    | 5.441.000 habitantes       |
| 1981 | US$ 12.409 millones        | US$ 2.238 dólares    | 5.545.000 habitantes       |
| 1982 | US$ 11.972 millones        | US$ 2.122 dólares    | 5.642.000 habitantes       |

#### Dictadura del golpista Hugo Banzer Suárez (1971-1978)
El gobierno de Banzer se inició con el golpe de Estado que se realizó al presidente Juan José Torres. Durante el gobierno banzerista la economía tuvo un gran auge por los altos precios del estaño en el mercado a nivel mundial.

#### Luis García Meza Tejada (1980-1981)
La economía durante su gobierno se caracterizó por el movimiento del narcotráfico de la cocaína.
| Países de América Latina según el tamaño de su Economía PIB (Producto interno bruto) en 1964 | Países de América Latina según el tamaño de su Economía PIB (Producto interno bruto) en 1964 | Países de América Latina según el tamaño de su Economía PIB (Producto interno bruto) en 1964 |
| N.º                                                                                          | País                                                                                         | PIB nominal (millones de Dólares)                                                            |
| -------------------------------------------------------------------------------------------- | -------------------------------------------------------------------------------------------- | -------------------------------------------------------------------------------------------- |
| 1°                                                                                           | Argentina                                                                                    | USD 25.605 millones                                                                          |
| 2°                                                                                           | Brasil                                                                                       | USD 21.212 millones                                                                          |
| 3°                                                                                           | México                                                                                       | USD 20.070 millones                                                                          |
| 4°                                                                                           | Venezuela                                                                                    | USD 9.111 millones                                                                           |
| 5°                                                                                           | Colombia                                                                                     | USD 5.992 millones                                                                           |
| 6°                                                                                           | Chile                                                                                        | USD 5.862 millones                                                                           |
| 7°                                                                                           | Perú                                                                                         | USD 4.357 millones                                                                           |
| 8°                                                                                           | Uruguay                                                                                      | USD 1.976 millones                                                                           |
| 9°                                                                                           | Guatemala                                                                                    | USD 1.299 millones                                                                           |
| 10°                                                                                          | Ecuador                                                                                      | USD 1.156 millones                                                                           |
| 11°                                                                                          | República Dominicana                                                                         | USD 1.026 millones                                                                           |
| 12°                                                                                          | Jamaica                                                                                      | USD 898 millones                                                                             |
| 13°                                                                                          | El Salvador                                                                                  | USD 822 millones                                                                             |
| 14°                                                                                          | Bolivia                                                                                      | USD 813 millones                                                                             |
| 15°                                                                                          | Panamá                                                                                       | USD 776 millones                                                                             |
| 16°                                                                                          | Trinidad y Tobago                                                                            | USD 712 millones                                                                             |
| 17°                                                                                          | Costa Rica                                                                                   | USD 543 millones                                                                             |
| 18°                                                                                          | Honduras                                                                                     | USD 457 millones                                                                             |
| 19°                                                                                          | Nicaragua                                                                                    | USD 342 millones                                                                             |
| Fuente: Banco Mundial BM (1964)                                                              |                                                                                              |                                                                                              |

### Periodo de gobiernos democráticos (1982-2005)

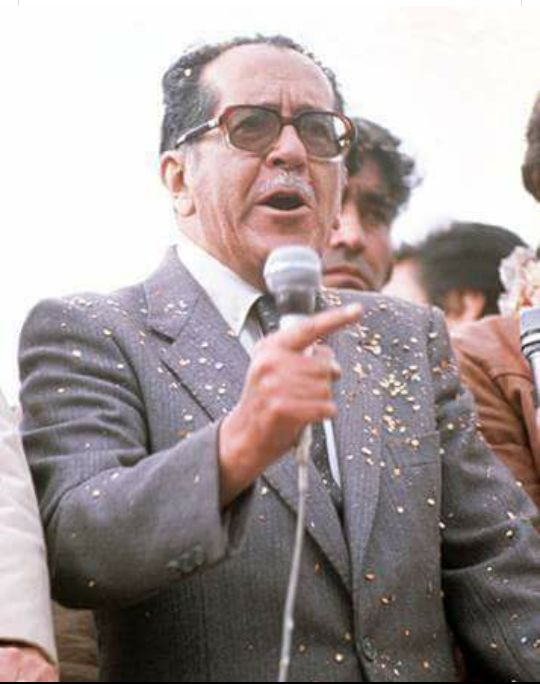
Hernán Siles Zuazo, presidente de Bolivia desde 1982 hasta 1985.

#### Gran crisis económica (1982-1987)
Después de haber tenido un gran auge económico durante la década de los años 70, la economía boliviana empezó a experimentar una desaceleración en cuanto al crecimiento de su producto interno bruto y una alta inflación. Este periodo fue marcado en toda América Latina por el crisis de la deuda exterior, conocida como la crisis de la deuda latinoamericana. Los países latinoamericanos habían recibido grandes préstamos de dinero proveniente de países exportadores de petróleo, en tiempos en que había subido mucho el precio del petróleo. Principalmente para frenar la inflación en los Estados Unidos, el banco central de aquel país, el Sistema de la Reserva Federal (Federal Reserve Board, o “Fed” a secas) aumentó drásticamente el tipo de interés. Como consecuencia, aumentó igualmente el tipo de interés que debían pagar los países deudores, que en un descuido habían pactado el tipo de interés que rigiera en cualquier momento del futuro. Como consecuencia, aumentó inmensamente su deuda externa. El peso boliviano tendría una muy fuerte devaluación frente a la moneda estadounidense de 20 pesos bolivianos por dólar en 1982 pasando a cotizar a los 2 millones de pesos bolivianos por cada dólar para el año 1986. Este periodo de gran crisis quedaría marcada para siempre en la historia boliviana y en sus habitantes de aquel entonces.
Hasta ese momento, gran parte de la economía se basa en la minería, específicamente en la explotación de estaño. Los hidrocarburos en Bolivia aún no se habían desarrollando lo suficiente para tener una gran peso en la economía. En 1982, Estados Unidos anunció la venta de sus grandes reservas de estaño, hecho por el cual el precio del estaño bajó a nivel mundial, afectando duramente a Bolivia que en esos años dependía de la minería extractiva.
A comienzos de la década de 1980, el fuerte crecimiento económico de la década anterior —que había sido sostenido por los altos precios del estaño en el mercado mundial— dio paso a la crisis. La caída del precio del mineral y la mala administración de los gobiernos militares dejaron a Bolivia con una inmensa deuda, una situación hiperinflacionaria y un descenso de los ingresos por exportaciones.
Entonces, la elaboración y exportación ilegal de cocaína fue el principal recurso que le procuró divisas, por lo que Estados Unidos presionó al gobierno de Bolivia para que tomara medidas efectivas contra el tráfico de esta droga.
Después de un largo periodo de dictaduras militares en Bolivia, el año 1982, retorna la democracia al país de la mano del presidente Hernán Siles Zuazo. Al instalarse el gobierno constitucional de Siles, en octubre de ese año, una de las primas medidas que tomó fue volver al tipo de cambio oficial, pero con control de cambios. La fijación del tipo de cambio se hizo después de devaluar el tipo de cambio oficial del sistema precedente, en un 77%. Junto con el retorno al tipo de cambio fijo y, en principio único, el recientemente instalado gobierno democrático dispuso un incremento sustancial de los precios de los bienes y servicios provistos públicamente, “desdolarizó” los contratos entre residentes que se habían concertado con cláusula dólar, y aumentó significativamente el salario mínimo, al mismo tiempo que anunció que tres meses después, se implantaría un sistema de indexación de remuneraciones al costo de vida.
Durante todo el gobierno de Siles Zuazo, el peso del servicio de la deuda externa, fue el factor más importante de un estrangulamiento externo, que a su vez, repercutió directamente en la producción, en la creación de dinero y en el mercado cambiario. El estrangulamiento externo se vio además agravado por las moras frecuentes en los pagos de la República de Argentina a la empresa estatal boliviana, Yacimientos Petrolíferos Fiscales Bolivianos (YPFB), por concepto de las ventas de gas.
En mayo de 1984, el gobierno boliviano, presionado por los sindicatos obreros, declaró una cesación temporal de sus pagos a los bancos comerciales internacionales. Esta declaración tuvo un efecto contrario al esperado, ya que en vez de aliviar la situación de endeudamiento, lo agravó al abrir un frente con organismos oficiales de financiamiento.
La agudización de la inflación produjo un deterioro político de significación. El Presidente Siles Zuazo fue forzado por la oposición a llamar a elecciones anticipadas en octubre de 1984, medida inconstitucional, pero que constituía una salida posible no violenta.

#### Decreto Supremo 21060 (1985-1989)
El gobierno de Víctor Paz Estenssoro (MNR) inició su gestión en agosto de 1985 y emitió el 29 de agosto de ese año un paquete de medidas que, al menos provisionalmente disminuyeron la inflación y que fue conocido más por el número de Decreto Supremo 21060.
Este último paquete es un programa de factura muy ortodoxa. Fue un tratamiento de shock, que apuntó a una reducción brusca y fuerte del déficit fiscal, considerado como la fuente principal de creación de dinero. Para reducir el déficit fiscal se congelan los salarios y las inversiones del sector público, se crea súper impuestos a los carburantes, y a otros bienes y servicios provistos públicamente y se devalúa fuertemente. El paquete se complementa con una liberalización completa de los mercados de bienes, de dinero, de divisas y de trabajo. En el conjunto de medidas de liberalización, está el de apertura completa al comercio exterior y a los movimientos de capital.
De acuerdo con los economistas bolivianos, se detuvo la inflación, pero la situación continuó siendo precaria. Vale la pena subrayar los elementos que fueron cruciales para frenarla: 
- Se obligó a los trabajadores asalariados, tanto del sector público como en las industrias privadas, a consentir caídas muy importantes en sus salarios reales.
- Las recaudaciones fiscales se recuperaron muy rápidamente, gracias a la efectividad del súper impuesto sobre los carburantes.
- Cabe también señalar que la brecha fiscal se cerró por el congelamiento cuasi-total de la inversión pública, incluyendo la de reposición. Esto por supuesto, tuvo implicaciones para el crecimiento y el empleo.

### Milagro boliviano (crecimiento económico 2006 - 2019)

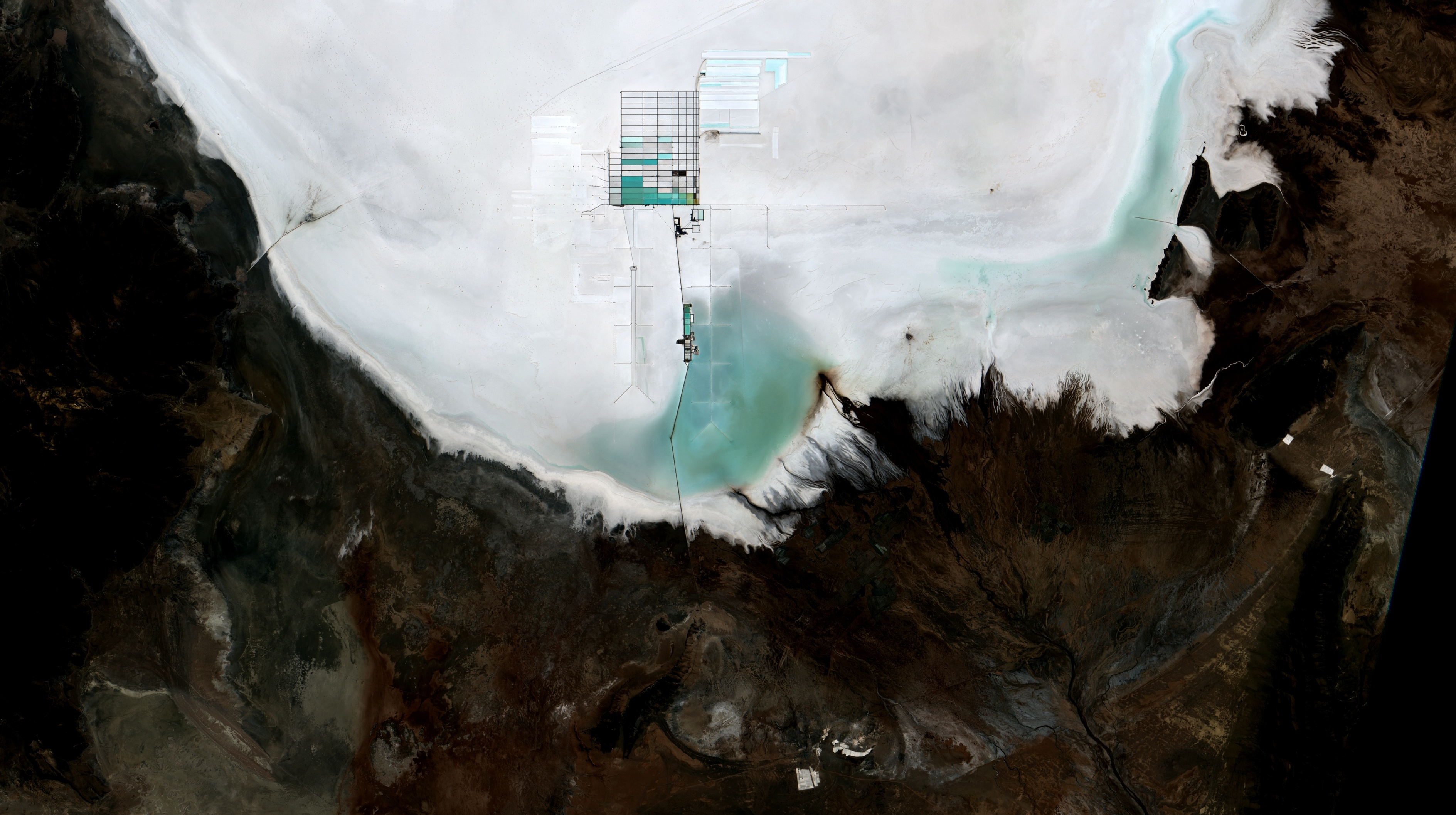
Mina de litio en el Salar de Uyuni.

Según los datos del Fondo Monetario Internacional, del Banco Mundial, así como de varios Institutos de medición Internacionales como la CEPAL, durante el periodo 2006 al 2019 (periodo de la presidencia de Evo Morales y Álvaro García Linera), la economía de Bolivia se cuadruplicó creciendo de un valor de 9.573 millones de dólares a 42.401 millones de dólares, esto debido en gran parte a la política de nacionalización de los recursos naturales, la estabilidad del tipo de cambio, el incentivo del mercado interno, la fuerte inversión pública en infraestructura y la industrialización de los recursos naturales como el gas y el litio. Del mismo modo, según estudios del Banco Mundial y la CEPAL, durante el periodo 2006 - 2019, Bolivia experimento una notable reducción de la pobreza y la pobreza extrema, logrando que la población en situación de pobreza extrema se reduzca del 38,2% al 15,2%. En materia de IDH, según el informe Mundial de Desarrollo Humano del PNUD, Bolivia en 2018 por primera vez pasó a ser clasificado como "país de desarrollo humano alto", alcanzando un indicador IDH de 0,703 y ascendiendo a la posición 114° de 189 países y territorios. 

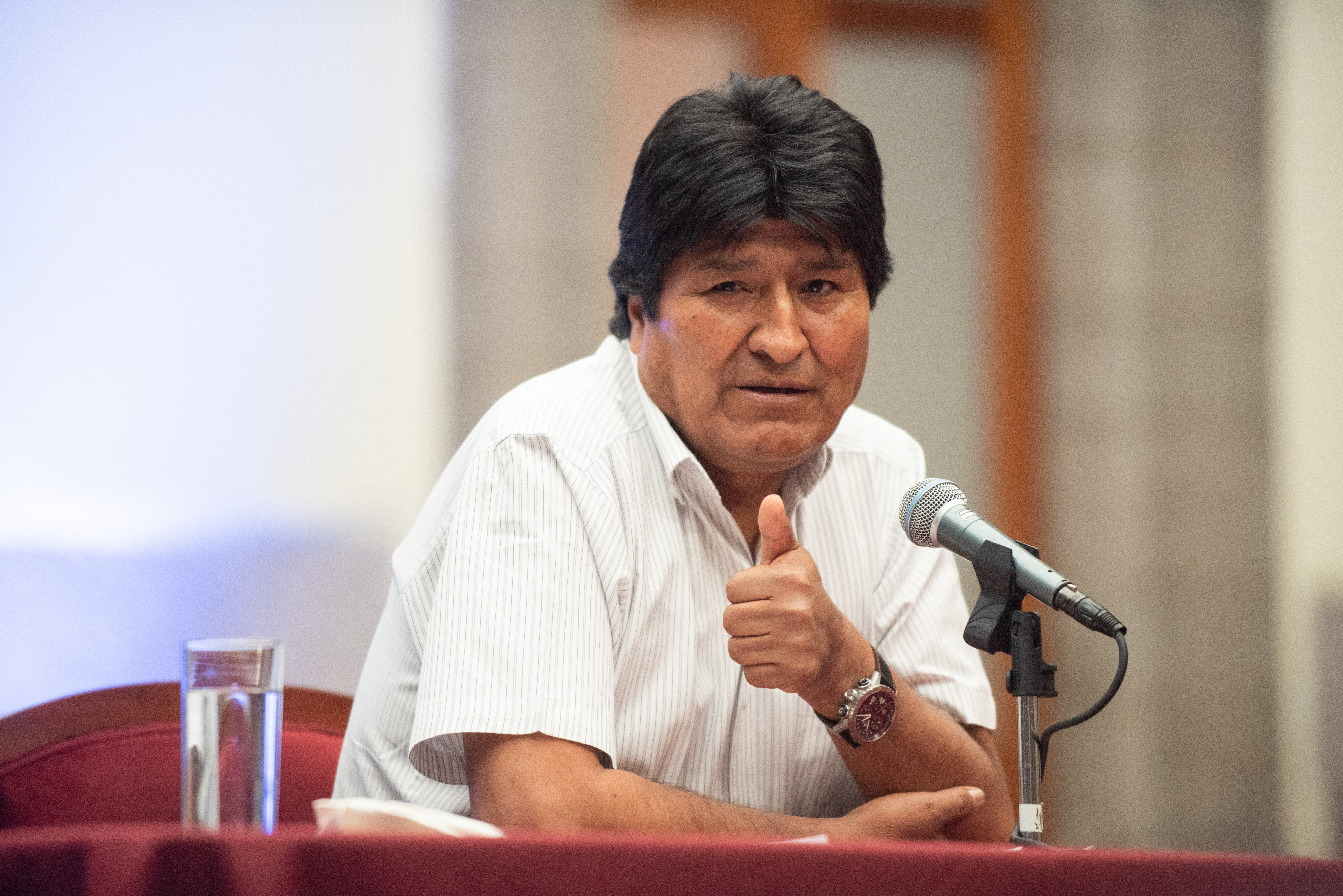
Evo Morales, presidente de Bolivia periodo 2006 - 2019

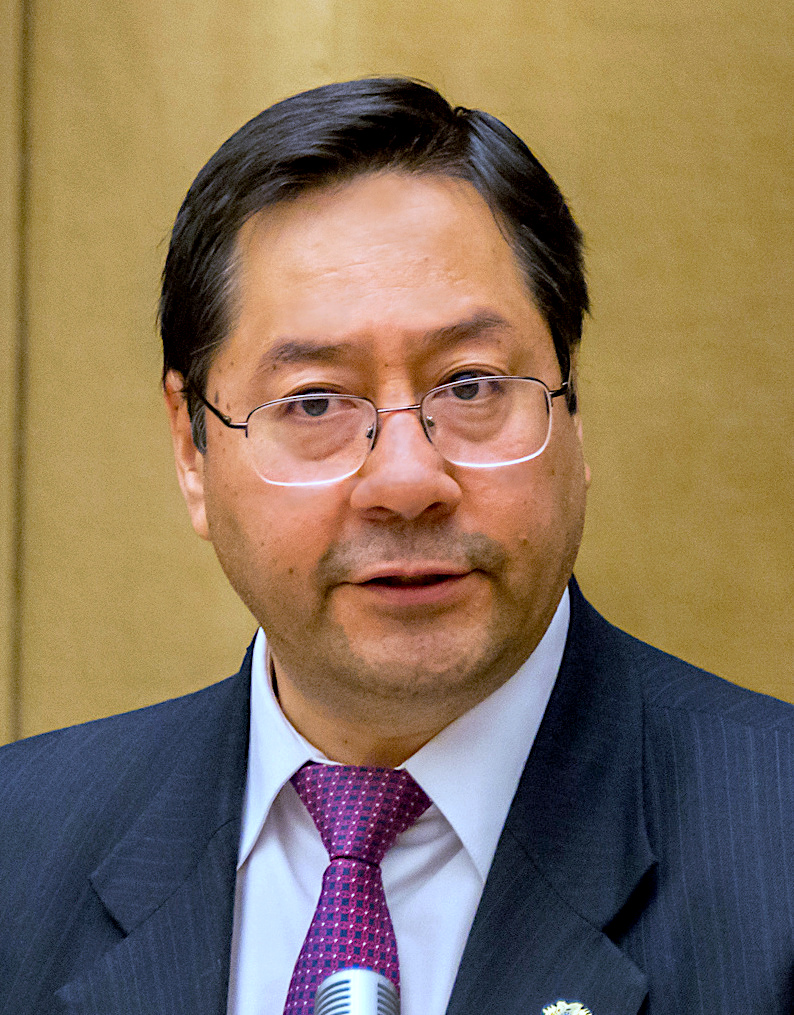
Luis Arce Catacora, Ministro de Economía periodo 2006 - 2019

En cuanto a nivel Latinoamérica, Bolivia ascendió en su posición de tamaño económico de la ubicación 18° a la ubicación 14°, lo que constata las exitosas medidas implementadas durante las gestiones 2006 - 2019:  
| Países de América Latina según el tamaño de su Economía PIB (Producto interno bruto) en 2005 | Países de América Latina según el tamaño de su Economía PIB (Producto interno bruto) en 2005 | Países de América Latina según el tamaño de su Economía PIB (Producto interno bruto) en 2005 | Países de América Latina según el tamaño de su Economía PIB (Producto interno bruto) en 2019                                                                                | Países de América Latina según el tamaño de su Economía PIB (Producto interno bruto) en 2019                                                                                | Países de América Latina según el tamaño de su Economía PIB (Producto interno bruto) en 2019                                                                                |
| N.º                                                                                          | País                                                                                         | PIB nominal (millones de Dólares)                                                            | N.º | País | PIB nominal (millones de Dólares) |
| -------------------------------------------------------------------------------------------- | -------------------------------------------------------------------------------------------- | -------------------------------------------------------------------------------------------- | --- | --- | --- |
| 1°                                                                                           | Brasil                                                                                       | USD 891 633 millones                                                                         | 1° | Brasil | USD 1 960 190 millones |
| 2°                                                                                           | México                                                                                       | USD 866 346 millones                                                                         | 2° | México | USD 1 241 450 millones |
| 3°                                                                                           | Argentina                                                                                    | USD 199 273 millones                                                                         | 3° | Argentina | USD 477 743 millones |
| 4°                                                                                           | Colombia                                                                                     | USD 146 547 millones                                                                         | 4° | Colombia | USD 336 599 millones |
| 5°                                                                                           | Venezuela                                                                                    | USD 143 290 millones                                                                         | 5° | Chile | USD 295 614 millones |
| 6°                                                                                           | Chile                                                                                        | USD 122 958 millones                                                                         | 6° | Perú | USD 232 080 millones |
| 7°                                                                                           | Perú                                                                                         | USD 74 970 millones                                                                          | 7° | Ecuador | USD 106 289 millones |
| 8°                                                                                           | Ecuador                                                                                      | USD 41 507 millones                                                                          | 8° | República Dominicana | USD 84 837 millones |
| 9°                                                                                           | República Dominicana                                                                         | USD 36 183 millones                                                                          | 9° | Guatemala | USD 82 335 millones |
| 10 °                                                                                         | Guatemala                                                                                    | USD 27 211 millones                                                                          | 10 ° | Venezuela | USD 76 458 millones |
| 11°                                                                                          | Costa Rica                                                                                   | USD 19 944 millones                                                                          | 11° | Panamá | USD 70 155 millones |
| 12°                                                                                          | Uruguay                                                                                      | USD 17 398 millones                                                                          | 12° | Costa Rica | USD 60 459 millones |
| 13°                                                                                          | El Salvador                                                                                  | USD 17 094 millones                                                                          | 13° | Uruguay | USD 60 231 millones |
| 14°                                                                                          | Panamá                                                                                       | USD 16 374 millones                                                                          | 14° | Bolivia | USD 43 687 millones |
| 15°                                                                                          | Trinidad y Tobago                                                                            | USD 15 982 millones                                                                          | 15° | Paraguay | USD 42 352 millones |
| 16°                                                                                          | Jamaica                                                                                      | USD 10 761 millones                                                                          | 16° | El Salvador | USD 26 989 millones |
| 17°                                                                                          | Honduras                                                                                     | USD 9 672 millones                                                                           | 17° | Honduras | USD 24 651 millones |
| 18°                                                                                          | Bolivia                                                                                      | USD 9 573 millones                                                                           | 18° | Trinidad y Tobago | USD 22 438 millones |
| 19°                                                                                          | Paraguay                                                                                     | USD 8 735 millones                                                                           | 19° | Jamaica | USD 16 152 millones |
| 20°                                                                                          | Nicaragua                                                                                    | USD 6 321 millones                                                                           | 20° | Nicaragua | USD 12 612 millones |
| 21°                                                                                          | Haití                                                                                        | USD 4 310 millones                                                                           | 21° | Haití | USD 9 602 millones |
| Fuente: Fondo Monetario Internacional FMI                                                    | Fuente: Fondo Monetario Internacional FMI                                                    | Fuente: Fondo Monetario Internacional FMI                                                    | Nota: La Economía de México sobrepasa el 1 Billón de dólares La Economía de Brasil casi alcanza los 2 Billones de dólares. Fuente: Fondo Monetario Internacional FMI (2019) | Nota: La Economía de México sobrepasa el 1 Billón de dólares La Economía de Brasil casi alcanza los 2 Billones de dólares. Fuente: Fondo Monetario Internacional FMI (2019) | Nota: La Economía de México sobrepasa el 1 Billón de dólares La Economía de Brasil casi alcanza los 2 Billones de dólares. Fuente: Fondo Monetario Internacional FMI (2019) |

### Escasez de dólares
Debido a la disminución en la exportación de gas natural a la Argentina el ingreso de dólares disminuyó significativamente.
debido a rumores de la limitaciones de dólares en las casas de cambio la gente empezó a cambiar sus bolivianos lo que llevó las reservas internacionales a mínimos históricos debido a su política de Tipo de cambio fijo. En 2023  el dólar "paralelo" comenzó a asentarse en calles y algunas casas de cambio, llegando a un cambio de Bs 8,90 para la venta por 1 $US, aunque el Banco Central de Bolivia habilitó la opción de realizar la venta de dólares en sus oficinas al precio oficial. en mayo de 2024 empezaron a presentarse las primeras manifestaciones y bloqueos en las carreteras por la escasez de dólares.

## Economía boliviana a nivel continental
Según su tamaño, la economía boliviana en la actualidad es la décima cuarta economía de América Latina con un PIB de 45 mil millones de dólares. Si se divide el PIB por la cantidad de población que tiene Bolivia (más de 11 millones de habitantes), el resultado sale un PIB per cápita de 3 860 dolares de riqueza anual promedio por cada boliviano.
| Países de América Latina y el Caribe según el tamaño de su Economía PIB (producto interno bruto) para 2020                                                                                            | Países de América Latina y el Caribe según el tamaño de su Economía PIB (producto interno bruto) para 2020 | Países de América Latina y el Caribe según el tamaño de su Economía PIB (producto interno bruto) para 2020 | Países de América Latina y el Caribe según el tamaño de su Economía PIB (producto interno bruto) para 2020 | Países de América Latina y el Caribe según el tamaño de su Economía PIB (producto interno bruto) para 2020 | Países de América Latina y el Caribe según el tamaño de su Economía PIB (producto interno bruto) para 2020 |
| N.º | País | PIB nominal (millones de dólares)                                                                          | Habitantes                                                                                                 | PIB per cápita Nominal                                                                                     | Artículo Principal                                                                                         |
| --- | --- | --- | --- | --- | --- |
| 1° | Brasil | USD 1 893 010 millones                                                                                     | 211 millones                                                                                               | USD 8 955 dólares                                                                                          | Economía Brasileña                                                                                         |
| 2° | México | USD 1 322 489 millones                                                                                     | 127 millones                                                                                               | USD 10 405 dólares                                                                                         | Economía Mexicana                                                                                          |
| 3° | Argentina                                                                                                  | USD 443 249 millones                                                                                       | 45 millones                                                                                                | USD 9 730 dólares                                                                                          | Economía Argentina                                                                                         |
| 4° | Colombia                                                                                                   | USD 343 177 millones                                                                                       | 48 millones                                                                                                | USD 7 149 dólares                                                                                          | Economía Colombiana                                                                                        |
| 5° | Chile | USD 308 505 millones                                                                                       | 18 millones                                                                                                | USD 15 854 dólares                                                                                         | Economía Chilena                                                                                           |
| 6° | Perú | USD 240 175 millones                                                                                       | 32 millones                                                                                                | USD 7 316 dólares                                                                                          | Economía Peruana                                                                                           |
| 7° | Ecuador | USD 109 444 millones                                                                                       | 17 millones                                                                                                | USD 6 250 dólares                                                                                          | Economía Ecuatoriana                                                                                       |
| 8° | República Dominicana                                                                                       | USD 96 291 millones                                                                                        | 10 millones                                                                                                | USD 9 194 dólares                                                                                          | Economía Dominicana                                                                                        |
| 9° | Guatemala                                                                                                  | USD 86 397 millones                                                                                        | 17 millones                                                                                                | USD 4 807 dólares                                                                                          | Economía Guatemalteca                                                                                      |
| 10° | Panamá | USD 73 369 millones                                                                                        | 4 millones                                                                                                 | USD 17 148 dólares                                                                                         | Economía Panameña                                                                                          |
| 11° | Costa Rica                                                                                                 | USD 65 179 millones                                                                                        | 5 millones                                                                                                 | USD 12 690 dólares                                                                                         | Economía Costarricense                                                                                     |
| 12° | Uruguay | USD 62 921 millones                                                                                        | 3 millones                                                                                                 | USD 17 818 dólares                                                                                         | Economía Uruguaya                                                                                          |
| 13° | Venezuela                                                                                                  | USD 62 917 millones                                                                                        | 30 millones                                                                                                | USD 2 457 dólares                                                                                          | Economía Venezolana                                                                                        |
| 14° | Bolivia | USD 45 253 millones                                                                                        | 11 millones                                                                                                | USD 3 860 dólares                                                                                          | Economía Boliviana                                                                                         |
| 15° | Paraguay                                                                                                   | USD 42 826 millones                                                                                        | 7 millones                                                                                                 | USD 5 904 dólares                                                                                          | Economía Paraguaya                                                                                         |
| 16° | El Salvador                                                                                                | USD 27 918 millones                                                                                        | 6 millones                                                                                                 | USD 4 126 dólares                                                                                          | Economía Salvadoreña                                                                                       |
| 17° | Honduras                                                                                                   | USD 25 314 millones                                                                                        | 9 millones                                                                                                 | USD 2 593 dólares                                                                                          | Economía Hondureña                                                                                         |
| 18° | Trinidad y Tobago                                                                                          | USD 23 251 millones                                                                                        | 1 millón                                                                                                   | USD 16 757 dólares                                                                                         | Economía Trinitense                                                                                        |
| 19° | Jamaica | USD 16 474 millones                                                                                        | 2 millones                                                                                                 | USD 5 698 dólares                                                                                          | Economía Jamaiquina                                                                                        |
| 20° | Bahamas | USD 12 815 millones                                                                                        | 380 mil | USD 33 286 dólares                                                                                         | Economía Bahameña                                                                                          |
| 21° | Nicaragua                                                                                                  | USD 12 331 millones                                                                                        | 6 millones                                                                                                 | USD 1 869 dólares                                                                                          | Economía Nicaragüense                                                                                      |
| 22° | Haití | USD 8 709 millones                                                                                         | 11 millones                                                                                                | USD 765 dólares                                                                                            | Economía Haitiana                                                                                          |
| 23° | Guyana | USD 8 065 millones                                                                                         | 780 mil | USD 10 249 dólares                                                                                         | Economía Guyanesa                                                                                          |
| 24° | Barbados                                                                                                   | USD 5 322 millones                                                                                         | 280 mil | USD 18 486 dólares                                                                                         | Economía Barbadense                                                                                        |
| 25° | Surinam | USD 4 162 millones                                                                                         | 600 mil | USD 6 875 dólares                                                                                          | Economía Surinamesa                                                                                        |
| 26° | Santa Lucía                                                                                                | USD 2 103 millones                                                                                         | 180 mil | USD 11 619 dólares                                                                                         | Economía Santalucense                                                                                      |
| 27° | Belice | USD 2 076 millones                                                                                         | 410 mil | USD 4 978 dólares                                                                                          | Economía Beliceña                                                                                          |
| 28° | Antigua y Barbuda                                                                                          | USD 1 779 millones                                                                                         | 90 mil | USD 18 887 dólares                                                                                         | Economía Antiguana                                                                                         |
| 29° | Granada | USD 1 295 millones                                                                                         | 100 mil | USD 11 848 dólares                                                                                         | Economía Granadina                                                                                         |
| 30° | San Cristóbal y Nieves                                                                                     | USD 1 087 millones                                                                                         | 50 mil | USD 19 023 dólares                                                                                         | Economía Sancristobaleña                                                                                   |
| 31° | San Vicente y las Granadinas                                                                               | USD 893 millones                                                                                           | 110 mil | USD 8 080 dólares                                                                                          | Economía Sanvicentina                                                                                      |
| 32° | Dominica                                                                                                   | USD 633 millones                                                                                           | 70 mil | USD 8 948 dólares                                                                                          | Economía Dominiquesa                                                                                       |
| Nota: La Economía de Brasil alcanza el 1 Billón, 800 mil millones de dólares La Economía de México alcanza el 1 Billón, 300 mil millones de dólares. Fuente: Fondo Monetario Internacional FMI (2020) | | | | | |

## Componentes de la economía

### Agricultura

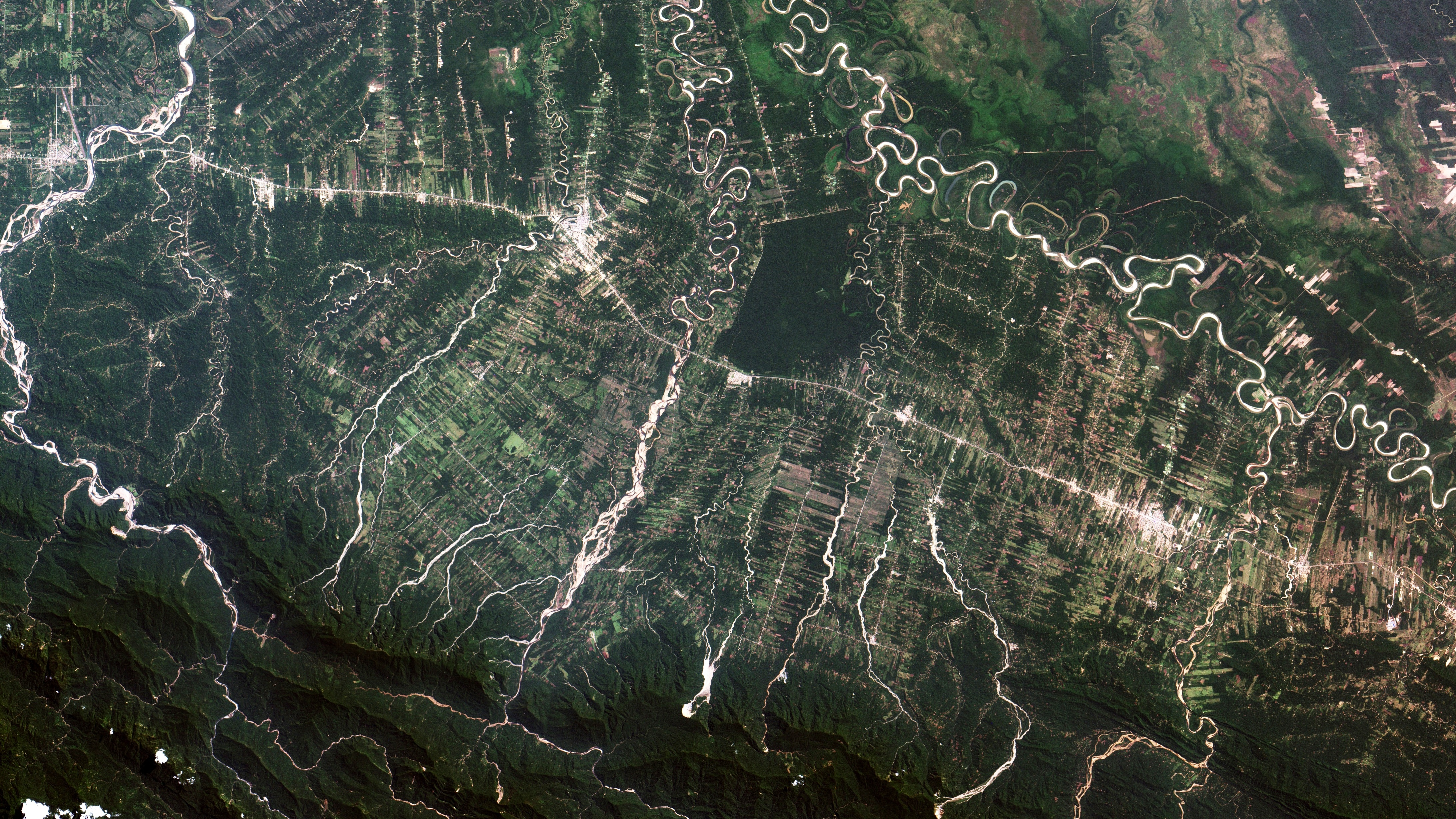
La localidad de Ivirgazama es un sitio importante de agricultura donde se cosechan y exportan bananos, palmitos, cítricos, piñas, arroz, yuca y maíces.

En 2018, Bolivia produjo 9,6 millones de toneladas de caña de azúcar, 2,9 millones de toneladas de soja, 1,2 millones de toneladas de maíz, 1,1 millones de toneladas de patata, 1 millón de toneladas de sorgo, 700 mil toneladas de plátano, 541 mil toneladas de arroz, 301 mil toneladas de trigo, además de menores rendimientos de otros productos agrícolas, como mandarina, mandioca, naranja, frijoles, girasol, algodón etc.

### Ganadería
En ganadería, Bolivia produjo, en 2019, 491 mil toneladas de carne de pollo, 266 mil toneladas de carne de res, 111 mil toneladas de cerdo, 537 millones de litros de leche de vaca, entre otros.

### Pesca

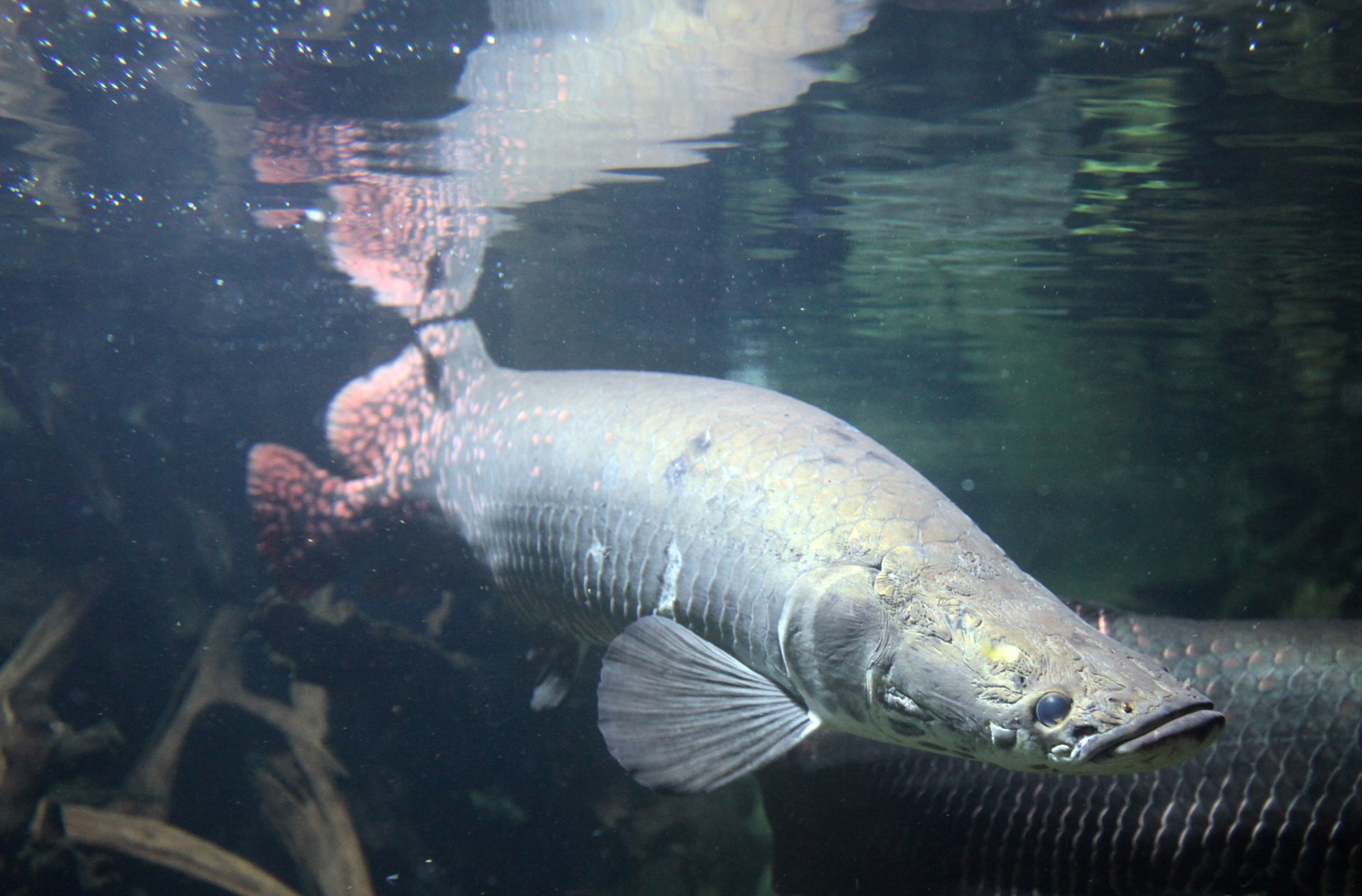
El paiche (Arapaima gigas) es el mayor pez de agua dulce del mundo. Supera los 3 metros de largo y llega a pesar hasta 250 kilos. Su pesca es depredatoria.

El sector pesquero boliviano, no es muy destacado en la economía nacional ya que al no poseer mar, pese a no tener un acceso soberano a una costa, Bolivia cuenta con una gran capacidad como lo son los ríos amazónicos y los grandes lagos principalmente el Titicaca, los cuales no son explotados en su totalidad, además de concentrar una gran cantidad de especies de gran importancia económica, como los son el dorado, pacú, y el surubí, uno de los mayores peces de agua dulce del mundo junto con el paiche, este de mayor tamaño que el anterior e introducido desde Perú y que llega a pesar más de 200 kg.

### Minería

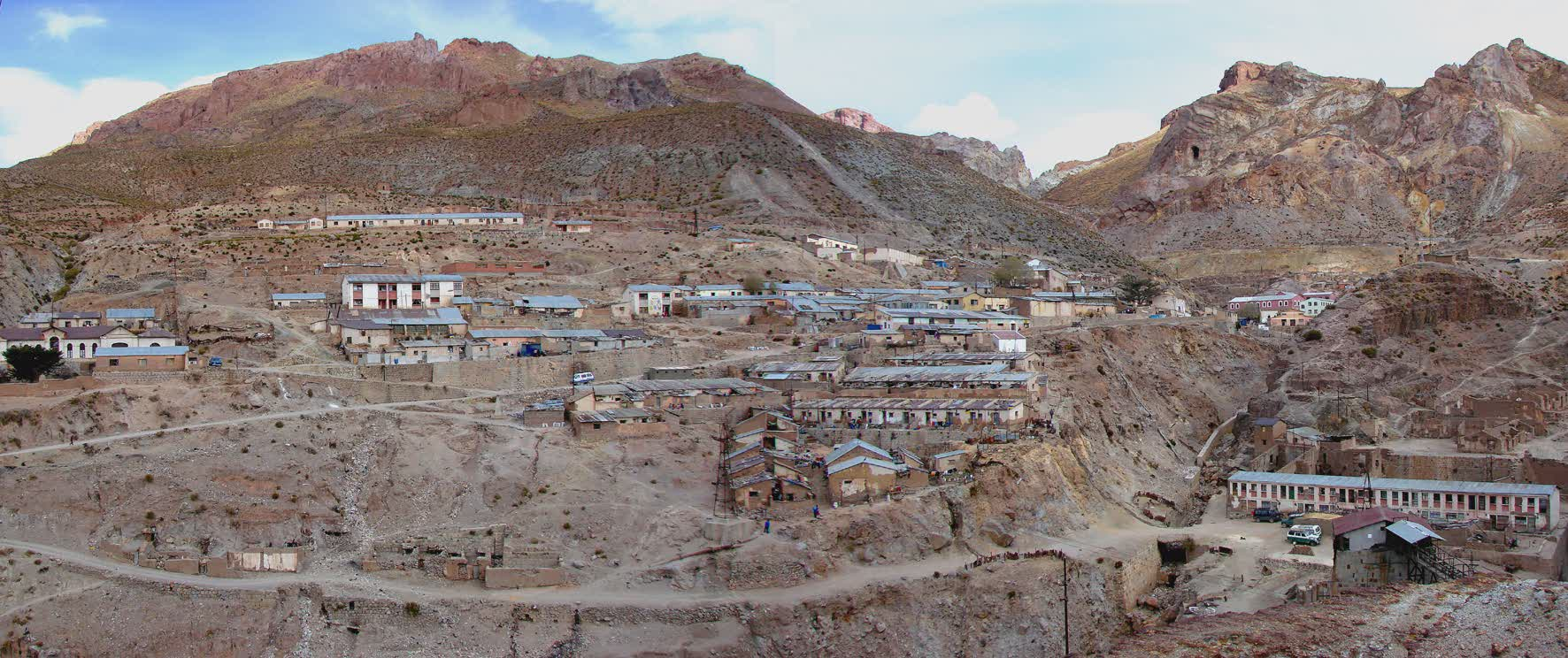
Mina Siete Suyos en el sur de Bolivia.

La minería en Bolivia ha sido una característica dominante de la economía boliviana desde 1557, conocida como la Real Audiencia de Charcas durante la época colonial. La minería de plata en la era colonial, especialmente en el Cerro Rico de Potosí, desempeñó un papel crucial en el Imperio español y en la economía global. En 2019, el país fue el 8.º productor mundial de plata; 4.º productor mundial de boro; 5.º productor mundial de antimonio; 5.º productor mundial de estaño; 6.º productor mundial de tungsteno; 7.º productor mundial de zinc, y el 8.º productor mundial de plomo.
En la producción de oro, hasta 2012 el país producía un promedio anual de entre 7 y 10 toneladas por año. Posteriormente, la minería aumentó, alcanzando un pico de producción en 2014 de 25 toneladas. En 2017 el país produjo 24,8 toneladas.

### Industria
El Banco Mundial enumera los principales países productores cada año, según el valor total de la producción. Según la lista de 2019, Bolivia tenía la industria número 90 más valiosa del mundo ($ 4.2 mil millones).
En Bolivia existen aproximadamente 13.500 industrias,[cita requerida] de las cuales se estima que el 90% son pequeñas, las restantes clasificadas como medianas y grandes. La industria boliviana representa un 35 por ciento del total del producto interior bruto (PIB), esta industria está principalmente enfocada en la manufactura en gran y pequeña escala, el refinado de azúcar y derivados, artículos de piel, fábricas de tabaco, cemento, química, papelera, mobiliaria, de vidrio, explosivos, y otras de gran importancia económica. El 80% de las industrias del país están ubicados en las ciudades de La Paz, El Alto, Cochabamba y Santa Cruz de la Sierra
En el país se pueden distinguir aproximadamente nueve categorías de industria manufacturera:

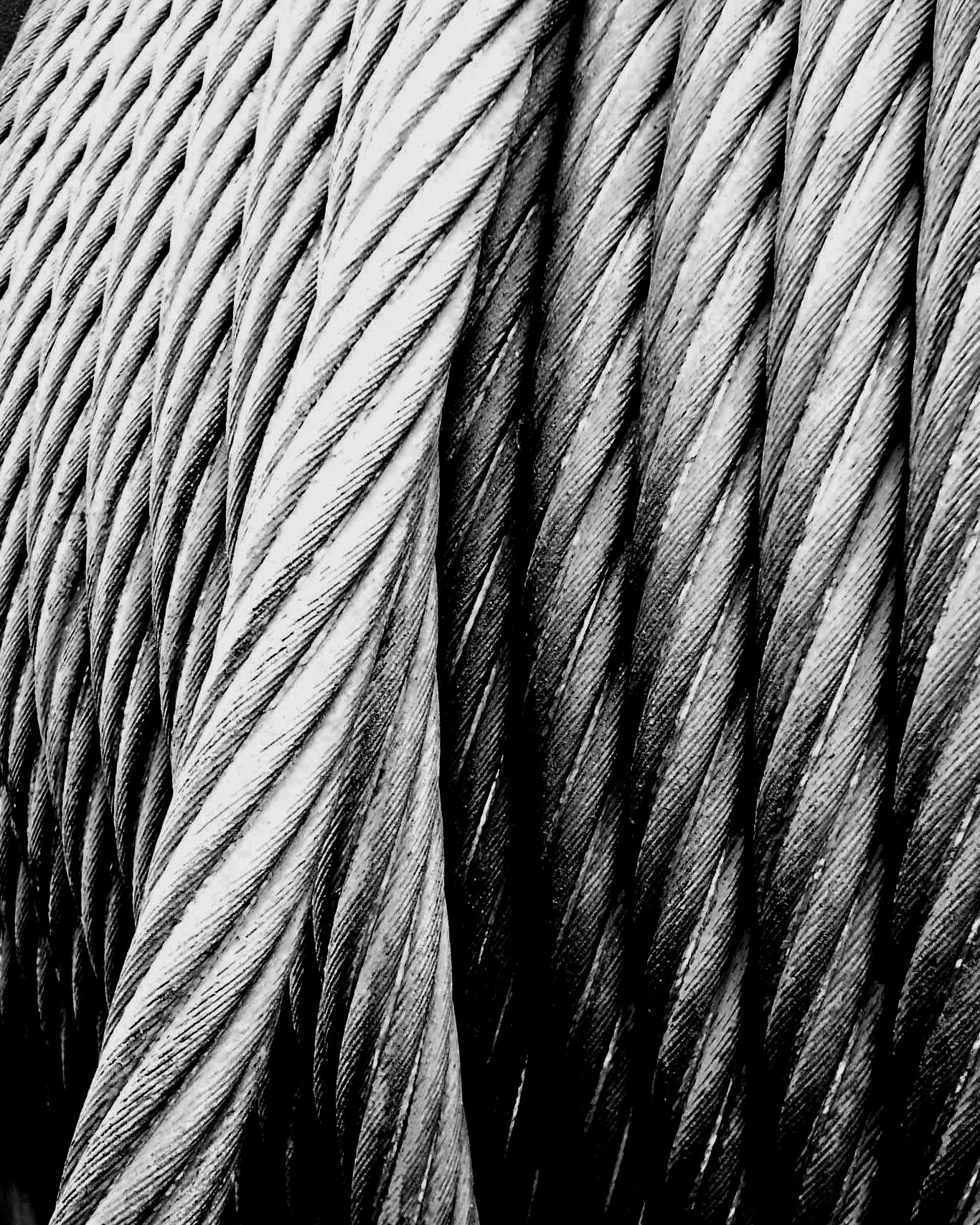
Bobina de cable de acero trenzado

Industria metalúrgica: Existen varias plantas metalúrgicas principalmente en Oruro, La Paz, Santa Cruz y Cochabamba que funden chatarra para producir válvulas y accesorios en bronce, latón, aluminio y piezas de hierro fundido. Otra actividad en este sector es el reciclado de baterías de plomo, baterías reconstituidas y soldaduras. Otro dato importantes es la construcción de plantas metalúrgicas de gran capacidad, para la fabricación de acero, que fueron terminadas a finales de 2007 para la explotación del yacimiento geológico de hierro Cerro Mutún.
La industria minera de metales básicos es amplia constituyéndose los mayores centros de producción, los departamentos de: Oruro que cuenta con plantas de tratamiento de minerales de Estaño, complejos de plomo-plata y zinc, oro, wolfram, bismuto, antimonio, etc. ;cuenta con dos fundiciones de estaño, fundición de plata, plantas volatilizadoras de trióxido de antimonio y además de plantas de no metálicos para la industria petrolera como la bentonita y baritina, etc. el departamento de Potosí también cuenta con numerosas plantas de tratamiento de minerales.
Industrias de terminación metálicas: Está constituido por una gran cantidad de empresas pequeñas que trabajan principalmente en la ciudad de El Alto. Su crecimiento encuentra dificultad por el alto grado de reciclado que presentan los repuestos metálicos usados, especialmente en los mercados locales de la ciudad y mercados populares.
Industria minera: Este sector incluye la manufactura de cemento, de cemento asbesto y la industria del vidrio. Estas ramas extraen materias primas de las minas o canteras de su propiedad, excepto la manufacturera de cemento asbesto (Duralit), que usa materias primas importadas. Las cementeras del país y las de vidrio han iniciado una fase de crecimiento para poder cubrir la creciente demanda, por ejemplo, las cuatro plantas de cemento del país, emprenden un acelerado crecimiento de su producción, entre otros, la manufactura de botellas de vidrio en Cochabamba ha implementado actualmente un proyecto de expansión.
Industria del petróleo: Hasta hace poco la industria petrolera del país estaba íntegramente controlada por la compañía estatal Yacimientos Petrolíferos Fiscales Bolivianos (YPFB), creada en 1936 con la misión de explotar, refinar y distribuir los recursos de hidrocarburos. A partir de la Ley de Capitalización, se dieron concesiones tanto a empresas extranjeras como a nacionales para el transporte de gas natural y petróleo, habiendo la exploración, explotación y producción sido sujeta a contratos de riesgo compartido (joint venture) desde 1990 y las refinerías privatizadas en 1999. Hasta la nueva estatalización, a fecha de 1 de mayo de 2006, donde todas las reservas hidrocarburíferas volvían a ser parte del estado boliviano, aunque la explotación de las mismas continúa en manos privadas.
Los campos de gas natural y petróleo están ubicados en la parte oriental y sur del país. Las operaciones principales en las refinerías son las de destilación para la fraccionar el crudo, transformación catalítica para obtener gasolina con elevado octanaje, y refinación de fracciones pesadas para producir lubricantes. Los productos finales son gasolina para vehículos, propano y butano líquido, combustible para aviones, gasóleo, fueloil y lubricantes para uso en maquinarias e industria. Como producto auxiliar se genera electricidad con turbinas a gas natural en Santa Cruz, Cochabamba y Chuquisaca. Debido a la naturaleza del petróleo boliviano, la producción de gasóleo es insuficiente para satisfacer la demanda interna, y el producto debe ser importado.
Industria Química: Es un sector limitado, pero cubre una gran variedad de actividades incluyendo la producción de químicos básicos, explosivos, jabones, detergentes, tintas, pinturas y fármacos. En este sector se reciclan los aceites lubricantes residuales y se manufacturan varios productos plásticos y de goma. Las industrias químicas están concentradas en La Paz y El Alto, con algunas fábricas en Oruro, Cochabamba y Santa Cruz. Las principales industrias del sector, además de las plantas manufactureras de fármacos y plásticos en la región de La Paz, se encuentran en Cochabamba.
Industria del calzado y curtiembres: La industria de curtiembre ha tenido un notable crecimiento en los volúmenes de exportación durante los últimos años. La industria del calzado ha tenido un crecimiento sostenido. llegando el mismo a superarse cada año, existen varias unidades medianas y pequeñas, ubicadas principalmente en Cochabamba, pero también en La Paz y Santa Cruz y Oruro.
La manufacturadora de calzados más grande del país es la compañía Manaco, otra industria importante con cien años de trayectoria es la Fábrica Nacional de Calzados Zamora de la ciudad de Oruro.
Industria textil: Las primeras grandes inversiones se dieron a comienzos del siglo XX. Surge el Lanificio boliviano Domingo Soligno, de capitales italianos (con más de 3000 trabajadores hacia fines de 1960). En 1960 se sumaron importantes fábricas, especialmente firmas libanesas, como Said y Yarur. 
Ya para los años 1970, la industria textil  se convirtió así en el segundo sector manufacturero en importancia después de la industria alimenticia, aunque luego fue reduciendo importancia progresivamente representando cada vez menor valor del total de manufactura. 
Sin embargo la industria textil ha ido aumentando su índice de crecimiento desde los años 1990.
La industria del algodón y lana se redujo a expensas de fibras sintéticas, un cambio que fue provechoso para las exportaciones que ascienden con su contribución a 3,2% del total de productos exportados en 1997. La mayor concentración de plantas textiles están en La Paz, pero también se encuentran en Santa Cruz y Cochabamba y en menor escala en Oruro.
Fuera de esta industria pero relacionada con ella, se encuentra la fabricación de prendas de vestir excepto calzado, que ha tenido impresionante crecimiento en los últimos años, llegando a más de doble del tamaño en volumen físico a partir del año 1990.
Industria del papel: La manufactura del papel y cartón es un sector muy reducido en Bolivia, con pocas fábricas pequeñas ubicadas en Santa Cruz, La Paz y Cochabamba. Todas las industrias de este ramo utilizan papel reciclado, fibras residuales y o pulpa importada como materia prima. Las industrias afines, de transformación del papel, la industria gráfica y las imprentas, se encuentran concentradas principalmente en La Paz, Santa Cruz y Cochabamba.
Industria alimenticia: Este sector ocupa un lugar predominante en la industria manufacturera que crece continuamente, tanto en producción como en cantidad de empresas y empleos. No obstante, la industria alimenticia a partir de la apertura de la economía, ha entrado en competición ya sea en el mercado interno o el mercado externo donde su cuota en las exportaciones fue más o menos del 26%, incluyendo la soja y sus derivados que alcanzaron a mercados de exportación muy amplios durante los últimos años, (excluye algodón). Dentro de esta rama se encuentran las plantas de aceite comestible, los ingenios azucareros, las destilerías, las cervecerías y una fábrica de levadura y alimentos en La Paz. Existen varias unidades medianas y grandes en los subsectores de frigoríficos, fábricas de lácteos, plantas embotelladores de refrescos y plantas procesadoras de cereales. Las grandes fábricas procesan soja, girasol y semillas de algodón, así como azúcar de caña, están principalmente en Santa Cruz, aunque una gran refinería de aceite comestible opera en Cochabamba. Todas las grandes ciudades tienen por lo menos una cervecería, una o varias plantas embotelladoras de gaseosas y uno o varios frigoríficos y empaquetadoras de alimentos y plantas donde se enlatan productos alimenticios.

## Moneda y banca

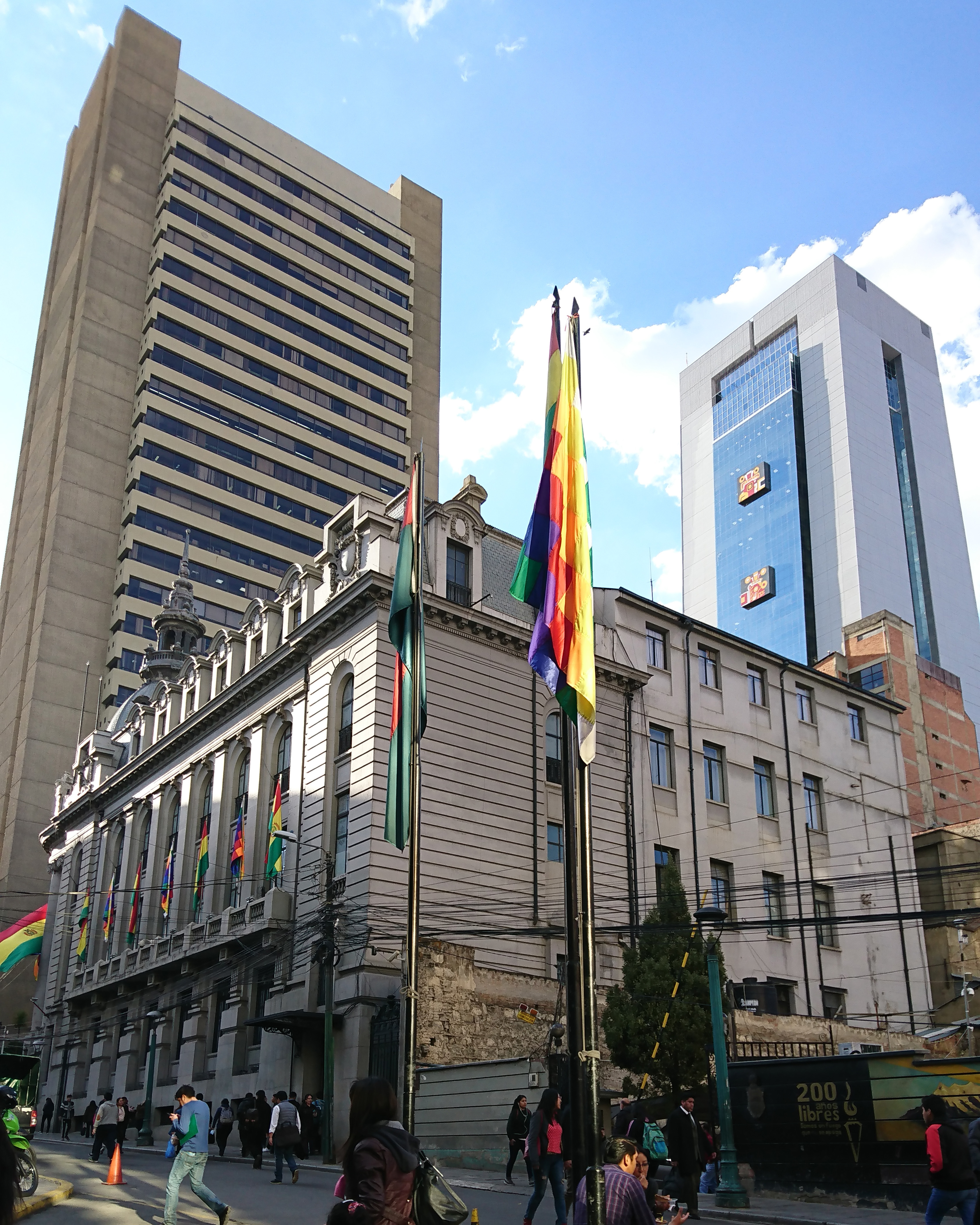
El edificio del Banco Central de Bolivia a la izquierda junto a la Casa Grande del Pueblo y el Palacio de la Vicepresidencia en el centro.

La unidad monetaria de Bolivia es el boliviano (A tipo de cambio fijo en 6,86 Bolivianos equivalente a 1 dólar estadounidense). El Banco Central de Bolivia es el único y principal banco emisor de monedas y billetes.
- Las monedas de circulación oficial en Bolivia son de 
  - 10 Centavos
  - 20 Centavos
  - 50 Centavos
  - 1 Boliviano
  - 2 Bolivianos
  - 5 Bolivianos
- Los billetes de circulación oficial en Bolivia son de 
  - 10 Bolivianos
  - 20 Bolivianos
  - 50 Bolivianos
  - 100 Bolivianos
  - 200 Bolivianos.

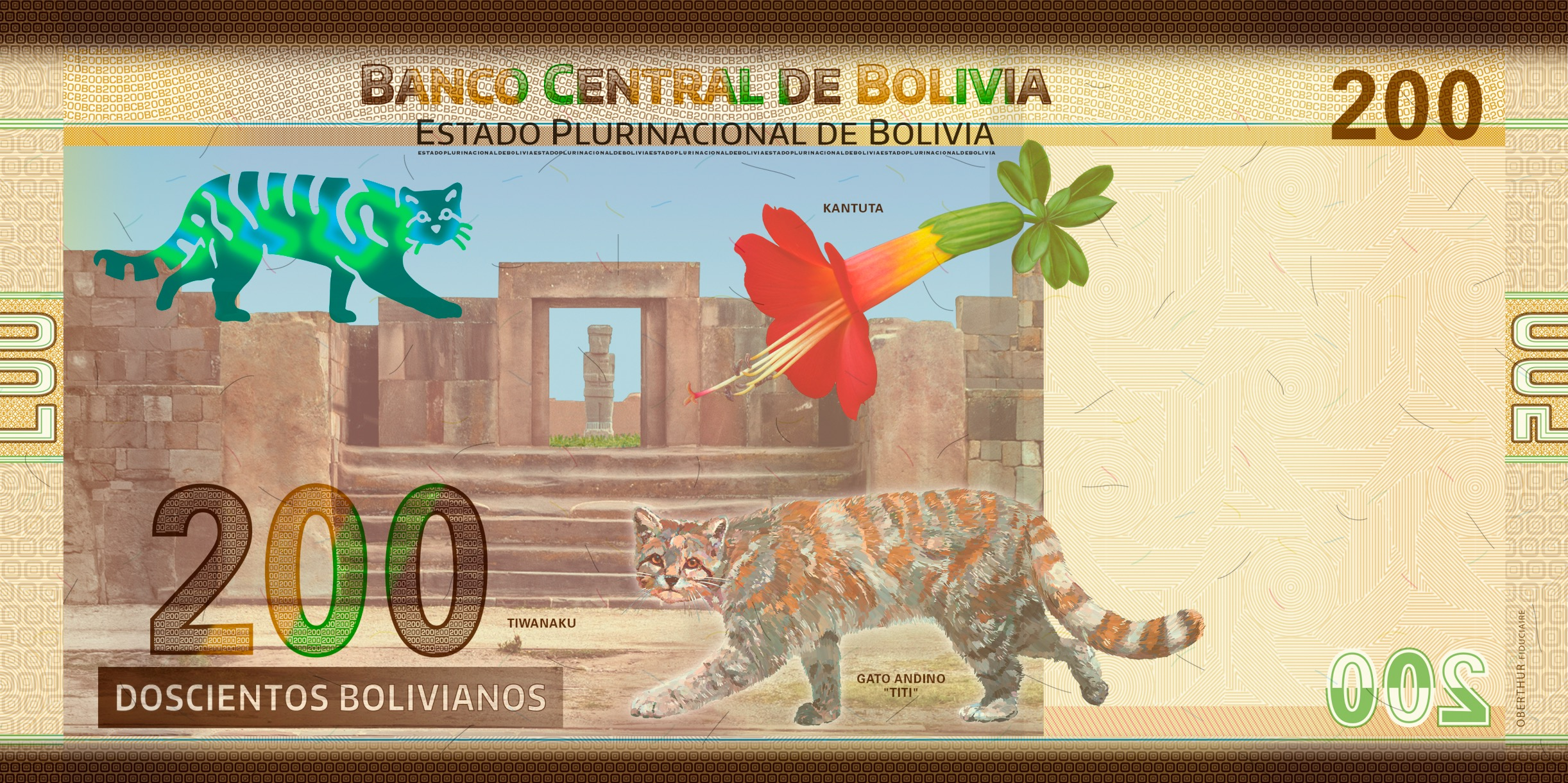
El boliviano, la moneda de curso legal del país desde 1987, remplazó al antiguo peso boliviano.

Los bancos bolivianos y privados proveen de créditos de inversión a la pequeña empresa minera y agrícola. También operan en el país instituciones financieras privadas nacional y extranjeras. En 2017 las utilidades de las entidades financieras subieron un 19% entre enero y abril con relación a igual periodo de 2016, los bancos múltiples acumularon el 93% de los réditos de este sector. Además, el número de cuentas bancarias alcanzó a 2017 los 8,5 millones, lo que representa aproximadamente un 75 por ciento de la población total del país. Estas mejoras en bancarización, tuvieron efectos positivos sobre la inclusión financiera, y han sido posibles en un entorno en el que las entidades bancarias flexibilizan cada vez más los requisitos de apertura de cuenta.

## Evolución histórica de la economía boliviana (Producto interno bruto)
Cabe destacar el crecimiento acelerado del Producto interno bruto (PIB) de Bolivia en los últimos años, donde su economía creció 343% en el periodo 2000 al 2019. La razón del crecimiento económico en Bolivia durante los últimos 14 años (2006 -2019) se debe al impulso del mercado interno, la inversión en infraestructura y la nacionalización de los recursos naturales, logrando un crecimiento económico promedio de 5% anual.

### Década de 1960
A comienzos de la años 60, Bolivia poseía un PIB (nominal) de USD 563 millones. Para el año 1969, el PIB del país llegó a los USD 964 millones. La economía boliviana tuvo un crecimiento del 71,2 % durante esta década con respecto al PIB del año 1960. 
| Producto interno bruto de Bolivia 1960-1969 |
| ------------------------------------------- |
|                                             |
| Fuente: Banco Mundial.                      |
| Gráfica elaborada por: Wikipedia            |

### Década de 1970
A comienzos de la años 70, Bolivia poseía un PIB (nominal) de USD 1.017 millones. Para el año 1979, el PIB del país llegó a los USD 4.421 millones. La economía boliviana tuvo un crecimiento del 334,7% durante esta década con respecto al PIB del año 1970. 
| Producto interno bruto de Bolivia 1970-1979 |
| ------------------------------------------- |
|                                             |
| Fuente: Banco Mundial.                      |
| Gráfica elaborada por: Wikipedia            |

### Década de 1980
A comienzos de la años 80, Bolivia poseía un PIB (nominal) de USD 3.589 millones. Para el año 1989, el PIB del país llegó a los USD 4.716 millones. La economía boliviana tuvo un crecimiento del 31,4% durante esta década con respecto al PIB del año 1980. 
| Producto interno bruto de Bolivia 1980-1989            |
| ------------------------------------------------------ |
|                                                        |
| Fuente: Fondo Monetario Internacional y Banco Mundial. |
| Gráfica elaborada por: Wikipedia                       |

### Década de 1990
A comienzos de la años 90, Bolivia poseía un PIB (nominal) de USD 4.868 millones. Para el año 1999, el PIB del país llegó a los USD 8.269 millones. La economía boliviana tuvo un crecimiento del 69,8% durante esta década con respecto al PIB del año 1990. 
| Producto interno bruto de Bolivia 1990-1999            |
| ------------------------------------------------------ |
|                                                        |
| Fuente: Fondo Monetario Internacional y Banco Mundial. |
| Gráfica elaborada por: Wikipedia                       |

### Década de 2000
A comienzos de la años 2000, Bolivia poseía un PIB (nominal) de USD 8.385 millones. Para el año 2009, el PIB del país llegó a los USD 17.464 millones. La economía boliviana tuvo un crecimiento del 108,2% durante esta década con respecto al PIB del año 2000. 
| Producto interno bruto de Bolivia 2000-2009            |
| ------------------------------------------------------ |
|                                                        |
| Fuente: Fondo Monetario Internacional y Banco Mundial. |
| Gráfica elaborada por: Wikipedia                       |

### Década de 2010
A comienzos de la años 10, Bolivia poseía un PIB (nominal) de USD 19.786 millones. Para el año 2019, el PIB del país llegó a los USD 41.196 millones. Hasta la actualidad (2019) la economía boliviana tuvo un crecimiento del 108,2% durante esta década con respecto al PIB del año 2010. A nivel latinoamericano, cabe resaltar el acelerado crecimiento del PIB boliviano, duplicando su economía en solo 10 años (2010-2019).
| Producto interno bruto de Bolivia 2010-2019            |
| ------------------------------------------------------ |
|                                                        |
| Fuente: Fondo Monetario Internacional y Banco Mundial. |
| Gráfica elaborada por: Wikipedia                       |

### Década de 2020
A comienzos de la Años 20, Bolivia poseía un PIB (nominal) de USD 36.987 millones. una década que comenzó con dificultades debido a la recesión causada por la pandemia y una lenta recuperación debido a la crisis de 2023.
| Producto interno bruto de Bolivia 2020-2023            |
| ------------------------------------------------------ |
|                                                        |
| Fuente: Fondo Monetario Internacional y Banco Mundial. |
| Gráfica elaborada por: Wikipedia                       |

## Crecimiento anual del PIB
| Año  | Crecimiento Anual | Año  | Crecimiento Anual | Año  | Crecimiento Anual | Año  | Crecimiento Anual | Año  | Crecimiento Anual | Año  | Crecimiento Anual |
| 1970 | -                 | 1980 | 0,6%              | 1990 | 4,6%              | 2000 | 2,5%              | 2010 | 4,1%              | 2020 | -8,74%            |
| 1971 | 5,1%              | 1981 | 0,3%              | 1991 | 5,3%              | 2001 | 1,7%              | 2011 | 5,2%              | 2021 | 6,11%             |
| 1972 | 8,0%              | 1982 | -3,9%             | 1992 | 1,6%              | 2002 | 2,5%              | 2012 | 5,1%              | 2022 | 3,6%              |
| 1973 | 5,7%              | 1983 | -4,0%             | 1993 | 4,3%              | 2003 | 2,7%              | 2013 | 7,1%              | 2023 | 2,4%              |
| 1974 | 2,9%              | 1984 | -0,2%             | 1994 | 4,7%              | 2004 | 4,2%              | 2014 | 5,5%              |      |                   |
| 1975 | 7,3%              | 1985 | -1,7%             | 1995 | 4,7%              | 2005 | 4,4%              | 2015 | 4,8%              |      |                   |
| 1976 | 4,6%              | 1986 | -2,6%             | 1996 | 4,4%              | 2006 | 4,8%              | 2016 | 4,3%              |      |                   |
| 1977 | 5,0%              | 1987 | 2,5%              | 1997 | 5,0%              | 2007 | 4,6%              | 2017 | 4,2%              |      |                   |
| 1978 | 2,1%              | 1988 | 2,9%              | 1998 | 5,0%              | 2008 | 6,8%              | 2018 | 4,6%              |      |                   |
| 1979 | 0,1%              | 1989 | 3,8%              | 1999 | 0,4%              | 2009 | 3,4%              | 2019 | 2,4%              |      |                   |

## Evolución histórica del PIB per cápita

### Década de 1960
El PIB per cápita de Bolivia a principios de los años 60 fue de 152 dólares. A finales de la década (1969), Bolivia llegó a los 219 Dólares, habiendo elevado en un 44,1% su PIB per cápita con respecto a 1960.
| Año  | PIB per cápita en Dólar US$ |
| 1960 | 152 Dólares                 |
| 1961 | 163 Dólares                 |
| 1962 | 174 Dólares                 |
| 1963 | 184 Dólares                 |
| 1964 | 204 Dólares                 |
| 1965 | 223 Dólares                 |
| 1966 | 239 Dólares                 |
| 1967 | 256 Dólares                 |
| 1968 | 210 Dólares                 |
| 1969 | 219 Dólares                 |

### Década de 1970
El PIB per cápita de Bolivia a principios de los años 70 fue de 226 dólares. A finales de la década (1979), Bolivia llegó a los 808 dólares, habiendo elevado en un 257,5% su PIB per cápita con respecto a 1970.
| Año  | PIB per cápita en Dólar US$ |
| 1970 | 226 Dólares                 |
| 1971 | 238 Dólares                 |
| 1972 | 268 Dólares                 |
| 1973 | 263 Dólares                 |
| 1974 | 428 Dólares                 |
| 1975 | 480 Dólares                 |
| 1976 | 534 Dólares                 |
| 1977 | 617 Dólares                 |
| 1978 | 702 Dólares                 |
| 1979 | 808 Dólares                 |

### Década de 1980
El PIB per cápita de Bolivia a principios de los años 80 fue de 718 dólares. A finales de la década (1989), Bolivia llegó a los 739 dólares, habiendo elevado en un 2,9% su PIB per cápita con respecto a 1980.
| Año  | PIB per cápita en Dólar US$ |
| 1980 | 695 Dólares                 |
| 1981 | 615 Dólares                 |
| 1982 | 668 Dólares                 |
| 1983 | 619 Dólares                 |
| 1984 | 631 Dólares                 |
| 1985 | 668 Dólares                 |
| 1986 | 640 Dólares                 |
| 1987 | 683 Dólares                 |
| 1988 | 712 Dólares                 |
| 1989 | 715 Dólares                 |

### Década de 1990
El PIB per cápita de Bolivia a principios de los años 90 fue de 747 dólares. A finales de la década (1999), Bolivia llegó a los 1.034 dólares, habiendo elevado en un 38,4% su PIB per cápita con respecto a 1990.
| Año  | PIB per cápita en Dólar US$ |
| 1990 | 723 Dólares                 |
| 1991 | 777 Dólares                 |
| 1992 | 805 Dólares                 |
| 1993 | 795 Dólares                 |
| 1994 | 805 Dólares                 |
| 1995 | 885 Dólares                 |
| 1996 | 955 Dólares                 |
| 1997 | 1.005 Dólares               |
| 1998 | 1.058 Dólares               |
| 1999 | 1.010 Dólares               |

### Década de 2000
El PIB per cápita de Bolivia a principios de los años 2000 fue de 1.005 dólares. A finales de la década (2009), Bolivia llegó a los 1.790 dólares, habiendo elevado en un 78,1% su PIB per cápita con respecto al año 2000.
| Año  | PIB per cápita en Dólar US$ |
| 2000 | 1.005 Dólares               |
| 2001 | 960 Dólares                 |
| 2002 | 915 Dólares                 |
| 2003 | 918 Dólares                 |
| 2004 | 980 Dólares                 |
| 2005 | 1.049 Dólares               |
| 2006 | 1.241 Dólares               |
| 2007 | 1.400 Dólares               |
| 2008 | 1.749 Dólares               |
| 2009 | 1.790 Dólares               |

### Década de 2010
Según el Fondo Monetario Internacional (FMI), el PIB per cápita de Bolivia a principios de la década fue de 1.994 dólares. Hasta el año 2018, el Per Cápita de Bolivia alcanzó los 3.720 dólares por cada boliviano. En el transcurso de la década (desde 2010 hasta 2018) el PIB per cápita boliviano aumentó en un 86,5%. De esta manera, Bolivia se ha convertido en el segundo país de América Latina y el primero en Sudamérica en donde más aumentó la riqueza promedio de sus habitantes.
| Países de América Latina según su PIB per cápita durante la década de 2010 en dólares | Países de América Latina según su PIB per cápita durante la década de 2010 en dólares | Países de América Latina según su PIB per cápita durante la década de 2010 en dólares | Países de América Latina según su PIB per cápita durante la década de 2010 en dólares | Países de América Latina según su PIB per cápita durante la década de 2010 en dólares | Países de América Latina según su PIB per cápita durante la década de 2010 en dólares | Países de América Latina según su PIB per cápita durante la década de 2010 en dólares | Países de América Latina según su PIB per cápita durante la década de 2010 en dólares | Países de América Latina según su PIB per cápita durante la década de 2010 en dólares | Países de América Latina según su PIB per cápita durante la década de 2010 en dólares | Países de América Latina según su PIB per cápita durante la década de 2010 en dólares | Países de América Latina según su PIB per cápita durante la década de 2010 en dólares |
| País                                                                                  | 2010                                                                                  | 2011                                                                                  | 2012                                                                                  | 2013                                                                                  | 2014                                                                                  | 2015                                                                                  | 2016                                                                                  | 2017                                                                                  | 2018                                                                                  | 2019                                                                                  |                                                                                       |
| ------------------------------------------------------------------------------------- | ------------------------------------------------------------------------------------- | ------------------------------------------------------------------------------------- | ------------------------------------------------------------------------------------- | ------------------------------------------------------------------------------------- | ------------------------------------------------------------------------------------- | ------------------------------------------------------------------------------------- | ------------------------------------------------------------------------------------- | ------------------------------------------------------------------------------------- | ------------------------------------------------------------------------------------- | ------------------------------------------------------------------------------------- | ------------------------------------------------------------------------------------- |
| Uruguay                                                                               | 11.859                                                                                | 14.054                                                                                | 14.961                                                                                | 16.723                                                                                | 16.572                                                                                | 15.365                                                                                | 15.139                                                                                | 16.941                                                                                | 17.379                                                                                |                                                                                       |                                                                                       |
| Chile                                                                                 | 12.792                                                                                | 14.610                                                                                | 15.307                                                                                | 15.788                                                                                | 14.620                                                                                | 13.548                                                                                | 13.737                                                                                | 15.067                                                                                | 16.143                                                                                |                                                                                       |                                                                                       |
| Panamá                                                                                | 8.233                                                                                 | 9.623                                                                                 | 10.996                                                                                | 12.132                                                                                | 13.090                                                                                | 13.662                                                                                | 14.322                                                                                | 15.089                                                                                | 15.877                                                                                |                                                                                       |                                                                                       |
| Costa Rica                                                                            | 8.264                                                                                 | 9.260                                                                                 | 10.054                                                                                | 10.632                                                                                | 10.679                                                                                | 11.422                                                                                | 11.779                                                                                | 11.728                                                                                | 12.095                                                                                |                                                                                       |                                                                                       |
| Argentina                                                                             | 10.412                                                                                | 12.787                                                                                | 13.889                                                                                | 14.488                                                                                | 13.208                                                                                | 14.895                                                                                | 12.708                                                                                | 14.462                                                                                | 10.667                                                                                |                                                                                       |                                                                                       |
| México                                                                                | 9.258                                                                                 | 10.204                                                                                | 10.261                                                                                | 10.764                                                                                | 10.980                                                                                | 9.673                                                                                 | 8.814                                                                                 | 9.318                                                                                 | 9.614                                                                                 |                                                                                       |                                                                                       |
| Brasil                                                                                | 11.292                                                                                | 13.242                                                                                | 12.368                                                                                | 12.293                                                                                | 12.112                                                                                | 8.803                                                                                 | 8.701                                                                                 | 9.895                                                                                 | 9.126                                                                                 |                                                                                       |                                                                                       |
| República Dominicana                                                                  | 5.688                                                                                 | 6.063                                                                                 | 6.274                                                                                 | 6.413                                                                                 | 6.693                                                                                 | 6.903                                                                                 | 7.189                                                                                 | 7.477                                                                                 | 7.891                                                                                 |                                                                                       |                                                                                       |
| Perú                                                                                  | 5.051                                                                                 | 5.733                                                                                 | 6.402                                                                                 | 6.632                                                                                 | 6.562                                                                                 | 6.150                                                                                 | 6.178                                                                                 | 6.731                                                                                 | 7.118                                                                                 |                                                                                       |                                                                                       |
| Colombia                                                                              | 6.285                                                                                 | 7.264                                                                                 | 7.950                                                                                 | 8.103                                                                                 | 7.998                                                                                 | 6.088                                                                                 | 5.800                                                                                 | 6.379                                                                                 | 6.761                                                                                 |                                                                                       |                                                                                       |
| Ecuador                                                                               | 4.633                                                                                 | 5.192                                                                                 | 5.664                                                                                 | 6.030                                                                                 | 6.347                                                                                 | 6.099                                                                                 | 6.046                                                                                 | 6.216                                                                                 | 6.301                                                                                 |                                                                                       |                                                                                       |
| Paraguay                                                                              | 4.347                                                                                 | 5.298                                                                                 | 5.151                                                                                 | 5.882                                                                                 | 6.050                                                                                 | 5.353                                                                                 | 5.259                                                                                 | 5.600                                                                                 | 5.933                                                                                 |                                                                                       |                                                                                       |
| Guatemala                                                                             | 2.825                                                                                 | 3.187                                                                                 | 3.299                                                                                 | 3.452                                                                                 | 3.687                                                                                 | 3.923                                                                                 | 4.140                                                                                 | 4.469                                                                                 | 4.582                                                                                 |                                                                                       |                                                                                       |
| El Salvador                                                                           | 2.995                                                                                 | 3.276                                                                                 | 3.438                                                                                 | 3.516                                                                                 | 3.596                                                                                 | 3.671                                                                                 | 3.771                                                                                 | 3.894                                                                                 | 4.041                                                                                 |                                                                                       |                                                                                       |
| Bolivia                                                                               | 1.994                                                                                 | 2.394                                                                                 | 2.664                                                                                 | 2.969                                                                                 | 3.146                                                                                 | 3.099                                                                                 | 3.137                                                                                 | 3.412                                                                                 | 3.720                                                                                 |                                                                                       |                                                                                       |
| Venezuela                                                                             | 10.316                                                                                | 11.541                                                                                | 11.287                                                                                | 7.869                                                                                 | 7.029                                                                                 | 7.922                                                                                 | 7.687                                                                                 | 6.890                                                                                 | 3.300                                                                                 |                                                                                       |                                                                                       |
| Honduras                                                                              | 2.096                                                                                 | 2.315                                                                                 | 2.395                                                                                 | 2.356                                                                                 | 2.481                                                                                 | 2.598                                                                                 | 2.642                                                                                 | 2.766                                                                                 | 2.829                                                                                 |                                                                                       |                                                                                       |
| Nicaragua                                                                             | 1.526                                                                                 | 1.682                                                                                 | 1.792                                                                                 | 1.847                                                                                 | 1.975                                                                                 | 2.073                                                                                 | 2.143                                                                                 | 2.220                                                                                 | 2.126                                                                                 |                                                                                       |                                                                                       |
| Haití                                                                                 | 662                                                                                   | 740                                                                                   | 766                                                                                   | 810                                                                                   | 829                                                                                   | 809                                                                                   | 753                                                                                   | 783                                                                                   | 874                                                                                   |                                                                                       |                                                                                       |

| Crecimiento del PIB per cápita de los países latinoamericanos durante la década de 2010 en dólares | Crecimiento del PIB per cápita de los países latinoamericanos durante la década de 2010 en dólares | Crecimiento del PIB per cápita de los países latinoamericanos durante la década de 2010 en dólares | Crecimiento del PIB per cápita de los países latinoamericanos durante la década de 2010 en dólares | Crecimiento del PIB per cápita de los países latinoamericanos durante la década de 2010 en dólares | Crecimiento del PIB per cápita de los países latinoamericanos durante la década de 2010 en dólares | Crecimiento del PIB per cápita de los países latinoamericanos durante la década de 2010 en dólares | Crecimiento del PIB per cápita de los países latinoamericanos durante la década de 2010 en dólares | Crecimiento del PIB per cápita de los países latinoamericanos durante la década de 2010 en dólares | Crecimiento del PIB per cápita de los países latinoamericanos durante la década de 2010 en dólares | Crecimiento del PIB per cápita de los países latinoamericanos durante la década de 2010 en dólares | Crecimiento del PIB per cápita de los países latinoamericanos durante la década de 2010 en dólares |
| País                                                                                               | 2010                                                                                               | 2011                                                                                               | 2012                                                                                               | 2013                                                                                               | 2014                                                                                               | 2015                                                                                               | 2016                                                                                               | 2017                                                                                               | 2018                                                                                               | 2019                                                                                               | % crecimiento                                                                                      |
| -------------------------------------------------------------------------------------------------- | -------------------------------------------------------------------------------------------------- | -------------------------------------------------------------------------------------------------- | -------------------------------------------------------------------------------------------------- | -------------------------------------------------------------------------------------------------- | -------------------------------------------------------------------------------------------------- | -------------------------------------------------------------------------------------------------- | -------------------------------------------------------------------------------------------------- | -------------------------------------------------------------------------------------------------- | -------------------------------------------------------------------------------------------------- | -------------------------------------------------------------------------------------------------- | -------------------------------------------------------------------------------------------------- |
| Panamá                                                                                             | 8.233                                                                                              | 9.623                                                                                              | 10.996                                                                                             | 12.132                                                                                             | 13.090                                                                                             | 13.662                                                                                             | 14.322                                                                                             | 15.089                                                                                             | 15.877                                                                                             | | 92,8 %                                                                                             |
| Bolivia                                                                                            | 1.994                                                                                              | 2.394                                                                                              | 2.664                                                                                              | 2.969                                                                                              | 3.146                                                                                              | 3.099                                                                                              | 3.137                                                                                              | 3.412                                                                                              | 3.720                                                                                              | | 86,5 %                                                                                             |
| Guatemala                                                                                          | 2.825                                                                                              | 3.187                                                                                              | 3.299                                                                                              | 3.452                                                                                              | 3.687                                                                                              | 3.923                                                                                              | 4.140                                                                                              | 4.469                                                                                              | 4.582                                                                                              | | 62,1 %                                                                                             |
| Uruguay                                                                                            | 11.859                                                                                             | 14.054                                                                                             | 14.961                                                                                             | 16.723                                                                                             | 16.572                                                                                             | 15.365                                                                                             | 15.139                                                                                             | 16.941                                                                                             | 17.379                                                                                             | | 46,5 %                                                                                             |
| Costa Rica                                                                                         | 8.264                                                                                              | 9.260                                                                                              | 10.054                                                                                             | 10.632                                                                                             | 10.679                                                                                             | 11.422                                                                                             | 11.779                                                                                             | 11.728                                                                                             | 12.095                                                                                             | | 46,3 %                                                                                             |
| Perú                                                                                               | 5.051                                                                                              | 5.733                                                                                              | 6.402                                                                                              | 6.632                                                                                              | 6.562                                                                                              | 6.150                                                                                              | 6.178                                                                                              | 6.731                                                                                              | 7.118                                                                                              | | 40,9 %                                                                                             |
| Nicaragua                                                                                          | 1.526                                                                                              | 1.682                                                                                              | 1.792                                                                                              | 1.847                                                                                              | 1.975                                                                                              | 2.073                                                                                              | 2.143                                                                                              | 2.220                                                                                              | 2.126                                                                                              | | 39,3 %                                                                                             |
| República Dominicana                                                                               | 5.688                                                                                              | 6.063                                                                                              | 6.274                                                                                              | 6.413                                                                                              | 6.693                                                                                              | 6.903                                                                                              | 7.189                                                                                              | 7.477                                                                                              | 7.891                                                                                              | | 38,7 %                                                                                             |
| Paraguay                                                                                           | 4.347                                                                                              | 5.298                                                                                              | 5.151                                                                                              | 5.882                                                                                              | 6.050                                                                                              | 5.353                                                                                              | 5.259                                                                                              | 5.600                                                                                              | 5.933                                                                                              | | 36,4 %                                                                                             |
| Ecuador                                                                                            | 4.633                                                                                              | 5.192                                                                                              | 5.664                                                                                              | 6.030                                                                                              | 6.347                                                                                              | 6.099                                                                                              | 6.046                                                                                              | 6.216                                                                                              | 6.301                                                                                              | | 36,0 %                                                                                             |
| Honduras                                                                                           | 2.096                                                                                              | 2.315                                                                                              | 2.395                                                                                              | 2.356                                                                                              | 2.481                                                                                              | 2.598                                                                                              | 2.642                                                                                              | 2.766                                                                                              | 2.829                                                                                              | | 34,9 %                                                                                             |
| El Salvador                                                                                        | 2.995                                                                                              | 3.276                                                                                              | 3.438                                                                                              | 3.516                                                                                              | 3.596                                                                                              | 3.671                                                                                              | 3.771                                                                                              | 3.894                                                                                              | 4.041                                                                                              | | 34,9 %                                                                                             |
| Haití                                                                                              | 662                                                                                                | 740                                                                                                | 766                                                                                                | 810                                                                                                | 829                                                                                                | 809                                                                                                | 753                                                                                                | 783                                                                                                | 874                                                                                                | | 32,0 %                                                                                             |
| Chile                                                                                              | 12.792                                                                                             | 14.610                                                                                             | 15.307                                                                                             | 15.788                                                                                             | 14.620                                                                                             | 13.548                                                                                             | 13.737                                                                                             | 15.067                                                                                             | 16.143                                                                                             | | 26,1 %                                                                                             |
| Colombia                                                                                           | 6.285                                                                                              | 7.264                                                                                              | 7.950                                                                                              | 8.103                                                                                              | 7.998                                                                                              | 6.088                                                                                              | 5.800                                                                                              | 6.379                                                                                              | 6.761                                                                                              | | 7,5 %                                                                                              |
| México                                                                                             | 9.258                                                                                              | 10.204                                                                                             | 10.261                                                                                             | 10.764                                                                                             | 10.980                                                                                             | 9.673                                                                                              | 8.814                                                                                              | 9.318                                                                                              | 9.614                                                                                              | | 3,8 %                                                                                              |
| Argentina                                                                                          | 10.412                                                                                             | 12.787                                                                                             | 13.889                                                                                             | 14.488                                                                                             | 13.208                                                                                             | 14.895                                                                                             | 12.708                                                                                             | 14.462                                                                                             | 10.667                                                                                             | | 2,4 %                                                                                              |
| Brasil                                                                                             | 11.292                                                                                             | 13.242                                                                                             | 12.368                                                                                             | 12.293                                                                                             | 12.112                                                                                             | 8.803                                                                                              | 8.701                                                                                              | 9.895                                                                                              | 9.126                                                                                              | | -19,1 %                                                                                            |
| Venezuela                                                                                          | 10.316                                                                                             | 11.541                                                                                             | 11.287                                                                                             | 7.869                                                                                              | 7.029                                                                                              | 7.922                                                                                              | 7.687                                                                                              | 6.890                                                                                              | 3.300                                                                                              | | -68,0 %                                                                                            |

## Economía por Departamentos
El 71,5% de la economía total del país, es producida por los departamentos del eje central del país, La Paz, Cochabamba y Santa Cruz, los cuales son los departamentos que más contribuyen a la economía de Bolivia. El restante 28,5% de la economía es producida por los 6 restantes departamentos: Tarija, Potosí, Oruro, Chuquisaca, Beni y Pando. 
Departamentos de Bolivia según el tamaño de su economía 
 PIB en 2018 (en millones de dólares)
Fuente: Instituto Nacional de Estadística de Bolivia
| Producto interno bruto (PIB) de cada Departamento de Bolivia en Dólares | Producto interno bruto (PIB) de cada Departamento de Bolivia en Dólares | Producto interno bruto (PIB) de cada Departamento de Bolivia en Dólares | Producto interno bruto (PIB) de cada Departamento de Bolivia en Dólares | Producto interno bruto (PIB) de cada Departamento de Bolivia en Dólares | Producto interno bruto (PIB) de cada Departamento de Bolivia en Dólares | Producto interno bruto (PIB) de cada Departamento de Bolivia en Dólares | Producto interno bruto (PIB) de cada Departamento de Bolivia en Dólares | Producto interno bruto (PIB) de cada Departamento de Bolivia en Dólares | Producto interno bruto (PIB) de cada Departamento de Bolivia en Dólares | Producto interno bruto (PIB) de cada Departamento de Bolivia en Dólares |
| Año                                                                     | PIB La Paz                                                              | PIB Oruro                                                               | PIB Potosí                                                              | PIB Cochabamba                                                          | PIB Chuquisaca                                                          | PIB Tarija                                                              | PIB Santa Cruz                                                          | PIB Beni                                                                | PIB Pando                                                               | Total PIB de Bolivia                                                    |
| ----------------------------------------------------------------------- | ----------------------------------------------------------------------- | ----------------------------------------------------------------------- | ----------------------------------------------------------------------- | ----------------------------------------------------------------------- | ----------------------------------------------------------------------- | ----------------------------------------------------------------------- | ----------------------------------------------------------------------- | ----------------------------------------------------------------------- | ----------------------------------------------------------------------- | ----------------------------------------------------------------------- |
| 1988                                                                    | 1 278 millones                                                          | 264 millones                                                            | 283 millones                                                            | 851 millones                                                            | 303 millones                                                            | 219 millones                                                            | 1 172 millones                                                          | 190 millones                                                            | 33 millones                                                             | 4 598 millones                                                          |
| 1989                                                                    | 1 302 millones                                                          | 285 millones                                                            | 302 millones                                                            | 850 millones                                                            | 307 millones                                                            | 228 millones                                                            | 1 226 millones                                                          | 189 millones                                                            | 34 millones                                                             | 4 716 millones                                                          |
| Década de 1990 (Años 90)                                                |                                                                         |                                                                         |                                                                         |                                                                         |                                                                         |                                                                         |                                                                         |                                                                         |                                                                         |                                                                         |
| Año                                                                     | PIB La Paz                                                              | PIB Oruro                                                               | PIB Potosí                                                              | PIB Cochabamba                                                          | PIB Chuquisaca                                                          | PIB Tarija                                                              | PIB Santa Cruz                                                          | PIB Beni                                                                | PIB Pando                                                               | Total PIB de Bolivia                                                    |
| 1990                                                                    | 1 314 millones                                                          | 267 millones                                                            | 293 millones                                                            | 861 millones                                                            | 332 millones                                                            | 255 millones                                                            | 1 310 millones                                                          | 206 millones                                                            | 38 millones                                                             | 4 868 millones                                                          |
| 1991                                                                    | 1 463 millones                                                          | 274 millones                                                            | 291 millones                                                            | 967 millones                                                            | 349 millones                                                            | 274 millones                                                            | 1 464 millones                                                          | 225 millones                                                            | 38 millones                                                             | 5 343 millones                                                          |
| 1992                                                                    | 1 583 millones                                                          | 291 millones                                                            | 311 millones                                                            | 1 026 millones                                                          | 351 millones                                                            | 277 millones                                                            | 1 536 millones                                                          | 227 millones                                                            | 39 millones                                                             | 5 643 millones                                                          |
| 1993                                                                    | 1 642 millones                                                          | 289 millones                                                            | 278 millones                                                            | 1 056 millones                                                          | 342 millones                                                            | 274 millones                                                            | 1 582 millones                                                          | 228 millones                                                            | 40 millones                                                             | 5 734 millones                                                          |
| 1994                                                                    | 1 731 millones                                                          | 333 millones                                                            | 286 millones                                                            | 1 099 millones                                                          | 323 millones                                                            | 273 millones                                                            | 1 655 millones                                                          | 233 millones                                                            | 44 millones                                                             | 5 970 millones                                                          |
| 1995                                                                    | 1 978 millones                                                          | 388 millones                                                            | 326 millones                                                            | 1 216 millones                                                          | 350 millones                                                            | 292 millones                                                            | 1 849 millones                                                          | 260 millones                                                            | 50 millones                                                             | 6 702 millones                                                          |
| 1996                                                                    | 2 175 millones                                                          | 424 millones                                                            | 365 millones                                                            | 1 321 millones                                                          | 365 millones                                                            | 321 millones                                                            | 2 083 millones                                                          | 283 millones                                                            | 55 millones                                                             | 7 375 millones                                                          |
| 1997                                                                    | 2 201 millones                                                          | 471 millones                                                            | 376 millones                                                            | 1 419 millones                                                          | 401 millones                                                            | 390 millones                                                            | 2 308 millones                                                          | 298 millones                                                            | 60 millones                                                             | 7 917 millones                                                          |
| 1998                                                                    | 2 167 millones                                                          | 518 millones                                                            | 374 millones                                                            | 1 532 millones                                                          | 444 millones                                                            | 442 millones                                                            | 2 630 millones                                                          | 317 millones                                                            | 70 millones                                                             | 8 490 millones                                                          |
| 1999                                                                    | 2 148 millones                                                          | 489 millones                                                            | 391 millones                                                            | 1 541 millones                                                          | 462 millones                                                            | 426 millones                                                            | 2 435 millones                                                          | 322 millones                                                            | 73 millones                                                             | 8 269 millones                                                          |
| Década de 2000 (Años 2000)                                              |                                                                         |                                                                         |                                                                         |                                                                         |                                                                         |                                                                         |                                                                         |                                                                         |                                                                         |                                                                         |
| Año                                                                     | PIB La Paz                                                              | PIB Oruro                                                               | PIB Potosí                                                              | PIB Cochabamba                                                          | PIB Chuquisaca                                                          | PIB Tarija                                                              | PIB Santa Cruz                                                          | PIB Beni                                                                | PIB Pando                                                               | Total PIB de Bolivia                                                    |
| 2000                                                                    | 2 154 millones                                                          | 476 millones                                                            | 400 millones                                                            | 1 569 millones                                                          | 446 millones                                                            | 442 millones                                                            | 2 524 millones                                                          | 314 millones                                                            | 76 millones                                                             | 8 385 millones                                                          |
| 2001                                                                    | 2 048 millones                                                          | 457 millones                                                            | 376 millones                                                            | 1 493 millones                                                          | 431 millones                                                            | 455 millones                                                            | 2 503 millones                                                          | 305 millones                                                            | 78 millones                                                             | 8 155 millones                                                          |
| 2002                                                                    | 2 029 millones                                                          | 429 millones                                                            | 361 millones                                                            | 1 423 millones                                                          | 412 millones                                                            | 496 millones                                                            | 2 400 millones                                                          | 285 millones                                                            | 73 millones                                                             | 7 917 millones                                                          |
| 2003                                                                    | 2 081 millones                                                          | 419 millones                                                            | 382 millones                                                            | 1 406 millones                                                          | 402 millones                                                            | 589 millones                                                            | 2 456 millones                                                          | 280 millones                                                            | 71 millones                                                             | 8 092 millones                                                          |
| 2004                                                                    | 2 179 millones                                                          | 443 millones                                                            | 426 millones                                                            | 1 526 millones                                                          | 435 millones                                                            | 764 millones                                                            | 2 640 millones                                                          | 288 millones                                                            | 76 millones                                                             | 8 785 millones                                                          |
| 2005                                                                    | 2 339 millones                                                          | 471 millones                                                            | 434 millones                                                            | 1 613 millones                                                          | 421 millones                                                            | 1 076 millones                                                          | 2 828 millones                                                          | 292 millones                                                            | 89 millones                                                             | 9 573 millones                                                          |
| 2006                                                                    | 2 755 millones                                                          | 558 millones                                                            | 633 millones                                                            | 1 850 millones                                                          | 527 millones                                                            | 1 357 millones                                                          | 3 351 millones                                                          | 370 millones                                                            | 99 millones                                                             | 11 136 millones                                                         |
| 2007                                                                    | 3 224 millones                                                          | 657 millones                                                            | 715 millones                                                            | 2 099 millones                                                          | 586 millones                                                            | 1 685 millones                                                          | 3 728 millones                                                          | 365 millones                                                            | 128 millones                                                            | 12 696 millones                                                         |
| 2008                                                                    | 4 088 millones                                                          | 923 millones                                                            | 1 074 millones                                                          | 2 568 millones                                                          | 776 millones                                                            | 2 057 millones                                                          | 4 646 millones                                                          | 465 millones                                                            | 158 millones                                                            | 16 276 millones                                                         |
| 2009                                                                    | 4 362 millones                                                          | 980 millones                                                            | 1 195 millones                                                          | 2 660 millones                                                          | 784 millones                                                            | 2 026 millones                                                          | 4 750 millones                                                          | 515 millones                                                            | 155 millones                                                            | 16 701 millones                                                         |
| Década de 2010 (Años 10)                                                |                                                                         |                                                                         |                                                                         |                                                                         |                                                                         |                                                                         |                                                                         |                                                                         |                                                                         |                                                                         |
| Año                                                                     | PIB La Paz                                                              | PIB Oruro                                                               | PIB Potosí                                                              | PIB Cochabamba                                                          | PIB Chuquisaca                                                          | PIB Tarija                                                              | PIB Santa Cruz                                                          | PIB Beni                                                                | PIB Pando                                                               | Total PIB de Bolivia                                                    |
| 2010                                                                    | 4 972 millones                                                          | 1 165 millones                                                          | 1 415 millones                                                          | 2 951 millones                                                          | 884 millones                                                            | 2 239 millones                                                          | 5 397 millones                                                          | 574 millones                                                            | 185 millones                                                            | 18 807 millones                                                         |
| 2011                                                                    | 6 108 millones                                                          | 1 441 millones                                                          | 1 795 millones                                                          | 3 440 millones                                                          | 1 048 millones                                                          | 2 912 millones                                                          | 6 530 millones                                                          | 636 millones                                                            | 224 millones                                                            | 22 732 millones                                                         |
| 2012                                                                    | 6 873 millones                                                          | 1 383 millones                                                          | 1 599 millones                                                          | 3 875 millones                                                          | 1 234 millones                                                          | 3 687 millones                                                          | 7 697 millones                                                          | 685 millones                                                            | 244 millones                                                            | 26 674 millones                                                         |
| 2013                                                                    | 7 708 millones                                                          | 1 510 millones                                                          | 1 693 millones                                                          | 4 359 millones                                                          | 1 496 millones                                                          | 4 413 millones                                                          | 8 680 millones                                                          | 751 millones                                                            | 268 millones                                                            | 30 018 millones                                                         |
| 2014                                                                    | 8 375 millones                                                          | 1 584 millones                                                          | 1 806 millones                                                          | 4 718 millones                                                          | 1 652 millones                                                          | 4 549 millones                                                          | 9 465 millones                                                          | 800 millones                                                            | 284 millones                                                            | 32 853 millones                                                         |
| 2015                                                                    | 8 919 millones                                                          | 1 568 millones                                                          | 1 835 millones                                                          | 4 994 millones                                                          | 1 711 millones                                                          | 3 581 millones                                                          | 9 478 millones                                                          | 860 millones                                                            | 292 millones                                                            | 32 907 millones                                                         |
| 2016                                                                    | 9 518 millones                                                          | 1 670 millones                                                          | 2 105 millones                                                          | 5 287 millones                                                          | 1 714 millones                                                          | 2 744 millones                                                          | 9 893 millones                                                          | 943 millones                                                            | 310 millones                                                            | 34 188 millones                                                         |
| 2017                                                                    | 10 611 millones                                                         | 1 999 millones                                                          | 2 484 millones                                                          | 5 596 millones                                                          | 1 874 millones                                                          | 3 030 millones                                                          | 10 848 millones                                                         | 1 004 millones                                                          | 339 millones                                                            | 37 782 millones                                                         |
| 2018                                                                    | 11 319 millones                                                         | 2 071 millones                                                          | 2 627 millones                                                          | 6 037 millones                                                          | 2 030 millones                                                          | 3 204 millones                                                          | 11 811 millones                                                         | 1 104 millones                                                          | 373 millones                                                            | 40 581 millones                                                         |
| 2019                                                                    |                                                                         |                                                                         |                                                                         |                                                                         |                                                                         |                                                                         |                                                                         |                                                                         |                                                                         |                                                                         |
| Década de 2020 (Años 20)                                                |                                                                         |                                                                         |                                                                         |                                                                         |                                                                         |                                                                         |                                                                         |                                                                         |                                                                         |                                                                         |
| Año                                                                     | PIB La Paz                                                              | PIB Oruro                                                               | PIB Potosí                                                              | PIB Cochabamba                                                          | PIB Chuquisaca                                                          | PIB Tarija                                                              | PIB Santa Cruz                                                          | PIB Beni                                                                | PIB Pando                                                               | Total PIB de Bolivia                                                    |
| 2020                                                                    |                                                                         |                                                                         |                                                                         |                                                                         |                                                                         |                                                                         |                                                                         |                                                                         |                                                                         |                                                                         |
| Fuente: Instituto Nacional de Estadística de Bolivia INE (2019)         |                                                                         |                                                                         |                                                                         |                                                                         |                                                                         |                                                                         |                                                                         |                                                                         |                                                                         |                                                                         |

| 500 millones USD | 500 millones USD | 1000 millones USD | 1000 millones USD | 2 mil millones USD | 2 mil millones USD | 3 mil millones USD | 3 mil millones USD | 5 mil millones USD | 5 mil millones USD | 10 mil millones USD | 10 mil millones USD |
| Año Alcanzado    | Departamento     | Año Alcanzado     | Departamento      | Año Alcanzado      | Departamento       | Año Alcanzado      | Departamento       | Año Alcanzado      | Departamento       | Año Alcanzado       | Departamento        |
| ---------------- | ---------------- | ----------------- | ----------------- | ------------------ | ------------------ | ------------------ | ------------------ | ------------------ | ------------------ | ------------------- | ------------------- |
| 1974             | La Paz           | 1986              | La Paz            | 1996               | La Paz             | 2006               | Santa Cruz         | 2010               | Santa Cruz         | 2017                | La Paz              |
| 1975             | Santa Cruz       | 1987              | Santa Cruz        | 1996               | Santa Cruz         | 2007               | La Paz             | 2011               | La Paz             | 2017                | Santa Cruz          |
| 1983             | Cochabamba       | 1992              | Cochabamba        | 2007               | Cochabamba         | 2011               | Cochabamba         | 2016               | Cochabamba         |                     |                     |
| 2003             | Tarija           | 2005              | Tarija            | 2008               | Tarija             | 2012               | Tarija             |                    |                    |                     |                     |
| 2006             | Potosí           | 2008              | Potosí            | 2016               | Potosí             |                    |                    |                    |                    |                     |                     |
| 2006             | Oruro            | 2010              | Oruro             | 2018               | Oruro              |                    |                    |                    |                    |                     |                     |
| 2006             | Chuquisaca       | 2011              | Chuquisaca        | 2018               | Chuquisaca         |                    |                    |                    |                    |                     |                     |
| 2009             | Beni             | 2017              | Beni              |                    |                    |                    |                    |                    |                    |                     |                     |

### Economía de los Departamentos de la región del Altiplano
Las economías de los departamentos altiplánicos de Bolivia (La Paz, Oruro y Potosí) contribuyen con el 40% al producto interno bruto del país.  
| Departamentos Altiplánicos de Bolivia según el tamaño de su Economía PIB (Producto interno bruto) en 2017 | Departamentos Altiplánicos de Bolivia según el tamaño de su Economía PIB (Producto interno bruto) en 2017 | Departamentos Altiplánicos de Bolivia según el tamaño de su Economía PIB (Producto interno bruto) en 2017 |
| Posición                                                                                                  | Departamento                                                                                              | Producto interno bruto                                                                                    |
| --- | --- | --- |
| 1.º | La Paz | US$ 11.319 millones                                                                                       |
| 2.º | Potosí | US$ 2.627 millones                                                                                        |
| 3.º | Oruro | US$ 2.071 millones                                                                                        |
| | Total | US$ 16.017 millones                                                                                       |
| Fuente: Instituto Nacional de Estadística de Bolivia INE (2018)                                           | | |

### Economía de los Departamentos de la región del Valle
Las economías de los departamentos vallunos de Bolivia (Cochabamba, Chuquisaca y Tarija) contribuyen con el 27% al producto interno bruto del país.
| Departamentos Vallunos de Bolivia según el tamaño de su Economía PIB (Producto interno bruto) en 2017 | Departamentos Vallunos de Bolivia según el tamaño de su Economía PIB (Producto interno bruto) en 2017 | Departamentos Vallunos de Bolivia según el tamaño de su Economía PIB (Producto interno bruto) en 2017 |
| Posición                                                                                              | Departamento                                                                                          | Producto interno bruto                                                                                |
| --- | --- | --- |
| 1.º                                                                                                   | Cochabamba                                                                                            | US$ 6.037 millones                                                                                    |
| 2.º                                                                                                   | Tarija                                                                                                | US$ 3.204 millones                                                                                    |
| 3.º                                                                                                   | Chuquisaca                                                                                            | US$ 2.030 millones                                                                                    |
| | Total                                                                                                 | US$ 11.271 millones                                                                                   |
| Fuente: Instituto Nacional de Estadística de Bolivia INE (2018)                                       | | |

### Economía de los Departamentos de la región de los Llanos
Las economías de los departamentos del llano de Bolivia (Santa Cruz, Beni y Pando) contribuyen con el 32% al producto interno bruto del país.
| Departamentos Orientales de Bolivia según el tamaño de su Economía PIB (Producto interno bruto) en 2017 | Departamentos Orientales de Bolivia según el tamaño de su Economía PIB (Producto interno bruto) en 2017 | Departamentos Orientales de Bolivia según el tamaño de su Economía PIB (Producto interno bruto) en 2017 |
| Posición                                                                                                | Departamento                                                                                            | Producto interno bruto                                                                                  |
| --- | --- | --- |
| 1.º | Santa Cruz                                                                                              | US$ 11.811 millones                                                                                     |
| 2.º | Beni | US$ 1.104 millones                                                                                      |
| 3.º | Pando                                                                                                   | US$ 373 millones                                                                                        |
| | Total                                                                                                   | US$ 13.288 millones                                                                                     |
| Fuente: Instituto Nacional de Estadística de Bolivia INE (2017)                                         | | |

### PIB per cápita por Departamentos
- Tarija: En cuanto al PIB per cápita, el Departamento de Tarija es el líder con 5.033 dólares (Bs 59.618) por cada tarijeño (a).

- La Paz: En segundo lugar se encuentra el Departamento de La Paz con 3.337 dólares (Bs 23.077) por paceño (a).

- Santa Cruz: En tercer lugar se encuentre el Departamento de Santa Cruz con 3.200 dólares (Bs 22.152) por cada cruceño (a).

- Oruro: En cuarto lugar se encuentra el Departamento de Oruro con 3.165 dólares (Bs 21.173) por cada orureño (a).

- Chuquisaca: El quinto lugar lo ocupa el Departamento de Chuquisaca con 2.772 dólares (Bs 18.700) por cada chuquisaqueño (a).

- Cochabamba: En sexto lugar se encuentra el Departamento de Cochabamba con 2.749 dólares (Bs 17.395) por cada cochabambino (a).

- Potosí: En octavo lugar lo ocupa el Departamento de Potosí con 2.399 dólares (Bs 14.397) por cada potosino (a).

- Pando: En séptimo lugar esta el Departamento de Pando con un PIB per cápita de 2.307 dólares (Bs 15.739) por cada pandino (a).

- Beni: El último lugar lo ocupa el Departamento del Beni con un PIB per cápita de apenas 2.060 dólares (Bs 12.380) por cada beniano (a); convirtiéndose de ese modo en la región con el per cápita más bajo de Bolivia.

## Salario mínimo de Bolivia a nivel continental
A nivel internacional se puede destacar la rápida subida del salario mínimo de Bolivia en cuanto a su posición a nivel continental. El año 1988 el "mínimo" en el país era de 25 dólares, siendo el más bajo de la región. Para el año 2003 (15 años después), el mínimo se había duplicado a 50 dólares, pero aún seguía figurando entre los países más pobres y con el "mínimo" más bajo de la región. Esta situación hizo que muchos trabajadores bolivianos emigraran a otros países vecinos de Bolivia cuyos salarios duplicaban (Perú, Brasil y Colombia) o inclusive triplicaban (Argentina y Chile) al salario boliviano. 
A partir del año 2004, es donde Bolivia empezó a experimentar un rápido crecimiento en su economía y en su productividad, lo cual le permitió elevar sus salarios, incluyendo al salario mínimo. Para el año 2018 (15 años después) el salario mínimo de Bolivia se encuentra por los 300 dólares norteamericanos, saliendo de los países más pobres y con menos poder adquisitivo para pasar a ubicarse por encima del promedio regional.            
| País                                                                             | Salario mínimo mensual (en dólares de EE. UU., a tasa oficial) | Salario mínimo mensual (en moneda local) |
| -------------------------------------------------------------------------------- | -------------------------------------------------------------- | ---------------------------------------- |
| Argentina                                                                        | 246                                                            | $ 308 200 pesos argentinos               |
| Bolivia                                                                          | 398                                                            | Bs 2750 bolivianos                       |
| Brasil                                                                           | 279                                                            | R$ 1518 reales                           |
| Chile                                                                            | 541                                                            | $ 510 636 pesos chilenos                 |
| Colombia                                                                         | 351                                                            | $ 1 423 500 pesos colombianos            |
| Costa Rica                                                                       | 727                                                            | ₡ 367 108,55 colones                     |
| Cuba                                                                             | 79                                                             | $ 2100 pesos cubanos                     |
| Ecuador                                                                          | 470                                                            | $ 470 dólares                            |
| El Salvador                                                                      | 243                                                            | $ 243,46 dólares                         |
| Guatemala                                                                        | 436                                                            | Q. 3347,21 quetzales                     |
| Haití                                                                            | 81                                                             | G 10 645,83 gourdes                      |
| Honduras                                                                         | 345                                                            | L 9053,43 lempiras                       |
| México                                                                           | 456                                                            | $ 8480,17 pesos mexicanos                |
| Nicaragua                                                                        | 156                                                            | C$ 5721 córdobas                         |
| Panamá                                                                           | 290                                                            | B/. 290 balboas panameños                |
| Paraguay                                                                         | 351                                                            | ₲ 2 798 309 guaraníes                    |
| Perú                                                                             | 317                                                            | S/ 1130 soles                            |
| República Dominicana                                                             | 191                                                            | RD$ 11 500 pesos dominicanos             |
| Uruguay                                                                          | 588                                                            | $ 23 604 pesos uruguayos                 |
| Venezuela                                                                        | 1,3                                                            | Bs. 130 bolívares                        |
| Actualizado el 1 de mayo de 2025. 1. 2. 3. 4. 5. 6. 7. 8. 9. 10. 11. 12. 13. 14. |                                                                |                                          |

## Deuda externa pública
La deuda pública externa en Bolivia, se encontraba en más del 50% durante los años 2000, 2001, 2002, 2003, 2004 y 2005. Durante los últimos años la deuda del país rebajo a solo un cuarto de su producto interno bruto (PIB). 
| Evolución de la deuda pública externa de Bolivia en % sobre el PIB (2000 - junio de 2019) |
| ----------------------------------------------------------------------------------------- |
|                                                                                           |
| Fuente: Banco Central de Bolivia BCB                                                      |
| Gráfica elaborada por: Wikipedia                                                          |

## Evolución histórica de las exportaciones de Bolivia

### Mediados delSigloXX(1940-1959)
| Exportaciones de Bolivia en el periodo 1940-1959                |
| --------------------------------------------------------------- |
|                                                                 |
| DatosMacro.com                                                  |
| Gráfica elaborada por: Wikipedia al 31 de diciembre de cada año |

### Periodo Intermedio (1960-1979)
| Exportaciones de Bolivia en el periodo 1960-1979                |
| --------------------------------------------------------------- |
|                                                                 |
| DatosMacro.com                                                  |
| Gráfica elaborada por: Wikipedia al 31 de diciembre de cada año |

### Finales delSigloXX(1980-1999)
| Exportaciones de Bolivia en el periodo 1980-1999                |
| --------------------------------------------------------------- |
|                                                                 |
| DatosMacro.com                                                  |
| Gráfica elaborada por: Wikipedia al 31 de diciembre de cada año |

### Principios delSigloXXI(2000-2019)
| Exportaciones de Bolivia en el periodo 2000-2019                |
| --------------------------------------------------------------- |
|                                                                 |
| DatosMacro.com                                                  |
| Gráfica elaborada por: Wikipedia al 31 de diciembre de cada año |

## Reservas Internacionales
Las reservas internacionales netas de Bolivia alcanzan los 8.317 millones de dólares al 30 de junio de 2019. El producto interno bruto de Bolivia al año 2019 fue 42.401 millones de dólares por lo que las reservas internacionales llegarían a representar al 19% del PIB. En 2014 las reservas internacionales del país alcanzaron el 45% del producto interno bruto de ese año. La estabilidad en las reservas netas indicaron que Bolivia ascendió notablemente en la calificación crediticia en el panorama internacional.

### Periodo Intermedio (1960-1979)
| Reservas Internacionales Netas de Bolivia en el periodo 1960-1979 |
| ----------------------------------------------------------------- |
|                                                                   |
| Fuente: Banco Mundial.                                            |
| Gráfica elaborada por: Wikipedia al 31 de diciembre de cada año   |

### Finales delSigloXX(1980-1999)
| Reservas Internacionales Netas de Bolivia en el periodo 1980-1999 |
| ----------------------------------------------------------------- |
|                                                                   |
| Fuente: Banco Mundial.                                            |
| Gráfica elaborada por: Wikipedia al 31 de diciembre de cada año   |

### SigloXXI(2000 - 2023)
| Reservas Internacionales Netas de Bolivia en el periodo 2000-2023 |
| ----------------------------------------------------------------- |
|                                                                   |
| Fuente: Banco Central de Bolivia                                  |
| Gráfica elaborada por: Wikipedia al 31 de diciembre de cada año   |

## Exportaciones
En 2020, el país fue el 92.º mayor exportador del mundo (US $ 7,6 millones en bienes, menos del 0,1% del total mundial). En la suma de los bienes y servicios exportados, alcanza los 10.200 millones de dólares y ocupa el puesto 95 a nivel mundial. En cuanto a las importaciones, en 2020 , fue el 107.º mayor importador del mundo: US $ 7.000 millones.

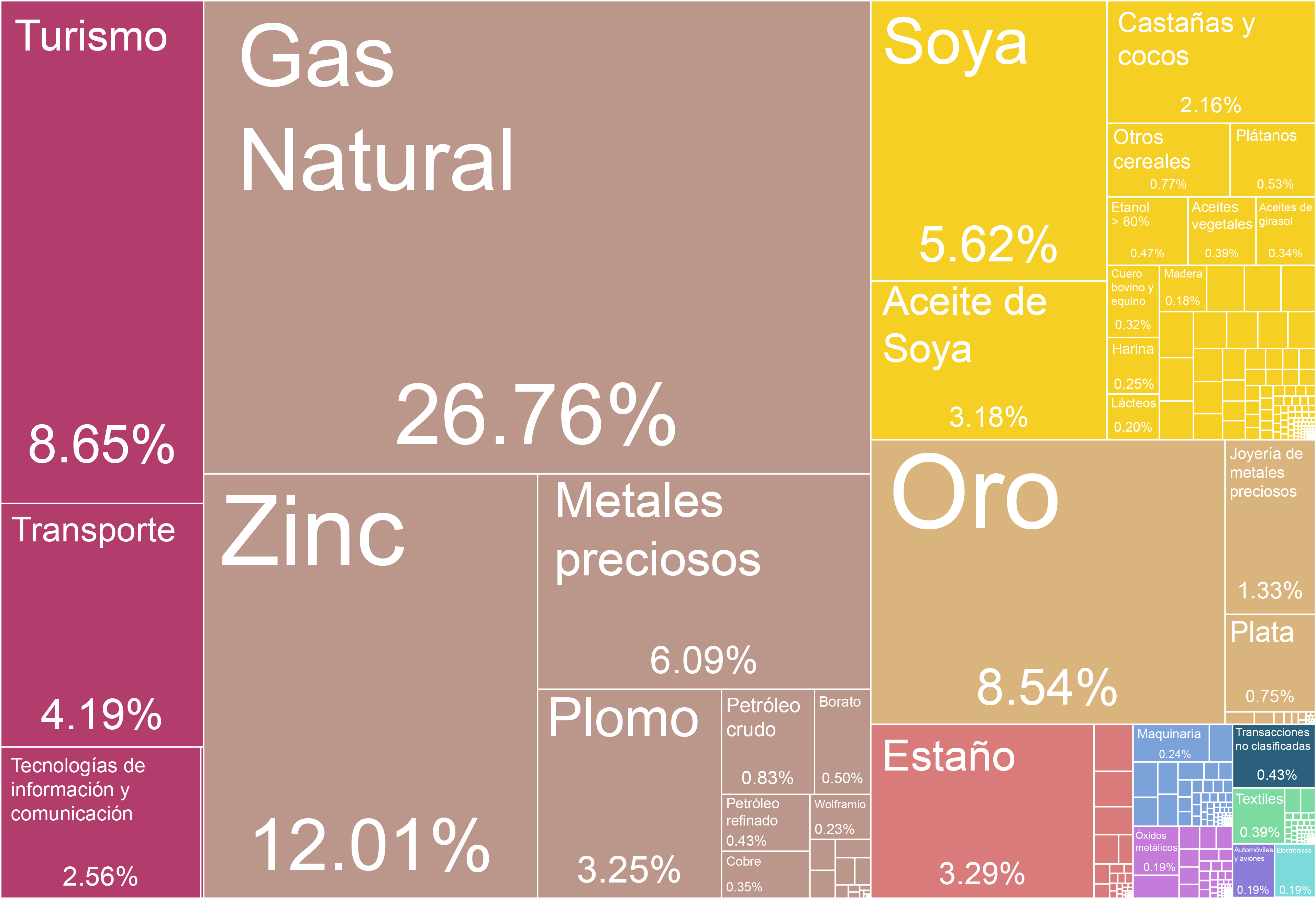
Representación gráfica de los productos de exportación de Bolivia
Servicios
Minerales y petróleo
Agricultura
Piedras preciosas
Metales
Maquinaria
Químicos
Otros
Textiles
Automóviles y aviones
Electrónicos

En 2014, las exportaciones de Bolivia llegaron a los USD 13.400 millones. Los principales productos exportados de Bolivia son el Gas natural con USD 6.030 millones, el oro con USD 1.370 millones, el mineral del zinc con USD 993 millones, el Petróleo Crudo con USD 755 millones y la Harina de soja con USD 714 millones. 
| Principales Productos exportados por Bolivia en 2014      | Principales Productos exportados por Bolivia en 2014 | Principales Productos exportados por Bolivia en 2014 | Principales Productos exportados por Bolivia en 2014 |
| N.º                                                       | Producto                                             | Valor de exportación                                 | Porcentaje                                           |
| --------------------------------------------------------- | ---------------------------------------------------- | ---------------------------------------------------- | ---------------------------------------------------- |
| 1°                                                        | Gas de Petróleo                                      | USD 6.030 millones                                   | 45 %                                                 |
| 2°                                                        | Oro                                                  | USD 1.370 millones                                   | 10 %                                                 |
| 3°                                                        | Mineral del Zinc                                     | USD 994 millones                                     | 7,4 %                                                |
| 4°                                                        | Petróleo Crudo                                       | USD 756 millones                                     | 5,6 %                                                |
| 5°                                                        | Harina de Soya                                       | USD 715 millones                                     | 5,3 %                                                |
| 6°                                                        | Minerales Metálicos                                  | USD 640 millones                                     | 4,8 %                                                |
| 7°                                                        | Estaño Metálico                                      | USD 429 millones                                     | 3,2 %                                                |
| 8°                                                        | Aceite de Soya                                       | USD 332 millones                                     | 2,5 %                                                |
| 9°                                                        | Mineral de Plomo                                     | USD 220 millones                                     | 1,6 %                                                |
| 10°                                                       | Alforfón                                             | USD 203 millones                                     | 1,5 %                                                |
| 11°                                                       | Cocos y Nueces                                       | USD 180 millones                                     | 1,3 %                                                |
| Fuente: Observatorio de Economía y Complejidad OEC (2014) |                                                      |                                                      |                                                      |

Bolivia es la 93.ª mayor economía de exportación en el mundo. En 2014, las exportaciones de Bolivia llegaron a los USD 12.900 millones. Los principales productos exportados de Bolivia son el gas natural con USD 6.030 millones, el oro con USD 1.370 millones, el mineral del zinc con USD 993 millones, el petróleo crudo con USD 755 millones y la Harina de soja con USD 714 millones.
| Destino de las exportaciones de Bolivia (por continentes y subcontinentes) | Destino de las exportaciones de Bolivia (por continentes y subcontinentes) | Destino de las exportaciones de Bolivia (por continentes y subcontinentes) | Destino de las exportaciones de Bolivia (por continentes y subcontinentes) |            |
| Sudamérica                                                                 | Sudamérica                                                                 | Sudamérica                                                                 | Sudamérica                                                                 | Sudamérica |
| N.º                                                                        | País                                                                       | Valor exportado (en dólares)                                               | Porcentaje                                                                 |            |
| -------------------------------------------------------------------------- | -------------------------------------------------------------------------- | -------------------------------------------------------------------------- | -------------------------------------------------------------------------- | ---------- |
| 1°                                                                         | Brasil                                                                     | US$ 1 410 millones                                                         | 38 %                                                                       |            |
| 2°                                                                         | Argentina                                                                  | US$ 1 240 millones                                                         | 34 %                                                                       |            |
| 3°                                                                         | Colombia                                                                   | US$ 363 millones                                                           | 9,9 %                                                                      |            |
| 4°                                                                         | Perú                                                                       | US$ 343 millones                                                           | 9,3 %                                                                      |            |
| 5°                                                                         | Ecuador                                                                    | US$ 156 millones                                                           | 4,2 %                                                                      |            |
| 6°                                                                         | Chile                                                                      | US$ 111 millones                                                           | 3,0 %                                                                      |            |
| 7°                                                                         | Paraguay                                                                   | US$ 52 millones                                                            | 1,4 %                                                                      |            |
| 8°                                                                         | Uruguay                                                                    | US$ 11 millones                                                            | 0,30 %                                                                     |            |
| 9°                                                                         | Venezuela                                                                  | US$ 1 millón                                                               | 0,02 %                                                                     |            |
| Total                                                                      | Sudamérica                                                                 | US$ 3 680 millones                                                         | 100 %                                                                      |            |
| Norteamérica y Centroamérica                                               |                                                                            |                                                                            |                                                                            |            |
| N.º                                                                        | País                                                                       | Valor exportado (en dólares)                                               | Porcentaje                                                                 |            |
| 1°                                                                         | Estados Unidos                                                             | US$ 542 millones                                                           | 71 %                                                                       |            |
| 2°                                                                         | Canadá                                                                     | US$ 182 millones                                                           | 24 %                                                                       |            |
| 3°                                                                         | México                                                                     | US$ 19 millones                                                            | 2,5 %                                                                      |            |
| 4°                                                                         | Panamá                                                                     | US$ 7,2 millones                                                           | 0,95 %                                                                     |            |
| 5°                                                                         | República Dominicana                                                       | US$ 2,1 millones                                                           | 0,29 %                                                                     |            |
| 6°                                                                         | El Salvador                                                                | US$ 1,8 millones                                                           | 0,24 %                                                                     |            |
| 7°                                                                         | Costa Rica                                                                 | US$ 1,5 millones                                                           | 0,21 %                                                                     |            |
| 8°                                                                         | Guatemala                                                                  | US$ 1,1 millones                                                           | 0,14 %                                                                     |            |
| 9°                                                                         | Cuba                                                                       | US$ 936 mil                                                                | 0,12 %                                                                     |            |
| 10°                                                                        | Nicaragua                                                                  | US$ 475 mil                                                                | 0,06 %                                                                     |            |
| 11°                                                                        | Honduras                                                                   | US$ 274 mil                                                                | 0,03 %                                                                     |            |
| 12°                                                                        | Bahamas                                                                    | US$ 106 mil                                                                | 0,01 %                                                                     |            |
| Total                                                                      | Norte y Centroamérica                                                      | US$ 759 millones                                                           | 100 %                                                                      |            |
| Europa                                                                     |                                                                            |                                                                            |                                                                            |            |
| N.º                                                                        | País                                                                       | Valor exportado (en dólares)                                               | Porcentaje                                                                 |            |
| 1°                                                                         | Bélgica                                                                    | US$ 238 millones                                                           | 26 %                                                                       |            |
| 2°                                                                         | Países Bajos                                                               | US$ 162 millones                                                           | 18 %                                                                       |            |
| 3°                                                                         | España                                                                     | US$ 133 millones                                                           | 14 %                                                                       |            |
| 4°                                                                         | Alemania                                                                   | US$ 105 millones                                                           | 11 %                                                                       |            |
| 5°                                                                         | Francia                                                                    | US$ 76 millones                                                            | 8,3 %                                                                      |            |
| 6°                                                                         | Reino Unido                                                                | US$ 51 millones                                                            | 5,5 %                                                                      |            |
| 7°                                                                         | Italia                                                                     | US$ 45 millones                                                            | 4,9 %                                                                      |            |
| 8°                                                                         | Finlandia                                                                  | US$ 31 millones                                                            | 3,4 %                                                                      |            |
| 9°                                                                         | Suiza                                                                      | US$ 22 millones                                                            | 2,4 %                                                                      |            |
| 10°                                                                        | Austria                                                                    | US$ 12 millones                                                            | 1,3 %                                                                      |            |
| 11°                                                                        | Polonia                                                                    | US$ 11 millones                                                            | 1,2 %                                                                      |            |
| 12°                                                                        | Rusia                                                                      | US$ 10 millones                                                            | 1,1 %                                                                      |            |
| 13°                                                                        | Dinamarca                                                                  | US$ 9,5 millones                                                           | 1,0 %                                                                      |            |
| 14°                                                                        | República Checa                                                            | US$ 2,1 millones                                                           | 0,23 %                                                                     |            |
| 15°                                                                        | Suecia                                                                     | US$ 1,9 millones                                                           | 0,21 %                                                                     |            |
| 16°                                                                        | Noruega                                                                    | US$ 1,7 millones                                                           | 0,19 %                                                                     |            |
| 17°                                                                        | Eslovaquia                                                                 | US$ 1,5 millones                                                           | 0,16 %                                                                     |            |
| 18°                                                                        | Portugal                                                                   | US$ 1,4 millones                                                           | 0,15 %                                                                     |            |
| 19°                                                                        | Irlanda                                                                    | US$ 1,1 millones                                                           | 0,13%                                                                      |            |
| 20°                                                                        | Serbia                                                                     | US$ 466 mil                                                                | 0,05%                                                                      |            |
| 21°                                                                        | Lituania                                                                   | US$ 458 mil                                                                | 0,05%                                                                      |            |
| 22°                                                                        | Ucrania                                                                    | US$ 449 mil                                                                | 0,04%                                                                      |            |
| 23°                                                                        | Grecia                                                                     | US$ 447 mil                                                                | 0,04%                                                                      |            |
| 24°                                                                        | Bosnia y Herzegovina                                                       | US$ 427 mil                                                                | 0,04%                                                                      |            |
| 25°                                                                        | Bielorrusia                                                                | US$ 404 mil                                                                | 0,04%                                                                      |            |
| Total                                                                      | Europa                                                                     | US$ 923 millones                                                           | 100 %                                                                      |            |
| Asia                                                                       |                                                                            |                                                                            |                                                                            |            |
| N.º                                                                        | País                                                                       | Valor exportado (en dólares)                                               | Porcentaje                                                                 |            |
| 1°                                                                         | Corea del Sur                                                              | US$ 575 millones                                                           | 22 %                                                                       |            |
| 2°                                                                         | India                                                                      | US$ 553 millones                                                           | 22 %                                                                       |            |
| 3°                                                                         | Japón                                                                      | US$ 532 millones                                                           | 21 %                                                                       |            |
| 4°                                                                         | China                                                                      | US$ 414 millones                                                           | 16 %                                                                       |            |
| 5°                                                                         | EAU                                                                        | US$ 366 millones                                                           | 14 %                                                                       |            |
| 6°                                                                         | Turquía                                                                    | US$ 70 millones                                                            | 2,8 %                                                                      |            |
| 7°                                                                         | Singapur                                                                   | US$ 18 millones                                                            | 0,71 %                                                                     |            |
| 8°                                                                         | Hong Kong                                                                  | US$ 13 millones                                                            | 0,52 %                                                                     |            |
| 9°                                                                         | Malasia                                                                    | US$ 5,0 millones                                                           | 0,20 %                                                                     |            |
| 10°                                                                        | Birmania                                                                   | US$ 2,8 millones                                                           | 0,11 %                                                                     |            |
| 11°                                                                        | Israel                                                                     | US$ 2,4 millones                                                           | 0,09 %                                                                     |            |
| 12°                                                                        | Vietnam                                                                    | US$ 2,0 millones                                                           | 0,08 %                                                                     |            |
| 13°                                                                        | Tailandia                                                                  | US$ 1,9 millones                                                           | 0,07 %                                                                     |            |
| 14°                                                                        | Filipinas                                                                  | US$ 479 mil                                                                | 0,01 %                                                                     |            |
| 15°                                                                        | Líbano                                                                     | US$ 412 mil                                                                | 0,01 %                                                                     |            |
| 16°                                                                        | Kuwait                                                                     | US$ 328 mil                                                                | 0,01 %                                                                     |            |
| 17°                                                                        | Afganistán                                                                 | US$ 319 mil                                                                | 0,01 %                                                                     |            |
| 18°                                                                        | Corea del Norte                                                            | US$ 264 mil                                                                | 0,01 %                                                                     |            |
| 19°                                                                        | Arabia Saudita                                                             | US$ 57 mil                                                                 | 0,00 %                                                                     |            |
| Total                                                                      | Asia                                                                       | US$ 2 560 millones                                                         | 100 %                                                                      |            |
| África                                                                     |                                                                            |                                                                            |                                                                            |            |
| N.º                                                                        | País                                                                       | Valor exportado (en dólares)                                               | Porcentaje                                                                 |            |
| 1°                                                                         | Sudáfrica                                                                  | US$ 1,0 millones                                                           | 42 %                                                                       |            |
| 2°                                                                         | Egipto                                                                     | US$ 673 mil                                                                | 27 %                                                                       |            |
| 3°                                                                         | Camerún                                                                    | US$ 185 mil                                                                | 7,5 %                                                                      |            |
| 4°                                                                         | Marruecos                                                                  | US$ 164 mil                                                                | 6,7 %                                                                      |            |
| 5°                                                                         | Sudán                                                                      | US$ 149 mil                                                                | 6,0 %                                                                      |            |
| 6°                                                                         | Mauricio                                                                   | US$ 131 mil                                                                | 5,3 %                                                                      |            |
| 7°                                                                         | Ghana                                                                      | US$ 68 mil                                                                 | 2,8 %                                                                      |            |
| 8°                                                                         | Argelia                                                                    | US$ 31 mil                                                                 | 1,3 %                                                                      |            |
| 9°                                                                         | Nigeria                                                                    | US$ 16 mil                                                                 | 0,67 %                                                                     |            |
| 10°                                                                        | Madagascar                                                                 | US$ 1 mil                                                                  | 0,07 %                                                                     |            |
| 11°                                                                        | Zambia                                                                     | US$ 1 mil                                                                  | 0,04 %                                                                     |            |
| Total                                                                      | África                                                                     | US$ 2,4 millones                                                           | 100 %                                                                      |            |
| Oceanía                                                                    |                                                                            |                                                                            |                                                                            |            |
| N.º                                                                        | País                                                                       | Valor exportado (en dólares)                                               | Porcentaje                                                                 |            |
| 1°                                                                         | Australia                                                                  | US$ 146 millones                                                           | 97 %                                                                       |            |
| 2°                                                                         | Nueva Zelanda                                                              | US$ 4,7 millones                                                           | 3,2 %                                                                      |            |
| 3°                                                                         | Nueva Caledonia                                                            | US$ 54 mil                                                                 | 0,03 %                                                                     |            |
| Total                                                                      | Oceanía                                                                    | US$ 151 millones                                                           | 100 %                                                                      |            |
| Fuente: Observatorio Económico Mundial                                     |                                                                            |                                                                            |                                                                            |            |

En 2017, las exportaciones bajaron a un total USD 8.008 millones. En ese mismo año, las importaciones alcanzaron los USD 9.400 millones, resultando en un saldo comercial negativo.
Bolivia se posiciona como el noveno mayor productor y exportador de soya a nivel mundial y cuarto a nivel sudamericano, detrás de Brasil, Argentina y Paraguay. Es también el decimosexto mayor exportador de gas natural a nivel mundial y recientemente se consolidó como principal exportador de gas licuado en Sudamérica.
Los principales países socios a donde Bolivia exporta sus productos y su comercio son: Brasil, Argentina, Estados Unidos, Colombia, Perú, Corea del Sur, China, Japón, Bélgica, Canadá, Ecuador y Alemania. 

### Gas natural
El principal producto exportado por Bolivia es el Gas natural habiendo recaudado ganancias de alrededor de USD 6.030 millones. En 2014, el 62% del total de gas exportado por Bolivia, tenía como destino principal a Brasil con un valor de exportación de USD 3.750 millones de ganancias para Bolivia, mientras que el restante 37% es exportado a la Argentina con una valor de exportación de USD 2.250 millones, haciendo un total de USD 6.030 millones.
En el ámbito de posicionamiento a nivel continental, cabe mencionar también que Bolivia es el primer país exportador de Gas Natural de Sudamérica. A nivel América, Bolivia es el cuarto país exportador de gas, solo después de Estados Unidos (USD 17.800 millones), Canadá (USD 15.800 millones) y Trinidad y Tobago (USD 6.760 millones). A nivel mundial, Bolivia es el décimo séptimo país (17) exportador de gas natural.
| Principales Países Exportadores de Gas Natural a Nivel Mundial | Principales Países Exportadores de Gas Natural a Nivel Mundial | Principales Países Exportadores de Gas Natural a Nivel Mundial | Principales Países Exportadores de Gas Natural a Nivel Mundial |
| N.º                                                            | País                                                           | Volumen en m³ (metros cúbicos)                                 | Continente                                                     |
| -------------------------------------------------------------- | -------------------------------------------------------------- | -------------------------------------------------------------- | -------------------------------------------------------------- |
| 1°                                                             | Rusia                                                          | 184.500 millones                                               | Europa                                                         |
| 2°                                                             | Catar                                                          | 118.900 millones                                               | Asia                                                           |
| 3°                                                             | Noruega                                                        | 545.124 millones                                               | Europa                                                         |
| 4°                                                             | Canadá                                                         | 77.960 millones                                                | Norteamérica                                                   |
| 5°                                                             | Países Bajos                                                   | 53.650 millones                                                | Europa                                                         |
| 6°                                                             | Turkmenistán                                                   | 45.790 millones                                                | Asia                                                           |
| 7°                                                             | Estados Unidos                                                 | 42.870 millones                                                | Norteamérica                                                   |
| 8°                                                             | Argelia                                                        | 40.800 millones                                                | África                                                         |
| 9°                                                             | Malasia                                                        | 34.870 millones                                                | Asia                                                           |
| 10 °                                                           | Indonesia                                                      | 31.780 millones                                                | Asia                                                           |
| 11°                                                            | Australia                                                      | 31.610 millones                                                | Oceanía                                                        |
| 12°                                                            | Nigeria                                                        | 25.000 millones                                                | África                                                         |
| 13°                                                            | Alemania                                                       | 22.270 millones                                                | Europa                                                         |
| 14°                                                            | Bolivia                                                        | 17.860 millones                                                | Sudamérica                                                     |
| 15°                                                            | Trinidad y Tobago                                              | 17.410 millones                                                | Centroamérica                                                  |
| 16°                                                            | Uzbekistán                                                     | 14.700 millones                                                | Asia                                                           |
| 17°                                                            | Birmania                                                       | 12.700 millones                                                | Asia                                                           |
| 18°                                                            | Kazajistán                                                     | 11.540 millones                                                | Asia                                                           |
| 19°                                                            | Reino Unido                                                    | 10.550 millones                                                | Europa                                                         |
| 20°                                                            | Omán                                                           | 10.270 millones                                                | Asia                                                           |
| 21°                                                            | Irán                                                           | 9.860 millones                                                 | Asia                                                           |
| 22°                                                            | Yemen                                                          | 8.800 millones                                                 | Asia                                                           |
| 23°                                                            | Brunéi                                                         | 8.300 millones                                                 | Asia                                                           |
| 24°                                                            | España                                                         | 8.219 millones                                                 | Europa                                                         |
| 25°                                                            | Azerbaiyán                                                     | 8.145 millones                                                 | Asia                                                           |
| 26°                                                            | EAU                                                            | 8.066 millones                                                 | Asia                                                           |
| 27°                                                            | Francia                                                        | 7.077 millones                                                 | Europa                                                         |
| 28°                                                            | Timor Oriental                                                 | 6.450 millones                                                 | Asia                                                           |
| 29°                                                            | Libia                                                          | 6.000 millones                                                 | África                                                         |
| 30°                                                            | Perú                                                           | 5.240 millones                                                 | Sudamérica                                                     |

### Minería

#### Oro
El segundo producto exportado por Bolivia es el mineral del Oro. En 2019 Bolivia llegó a exportar al mundo este producto por un valor de USD 1.370 millones, de los cuales el 98% es exportado a Estados Unidos con una valor de exportación de USD 1.340 millones, mientras que un 2,3% es exportado a Suiza por un valor de USD 31,1 millones y un 0.084% que exporta a Italia por un valor de USD 1,14 millones. A nivel Sudamérica Bolivia es el quinto país exportador de oro.

#### Zinc
El tercer producto exportado por Bolivia es el mineral del Zinc. En 2014 Bolivia llegó a exportar al mundo este producto por un valor de USD 994 millones, siendo su principal mercado el continente Asiático. El 21% del total del zinc exportado por Bolivia tiene como destino Corea del Sur por un valor de USD 212 millones, otro 21% del zinc exportado tiene como destino Japón con un valor de USD 209 millones y finalmente China al cual Bolivia exporta el 12% de este mineral por un valor USD 121 millones haciendo un total de USD 542 millones exportados al Continente Asiático.
En el mercado europeo, Bolivia exporta el 13% de su zinc a Bélgica-Luxemburgo por un valor de USD 128 millones, el 5,3% del zinc a Francia por un valor de USD 53,3 millones, el 4,8 del zinc a España por un valor de USD 47,2 millones, un 2,9% a Suiza por USD 28,5 millones, un 1,6% al Reino Unido por USD 15,7 millones y finalmente un 1,1% a Finlandia por un valor de USD 10,6 millones haciendo un total de valor de exportación de USD 283 millones este mineral exportados hacia el Continente Europeo. 
Mientras que un 8,4% del zinc es exportado a Australia (continente de Oceanía) por un valor de USD 83,6 millones.
En el continente de América, Bolivia exporta otro 7,44% de su zinc a Canadá por un valor de USD 73,1 millones y a nivel sudamericano un 0,77% a la Argentina por un valor de USD 7,63 millones y el 0,44% al Perú por USD 4,03 millones haciendo un total de valor de exportación de USD 84,8 millones este mineral exportados dentro de América.

### Petróleo crudo

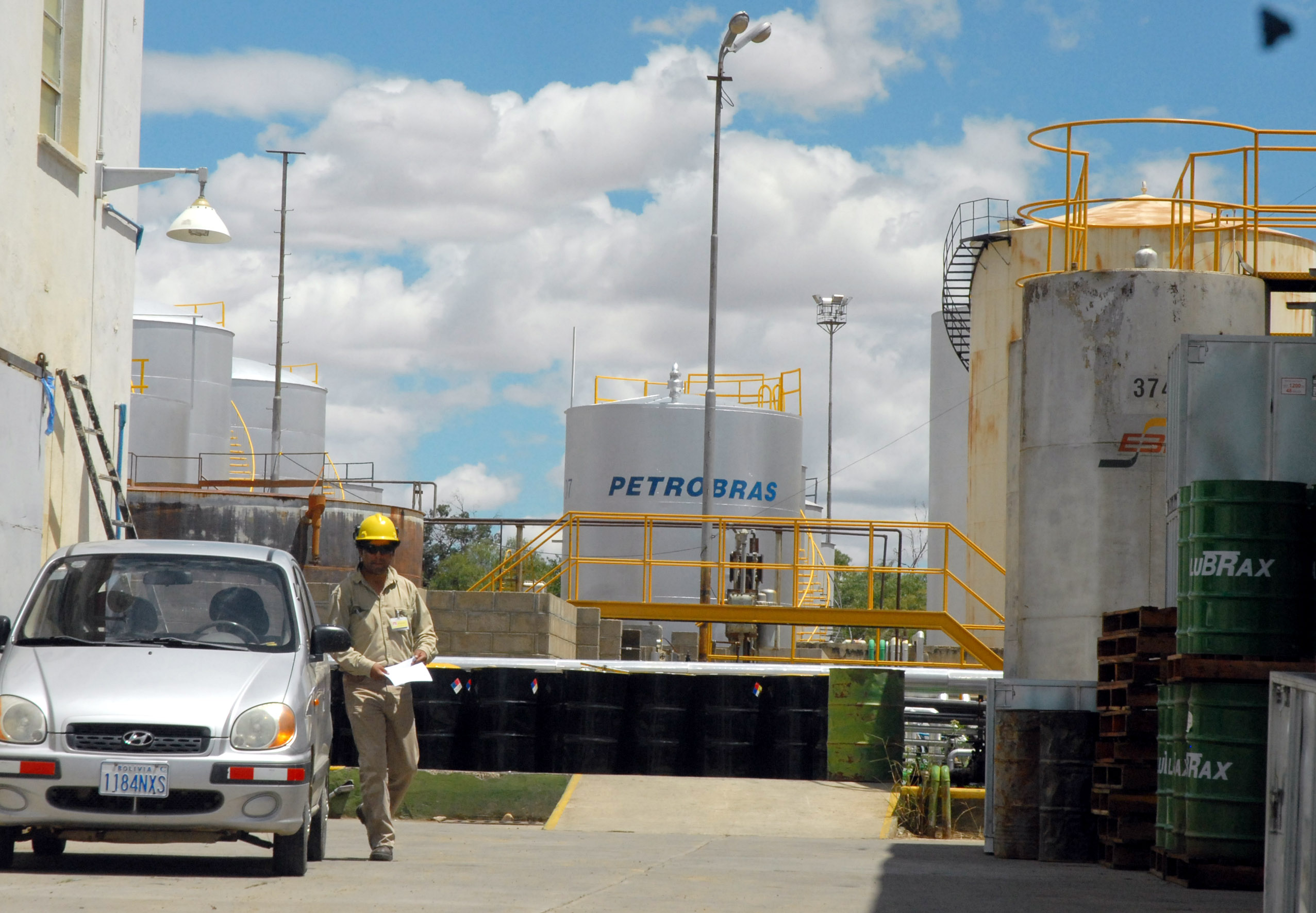
Refinería de la estatal brasilera Petrobras en Cochabamba.

El cuarto producto exportado por Bolivia es el Petróleo Crudo. En 2014 Bolivia llegó a exportar al mundo este producto por un valor de USD 756 millones, siendo su principal mercado el continente Asiático. Pero a pesar de ser Asia su primer mercado, el 31% del petróleo boliviano es exportado a la Argentina por un valor de USD 236 millones, el segundo mercado es China con el 23% del producto exportado allí por un valor de USD 176 millones, luego,  el 13% se va a Singapur por un valor de USD 100 millones, un 11% a Hong Kong por USD 81,5 millones, un 6,2% a Corea del Sur por USD 46,6 millones y finalmente cerrando el mercado asiático, un 4,3% a Malasia por USD 32,2 millones, haciendo un total de USD 437 millones exportados al Continente Asiático.
En el ámbito del mercado europeo, Bolivia exporta otro 4,1% de su petróleo a los Países Bajos por un valor USD 31,2 millones y otro 4,1% al Reino Unido por USD 30,9 millones, haciendo un total de USD 62,1 millones exportados al Continente Europeo. Finalmente, el 2,7% restante es exportado a Panamá por un valor de USD 20,7 millones.
En el ámbito de posicionamiento a nivel continental, cabe destacar también que Bolivia es el sexto país exportador de Petróleo Crudo de Sudamérica, solo después de Venezuela (USD 47.800 millones), Colombia (USD 25.700 millones), Brasil (USD 16.400 millones), Ecuador (USD 13.600 millones) y Argentina (USD 1.620 millones). A nivel América, Bolivia ocupa el décimo lugar y a nivel mundial Bolivia es el quincuagésimo primer (51) exportador de petróleo.
Además de los hidrocarburos, industria manufacturera y la minería, Bolivia también es, junto al Perú, el mayor productor y exportador mundial de quinua llegando a las 25.000 toneladas anuales exportadas, recaudando USD 153 millones durante 2013. A la vez se encuentra también la soya con USD 251 millones. En 2014, Bolivia rompió récord al llegar a exportar 3,1 millones de toneladas de Soya.
Cabe mencionar también que en la última década (2004-2014) Bolivia junto a Paraguay fueron los países exportadores de Sudamérica que más crecieron.

## Mercado Sudamericano
Hasta el año 2015, los principales países sudamericanos a donde Bolivia exporta sus productos son Brasil, Argentina y Colombia. El 48 % de las exportaciones bolivianas en Sudamérica tienen como destino principal Brasil, exportando alrededor de 2.460 millones de dólares anualmente hacia este país, convirtiendo de esa manera a Brasil en su principal mercado de exportación dentro de Sudamérica.
Un 29 % de las exportaciones bolivianas dentro del continente tienen como segundo destino principal a Argentina, llegando a exportar a este país alrededor de 1.480 millones de dólares. 
A pesar de que Colombia no es un país vecino que limite fronteras, Bolivia exporta un 9,8 % de sus productos hacia este país, convirtiendo de esa manera a Colombia en el tercer destino principal de las exportaciones bolivianas con un valor de exportación de 504 millones de dólares.
Otros mercados menores de las exportaciones bolivianas dentro del continente sudamericano son: en cuarto lugar se encuentra el Perú, donde Bolivia exporta un 6,8 % por un valor de 350 millones de dólares. En quinto lugar se encuentra el Ecuador, donde Bolivia exporta un 3,4 % por un valor de 174 millones de dólares. En sexto lugar se encuentra Chile, donde Bolivia exporta un 1,9 % por un valor de 97 millones de dólares. En séptimo lugar se ubica Venezuela, donde Bolivia exporta un 1,0 % por un valor de 57 millones de dólares, en octavo lugar se encuentra Paraguay, donde Bolivia exporta un 0,71 % por un valor de 36 millones de dólares y por último se encuentra el mercado de Uruguay donde Bolivia exporta 6 millones de dólares representando al 0,31 %.
En 2014, los principales destinos de las exportaciones bolivianas según el Instituto Nacional de Estadísticas se concentraban en Brasil con el 30,8 %, Argentina con 19,6 %, Estados Unidos con 16,1 %, Colombia con 4,9 %, Perú con 4,5 %, Japón con 2,8 %, China con 2,7 %, Corea del Sur con 2,5 %, Australia con 2,1 %, Bélgica con 1,6 % y otros países con el 11,1 %.
Por bloques económicos, la venta de mercancías desde Bolivia al Mercosur se situó en 2.158 millones de dólares; al Tratado de Libre Comercio de América del Norte (Nafta) en 424 millones de dólares y a la Comunidad Andina (CAN) en 397 millones.
Se presentan a continuación los principales socios comerciales de Bolivia para el periodo 2010-2014. La mayoría de sus importadores están en Asia, América y Europa. Las cifras expresadas son en dólares estadounidenses valor FOB.

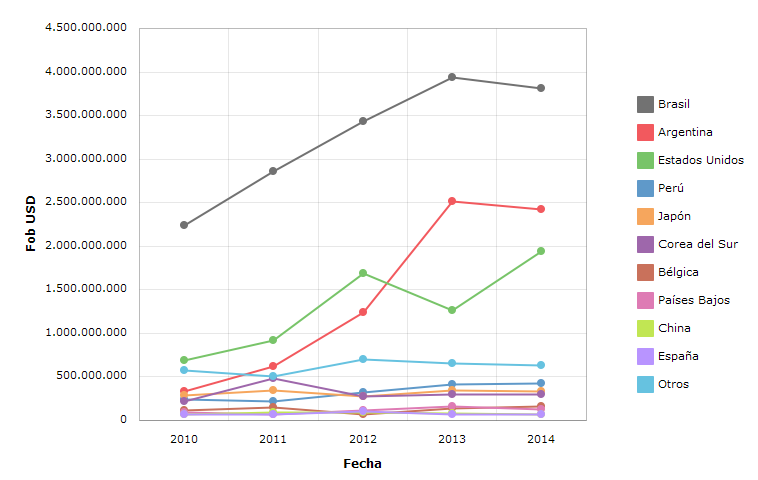
Exportaciones de Bolivia del periodo 2010-2014 expresadas en USD valor FOB. [http://trade.nosis.com/es/Comex/Importacion-Exportacion/Bolivia/Todas-las-posiciones-arancelarias/BO/00 Fuente

| Fecha País importador | 2010          | 2011          | 2012          | 2013          | 2014           |
| --------------------- | ------------- | ------------- | ------------- | ------------- | -------------- |
| Brasil                | 2.233.039.515 | 2.863.361.134 | 3.431.044.276 | 3.937.743.692 | 3.816.334.349  |
| Argentina             | 337.153.942   | 619.803.915   | 1.236.142.036 | 2.511.555.388 | 2.425.429.995  |
| Estados Unidos        | 693.634.503   | 914.789.631   | 1.693.119.475 | 1.262.372.695 | 1.942.043.161  |
| Perú                  | 244.415.382   | 214.678.211   | 319.077.946   | 409.209.633   | 429.850.268    |
| Japón                 | 285.265.234   | 348.432.264   | 280.153.843   | 342.528.418   | 334.697.913    |
| Corea del Sur         | 213.856.000   | 482.467.000   | 274.652.000   | 296.469.000   | 299.409.000    |
| Bélgica               | 118.936.490   | 154.504.716   | 73.832.551    | 136.993.010   | 157.782.130    |
| Países Bajos          | 95.423.259    | 74.260.441    | 119.200.716   | 162.750.063   | 131.656.350    |
| China                 | 73.700.594    | 97.131.895    | 94.622.738    | 76.531.156    | 69.582.184     |
| España                | 69.584.531    | 69.113.401    | 107.841.912   | 65.760.518    | 71.475.780     |
| Resto del mundo       | 568.314.230   | 502.489.064   | 701.815.116   | 657.485.745   | 633.676.145    |
| Total                 | 4.933.323.682 | 6.341.031.672 | 8.331.502.610 | 9.859.399.317 | 10.311.937.275 |

## Evolución histórica de las exportaciones
A continuación se muestra la evolución histórica de las exportaciones anuales en Bolivia desde 1948 hasta la actualidad (2018) en millones de dólares.
| Año  | Exportación Anual | Año  | Exportación Anual | Año  | Exportación Anual | Año  | Exportación Anual | Año  | Exportación Anual | Año  | Exportación Anual |
| 1948 | USD 113,0         | 1960 | USD 53,0          | 1972 | USD 201,2         | 1984 | USD 725,0         | 1996 | USD 1.137,0       | 2008 | USD 6.525,1       |
| 1949 | USD 89,0          | 1961 | USD 58,0          | 1973 | USD 260,5         | 1985 | USD 623,0         | 1997 | USD 1.167,0       | 2009 | USD 4.960,4       |
| 1950 | USD 86,0          | 1962 | USD 60,0          | 1974 | USD 556,5         | 1986 | USD 638,0         | 1998 | USD 1.104,0       | 2010 | USD 6.401,9       |
| 1951 | USD 130,0         | 1963 | USD 67,0          | 1975 | USD 444,1         | 1987 | USD 570,0         | 1999 | USD 1.051,0       | 2011 | USD 8.348,0       |
| 1952 | USD 122,0         | 1964 | USD 96,0          | 1976 | USD 568,2         | 1988 | USD 600,0         | 2000 | USD 1.230,0       | 2012 | USD 11.815        |
| 1953 | USD 97,0          | 1965 | USD 110,0         | 1977 | USD 631,7         | 1989 | USD 822,0         | 2001 | USD 1.248,8       | 2013 | USD 12.252        |
| 1954 | USD 80,0          | 1966 | USD 127,4         | 1978 | USD 628,8         | 1990 | USD 926,0         | 2002 | USD 1.298,7       | 2014 | USD 12.899        |
| 1955 | USD 86,0          | 1967 | USD 149,9         | 1979 | USD 759,8         | 1991 | USD 849,0         | 2003 | USD 1.597,4       | 2015 | USD 8.737         |
| 1956 | USD 80,0          | 1968 | USD 152,1         | 1980 | USD 942,0         | 1992 | USD 710,0         | 2004 | USD 2.165,8       | 2016 | USD 7.126         |
| 1957 | USD 76,0          | 1969 | USD 172,3         | 1981 | USD 912,0         | 1993 | USD 728,0         | 2005 | USD 2.826,7       | 2017 | USD 8.194         |
| 1958 | USD 53,0          | 1970 | USD 190,2         | 1982 | USD 828,0         | 1994 | USD 1.032,0       | 2006 | USD 3.951,5       | 2018 | USD 9.060         |
| 1959 | USD 61,0          | 1971 | USD 181,1         | 1983 | USD 755,0         | 1995 | USD 1.100,0       | 2007 | USD 4.504,2       | 2019 | USD 8.885         |

### Flujos comerciales por zonas económicas
- Con el Mercosur, el superávit de 2006 (965 millones de dólares) duplicó al registrado en 2005 (477 millones), principalmente por las mayores exportaciones de hidrocarburos a Argentina y Brasil.
- Con la Comunidad Andina aumentó el saldo comercial positivo en 64 millones de dólares, principalmente por mayores exportaciones de petróleo, azúcar y leche a Perú.
- Con Chile aumentó el déficit comercial en 44 millones de dólares, dadas las mayores importaciones de diésel oil y bienes de capital de este país.
- Con Estados Unidos disminuyó el superávit levemente (16 millones). Sin embargo, incluyendo un ajuste de aeronaves alquiladas por 36 millones de dólares que el Instituto Nacional de Estadística de Bolivia (INE) registra como reexportaciones y que el BCB ajusta para fines de Balanza de pagos, en realidad el superávit habría disminuido en 52 millones de dólares.
- Con la Unión Europea disminuyó el déficit de 60 millones a 11 millones de dólares, consecuencia de mayores exportaciones de minerales.
- Con Suiza se incrementó el superávit fuertemente (de 101 millones a 198 millones de dólares) por mayores ventas de oro, zinc y plata.
- Con Asia el saldo comercial deficitario se redujo de 98 millones a cuatro millones de dólares; explicado por la mejora de la balanza comercial con Japón (debido a mayores exportaciones de zinc y plata), a pesar de las mayores importaciones de equipos de transporte de Japón y de productos de consumo de China.

## Gas natural
El mercado de exportación del Gas natural en América, en la actualidad, se encuentra manejado por 4 países: Estados Unidos, Canadá, Trinidad y Tobago y Bolivia. Estos países concentran el 95% del total de las exportaciones gasíferas americanas, llegando a exportar dentro del continente (Sudamérica y Centroamérica) como también afuera (Europa, Asia, África y Oceanía).
El principal producto exportado por Bolivia es el Gas natural habiendo recaudado ganancias de alrededor de USD 6.030 millones. En 2014, el 62% del total de gas exportado por Bolivia, tenía como destino principal a Brasil con un valor de exportación de USD 3.750 millones de ganancias para Bolivia, mientras que el restante 37% es exportado a la Argentina con una valor de exportación de USD 2.250 millones, haciendo un total de USD 6.030 millones.
En el ámbito de posicionamiento, Bolivia es el primer país exportador de Gas Natural de Sudamérica. A nivel América, Bolivia es el cuarto país exportador de gas, solo después de Estados Unidos, Canadá y Trinidad y Tobago. A nivel mundial, Bolivia ocupa el décimo séptimo país (17) exportador de gas natural.
| Países exportadores de Gas Natural de América (década de 2010)             | Países exportadores de Gas Natural de América (década de 2010) | Países exportadores de Gas Natural de América (década de 2010) | Países exportadores de Gas Natural de América (década de 2010) | Países exportadores de Gas Natural de América (década de 2010) | Países exportadores de Gas Natural de América (década de 2010) | Países exportadores de Gas Natural de América (década de 2010) |
| País                                                                       | Valor de exportaciones 2010                                    | Valor de exportaciones 2011                                    | Valor de exportaciones 2012                                    | Valor de exportaciones 2013                                    | Valor de exportaciones 2014                                    | Valor de exportaciones 2015                                    |
| -------------------------------------------------------------------------- | -------------------------------------------------------------- | -------------------------------------------------------------- | -------------------------------------------------------------- | -------------------------------------------------------------- | -------------------------------------------------------------- | -------------------------------------------------------------- |
| Principales países exportadores de América (Concentración del 95%)         |                                                                |                                                                |                                                                |                                                                |                                                                |                                                                |
| Estados Unidos                                                             | USD 8.190 millones                                             | USD 10.500 millones                                            | USD 8.940 millones                                             | USD 13.000 millones                                            | USD 17.800 millones                                            | USD 13.800 millones                                            |
| Canadá                                                                     | USD 16.800 millones                                            | USD 16.100 millones                                            | USD 10.700 millones                                            | USD 12.600 millones                                            | USD 15.800 millones                                            | USD 9.200 millones                                             |
| Trinidad y Tobago                                                          | USD 3.410 millones                                             | USD 5.820 millones                                             | USD 5.760 millones                                             | USD 6.470 millones                                             | USD 6.760 millones                                             | USD 4.020 millones                                             |
| Bolivia                                                                    | USD 2.620 millones                                             | USD 3.580 millones                                             | USD 5.000 millones                                             | USD 5.660 millones                                             | USD 6.030 millones                                             | USD 3.810 millones                                             |
| Países exportadores con menos de USD 2.000 millones (Concentración del 5%) |                                                                |                                                                |                                                                |                                                                |                                                                |                                                                |
| Perú                                                                       | USD 737 millones                                               | USD 1.670 millones                                             | USD 1.510 millones                                             | USD 1.650 millones                                             | USD 1.120 millones                                             | USD 513 millones                                               |
| Argentina                                                                  | USD 1.070 millones                                             | USD 1.160 millones                                             | USD 800 millones                                               | USD 731 millones                                               | USD 669 millones                                               | USD 386 millones                                               |
| Colombia                                                                   | USD 185 millones                                               | USD 334 millones                                               | USD 465 millones                                               | USD 462 millones                                               | USD 294 millones                                               | USD 101 millones                                               |
| Brasil                                                                     | USD 38 millones                                                | USD 230 millones                                               | USD 310 millones                                               | USD 115 millones                                               | USD 93 millones                                                | USD 38 millones                                                |
| México                                                                     | USD 134 millones                                               | USD 134 millones                                               | USD 83 millones                                                | USD 61 millones                                                | USD 87 millones                                                | USD 33 millones                                                |
| Chile                                                                      | USD 38 millones                                                | USD 1 millones                                                 | USD 24 millones                                                | USD 35 millones                                                | USD 30 millones                                                | USD 15 millones                                                |
| Venezuela                                                                  | USD 36 millones                                                | USD 2 millones                                                 | USD 53 millones                                                | USD 19 millones                                                | USD 668                                                        | USD 10 millones                                                |
| Uruguay                                                                    | USD 6 millones                                                 | USD 2 millones                                                 | USD 0                                                          | USD 27 millones                                                | USD 0                                                          | USD 0                                                          |
| Paraguay                                                                   | USD 75 millones                                                | USD 16 millones                                                | USD 32 millones                                                | USD 9 millones                                                 | USD 0                                                          | USD 0 millones                                                 |
| Ecuador                                                                    | USD 0                                                          | USD 0                                                          | USD 0                                                          | USD 0                                                          | USD 3 mil                                                      | USD 0 millones                                                 |
| Fuente: Observatorio Económico de Comercio (2015)                          |                                                                |                                                                |                                                                |                                                                |                                                                |                                                                |

## Importaciones
Las importaciones en términos CIF totalizaron en 2.809 millones de dólares, monto mayor en 20,3% con relación a la gestión pasada, según el Instituto Nacional de Estadística de Bolivia (INE). 
Se registraron aumentos en las importaciones de bienes intermedios (14,2%), de capital (29,5%) y consumo (26,1%) El incremento en las compras de bienes intermedios se originó en la adquisición de insumos con destino a la industria y construcción, que se asocia a mayores niveles de actividad económica en estos sectores. 
Asimismo, la importación de combustibles (diésel, jet fuel y lubricantes) se incrementó en la gestión dada la necesidad de abastecer el mercado interno sobre todo el destinado al sector agroindustrial. 
La mayor importación de bienes de capital estuvo relacionada al dinamismo de la industria nacional, aunque también destacó la importación de equipo de transporte. 
Finalmente, el aumento en la importación de bienes de consumo se originó en mayores importaciones de bienes duraderos. Consecuencia del entorno internacional favorable, los términos de intercambio mejoraron en 21,9%, resultado del significativo aumento en los precios de las exportaciones respecto a los de importaciones.
Se presentan a continuación las mercancías de mayor peso en las importaciones de Bolivia para el período 2010-2014. Las cifras están expresadas en dólares estadounidenses valor FOB.

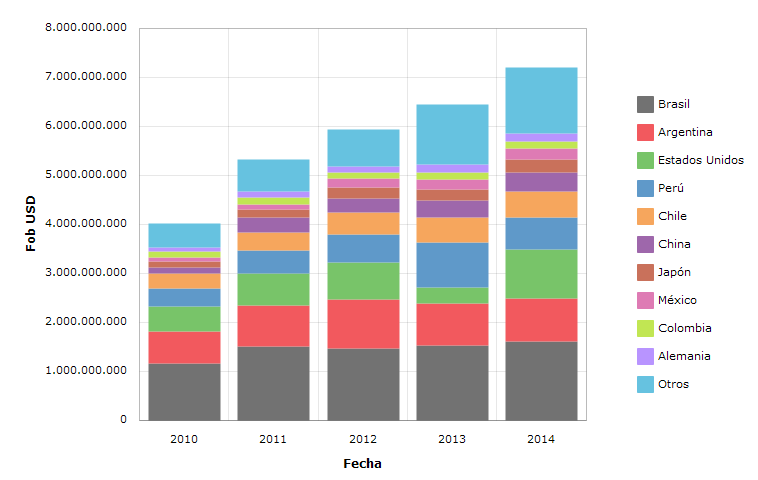
Importaciones de Bolivia del periodo 2010-2014 expresadas en USD valor FOB. [http://trade.nosis.com/es/Comex/Importacion-Exportacion/Bolivia/Todas-las-posiciones-arancelarias/BO/00 Fuente

| Fecha Mercadería por capítulo arancelario                                                                           | 2010          | 2011          | 2012          | 2013          | 2014          |
| --- | ------------- | ------------- | ------------- | ------------- | ------------- |
| 84 - calderas, máquinas, aparatos y artefactos mecánicos; partes de estas máquinas o aparatos                       | 687.051.908   | 992.927.751   | 1.067.985.306 | 944.657.691   | 1.258.532.927 |
| 87 - vehículos automóviles, tractores, velocípedos y demás vehículos terrestres, sus partes y accesorios            | 330.978.581   | 476.787.562   | 667.816.172   | 720.975.681   | 823.466.984   |
| 27 - combustibles minerales, aceites minerales y productos de su destilación; materias bituminosas; ceras minerales | 224.796.133   | 349.652.388   | 494.562.879   | 777.046.036   | 678.362.805   |
| 85 - máquinas, aparatos y material eléctrico, y sus partes                                                          | 255.706.308   | 380.709.946   | 359.273.247   | 458.869.276   | 671.292.898   |
| 72 - fundición, hierro y acero                                                                                      | 256.400.516   | 306.993.555   | 330.771.513   | 392.973.136   | 381.829.567   |
| 39 - plásticos y sus manufacturas                                                                                   | 228.016.306   | 267.014.375   | 303.291.348   | 355.187.784   | 350.097.384   |
| 73 - manufacturas de fundición, hierro o acero                                                                      | 193.929.855   | 240.249.476   | 231.140.555   | 295.773.813   | 299.705.442   |
| 38 - productos diversos de las industrias químicas                                                                  | 153.463.357   | 165.881.273   | 184.734.741   | 227.278.053   | 219.468.451   |
| 48 - papel y cartón; manufacturas de pasta de celulosa, de papel o cartón                                           | 131.101.288   | 133.688.508   | 108.213.465   | 119.411.107   | 117.352.232   |
| 30 - productos farmacéuticos                                                                                        | 101.426.293   | 124.418.433   | 101.779.669   | 107.565.576   | 114.605.183   |
| Demás capítulos | 1.456.685.885 | 1.895.607.224 | 2.089.269.198 | 2.051.541.930 | 2.288.984.738 |
| Total | 4.019.556.430 | 5.333.930.491 | 5.938.838.094 | 6.451.280.082 | 7.203.698.611 |

## Evolución histórica de las importaciones
A continuación se muestra la evolución histórica de las importaciones anuales en Bolivia desde 1948 hasta la actualidad (2018) en millones de dólares.
| Año  | Importación Anual | Año  | Importación Anual | Año  | Importación Anual | Año  | Importación Anual | Año  | Importación Anual | Año  | Importación Anual |
| 1948 | USD 68,7          | 1960 | USD 71,5          | 1972 | USD 185,4         | 1984 | USD 489,0         | 1996 | USD 1.635,0       | 2008 | USD 5.081,4       |
| 1949 | USD 78,4          | 1961 | USD 77,7          | 1973 | USD 230,2         | 1985 | USD 691,0         | 1997 | USD 1.851,0       | 2009 | USD 4.544,9       |
| 1950 | USD 64,0          | 1962 | USD 96,8          | 1974 | USD 390,0         | 1986 | USD 674,0         | 1998 | USD 1.983,0       | 2010 | USD 5.590,2       |
| 1951 | USD 85,8          | 1963 | USD 103,3         | 1975 | USD 557,9         | 1987 | USD 766,0         | 1999 | USD 1.755,0       | 2011 | USD 7.927,3       |
| 1952 | USD 92,6          | 1964 | USD 102,7         | 1976 | USD 554,6         | 1988 | USD 591,0         | 2000 | USD 1.830,0       | 2012 | USD 8.578,3       |
| 1953 | USD 68,0          | 1965 | USD 133,9         | 1977 | USD 617,9         | 1989 | USD 611,0         | 2001 | USD 1.707,7       | 2013 | USD 9.337,7       |
| 1954 | USD 65,5          | 1966 | USD 138,4         | 1978 | USD 807,8         | 1990 | USD 687,0         | 2002 | USD 1.774,9       | 2014 | USD 10.518,8      |
| 1955 | USD 82,4          | 1967 | USD 151,0         | 1979 | USD 894,3         | 1991 | USD 970,0         | 2003 | USD 1.615,9       | 2015 | USD 9.602,2       |
| 1956 | USD 84,1          | 1968 | USD 152,9         | 1980 | USD 665,0         | 1992 | USD 1.090,0       | 2004 | USD 1.876,9       | 2016 | USD 8.564         |
| 1957 | USD 90,3          | 1969 | USD 165,0         | 1981 | USD 917,0         | 1993 | USD 1.206,0       | 2005 | USD 2.430,8       | 2017 | USD 9.308         |
| 1958 | USD 79,6          | 1970 | USD 159,2         | 1982 | USD 554,0         | 1994 | USD 1.209,0       | 2006 | USD 2.915,7       | 2018 | USD 9.996         |
| 1959 | USD 65,0          | 1971 | USD 169,6         | 1983 | USD 577,0         | 1995 | USD 1.424,0       | 2007 | USD 3.585,7       | 2019 | USD 9.784         |

## Inflación anual
A continuación se muestra la evolución histórica de las inflaciones anuales en Bolivia desde 1968 hasta la actualidad (2019). Entre las gestiones 2006 al 2019 se destaca el adecuado control de la inflación por parte del gobierno de Evo Morales Ayma, en dicho periodo se logró la mayor estabilidad económica alcanzada por el país en toda su historia.
| Año  | Inflación Anual | Año  | Inflación Anual | Año  | Inflación Anual | Año  | Inflación Anual | Año  | Inflación Anual |
| 1968 | 3,49%           | 1980 | 23,94%          | 1992 | 10,46%          | 2004 | 4,62%           | 2016 | 4,0%            |
| 1969 | 3,21%           | 1981 | 25,12%          | 1993 | 9,30%           | 2005 | 4,91%           | 2017 | 2,71%           |
| 1970 | 4,07%           | 1982 | 296,54%         | 1994 | 8,52%           | 2006 | 4,95%           | 2018 | 1,51%           |
| 1971 | 3,29%           | 1983 | 330,10%         | 1995 | 12,58%          | 2007 | 11,73%          | 2019 | 1,47%           |
| 1972 | 23,60%          | 1984 | 2.168,33%       | 1996 | 7,95%           | 2008 | 11,85%          | 2020 | 0,67%           |
| 1973 | 34,75%          | 1985 | 8.173,33%       | 1997 | 6,73%           | 2009 | 0,26%           | 2021 | 0,90%           |
| 1974 | 38,96%          | 1986 | 65,90%          | 1998 | 4,39%           | 2010 | 7,18%           | 2022 | 3,12%           |
| 1975 | 6,04%           | 1987 | 10,71%          | 1999 | 3,13%           | 2011 | 6,90%           | 2023 | 2,12%           |
| 1976 | 5,49%           | 1988 | 21,47%          | 2000 | 3,41%           | 2012 | 4,54%           | 2024 | 9,97%           |
| 1977 | 10,46%          | 1989 | 16,56%          | 2001 | 0,92%           | 2013 | 6,48%           |      |                 |
| 1978 | 13,48%          | 1990 | 18,03%          | 2002 | 2,45%           | 2014 | 5,19%           |      |                 |
| 1979 | 45,45%          | 1991 | 14,53%          | 2003 | 3,94%           | 2015 | 2,95%           |      |                 |

## Bolivia en el contexto internacional
Bolivia basa su economía en sectores primarios como son las industrias minera, petrolera y de gas natural (la segunda reserva más grandes de América del Sur), agropecuaria, cementera y textil. La economía de Bolivia ha experimentado un crecimiento constante en los últimos 14 años, ya que su producto interior bruto se ha incrementado de media un 5% anual, manteniendo esa tendencia creciente incluso durante la crisis económica global del 2008. Si se observa la tabla, destaca que en el período 2006-2019, el PIB ha crecido un 343%. Para el mismo período, se observa también un incremento en la renta per cápita del 250% para lograr situarse en $3.671. Uno de los datos socioeconómicos que se pueden destacar igualmente es la tasa de usuarios de internet, que aun siendo reducida (en torno al 58%) ha evolucionado un 3927% en el período 2000-2017.
| Indicador                               | Valor                                            | Posición en el mundo                                           | Incremento                                                                              |
| Producto interior bruto (nominal)       | 42.401.000.000 $ Fuente: FMI (2019)              | Países más ricos del mundo por PIB Puesto 89.º                 | 9.573.000.304 $ en 2005 (incr: 343%) Fuente: FMI.                                       |
| Superficie                              | 1.098.580 km² Fuente: Banco Mundial (2010)       | Países más extensos del mundo Puesto 27.º                      | 1.098.580 km² en 2008 (incr: 0%) Fuente: Ficha de Bolivia en Banco Mundial.             |
| Población                               | 11.383.094 personas Fuente: INE (2019)           | Países más poblados del mundo Puesto 82.º                      | 8.316.648 personas en 2000 (incr: 36,9%) Fuente: INE.                                   |
| Emisiones de CO2                        | 1,5 toneladas Fuente: Banco Mundial (2009)       | Países con mayores emisiones de CO2 Puesto 119.º               | 0,989 toneladas en 2000 (incr: 51,7%) Fuente: Ficha de Bolivia en Banco Mundial.        |
| Renta per cápita                        | 3.671 $ Fuente: Banco Mundial (2019)             | Países con mayor Renta Per Cápita Puesto 94.º                  | 1049 $ en 2005 (incr: 250%) Fuente: FMI.                                                |
| Tasa de natalidad                       | 3,2 personas Fuente: Banco Mundial (2012)        | Países con mayor natalidad (niños por mujer) Puesto 55.º       | 4104 personas en 2000 (incr: -22%) Fuente: Ficha de Bolivia en Banco Mundial.           |
| Crecimiento económico                   | 4,0 % Fuente: FMI (2019)                         | Economías de mayor crecimiento Puesto 58.º                     | 2,51 % en 2000 (incr: 103,2%) Fuente: Ficha de Bolivia en Banco Mundial.                |
| % usuarios Internet                     | 58 % Fuente: UIT - UNESCO (2017)                 | Países con mayor tasa de usuarios de Internet Puesto 106.º     | 1,44 % en 2000 (incr: 3927,7%) Fuente: UIT - UNESCO.                                    |
| Promedio de días para crear una empresa | 50 días Fuente: Banco Mundial (2011)             | Países más rápidos para montar una empresa Puesto 163.º        | 60 días en 2003 (incr: -16,7%) Fuente: Ficha de Bolivia en Banco Mundial.               |
| Consumo de energía por habitante        | 587 kilogramos Fuente: Banco Mundial (2008)      | Países con mayor consumo de energía por habitante Puesto 105.º | 594,35 kilogramos en 2000 (incr: -1,2%) Fuente: Ficha de Bolivia en Banco Mundial.      |
| Terreno dedicado a agricultura          | 34,1 % Fuente: Banco Mundial (2009)              | Países con más terreno dedicado a la agricultura Puesto 113.º  | 34,09 % en 2000 (incr: 0%) Fuente: Ficha de Bolivia en Banco Mundial.                   |
| Potencia eléctrica consumida            | 616 kilovatios-hora Fuente: Banco Mundial (2010) | Países con más potencia eléctrica consumida Puesto 82.º        | 420,96 kilovatios-hora en 2000 (incr: 46,3%) Fuente: Ficha de Bolivia en Banco Mundial. |
| Superficie forestal                     | 571.960 km² Fuente: Banco Mundial (2010)         | Países con mayor superficie forestal Puesto 15.º               | 600.910 km² en 2000 (incr: -4,8%) Fuente: Ficha de Bolivia en Banco Mundial.            |
| Carreteras pavimentadas                 | 46 % Fuente: ABC (2018)                          | Países con más carreteras pavimentadas Puesto 55.º             | 6,6 % en 2000 (incr: 597%) Fuente: ABC.                                                 |
| Índice de Competitividad Global         | 3,777 Fuente: Foro Económico Mundial (2013)      | Países más competitivos Puesto 104.º                           | 3,46 en 2007 (incr: 9,2%) Fuente: Ficha de Bolivia en Foro Económico Mundial            |